# Cinéma polonais

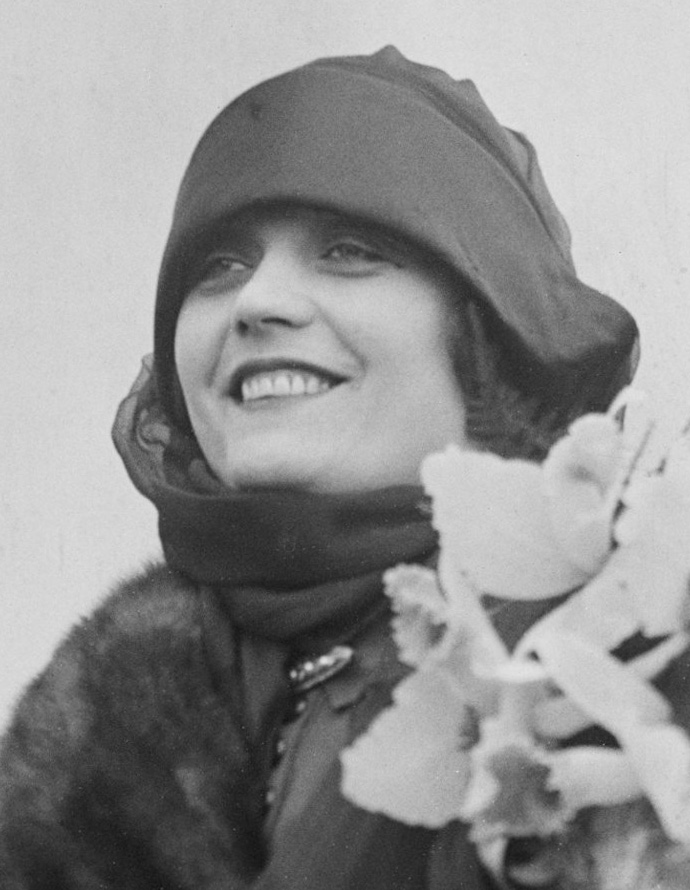
Pola Negri (Barbara Apolonia Chałupiec) star du cinéma muet.

L’histoire du cinéma polonais est presque aussi longue que celle de la cinématographie car inaugurée par l'invention du pléographe (caméra-projecteur) par Kazimierz Prószyński en 1894 avant même le célèbre cinématographe des frères Lumière.
Le cinéma polonais a acquis une renommée universelle. Les films réalisés au sein de l’École polonaise du cinéma ont eu une forte influence sur des mouvements tels que la Nouvelle Vague, le néoréalisme et même le cinéma classique hollywoodien. Des réalisateurs polonais comme Andrzej Wajda, Krzysztof Kieślowski, Andrzej Żuławski, Roman Polanski, Krzysztof Zanussi ou Paweł Pawlikowski ont durablement inscrit leurs noms dans le monde du 7e art.

## Histoire
Le début de la cinématographie polonaise est étroitement lié à celui d’une nation politiquement inexistante jusqu’en 1918, dont les terres sont partagées entre les occupants russes, allemands et autrichiens et dont la situation économique est particulièrement défavorable. Rayée de la carte de l'Europe pendant 123 ans, la Pologne ne subsiste qu’au travers de sa langue et de sa culture. Après sa renaissance en tant qu'État souverain, elle a une volonté forte de défendre son patrimoine.

### Les débuts: 1894-1918

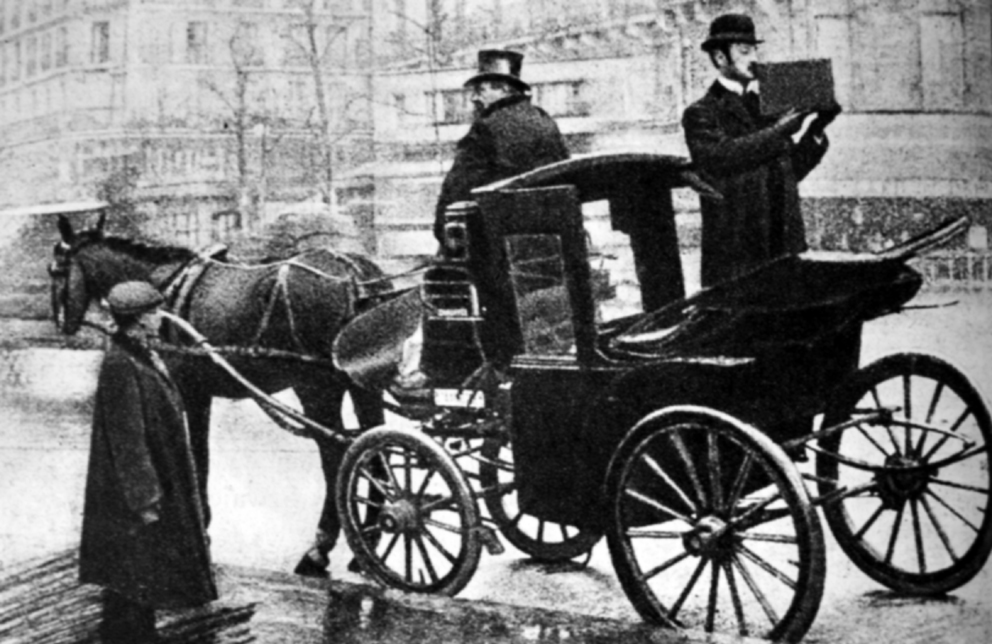
Kazimierz Prószyński filme avec la première caméra portable au monde de son invention à Paris en 1909

En 1894, Kazimierz Prószyński (1875-1945) mit au point un appareil permettant "d’animer la photographie" : le pléographe. En 1895, le photographe Bolesław Matuszewski (1856-1943) avec son frère Zygmunt fondèrent à Varsovie l'atelier photographique : Paryska fotografia (Photographie parisienne) LUX-Sigismond & Cie (filiale de leur atelier parisien) qui, dans les années 1896-1898, réalisa une dizaine de films documentant la vie quotidienne à Varsovie et des scènes des cours impériales russe, allemande et autrichienne. Matuszewski enregistra également en direct quelques interventions chirurgicales du docteur Eugène Doyen à Varsovie. Il est intéressant de noter que déjà en mars 1898, le documentariste adressa au rédacteur Du Figaro la mémoire Une nouvelle source de l’histoire du cinéma (Création d’un dépôt de cinématographie historique) dans lequel il préconisait la constitution à Paris d’une collection publique de films cinématographiques.
Indépendamment des recherches locales, ce sont les inventions étrangères qui s'imposèrent en Pologne. La première présentation des images animées eut lieu le 18 juillet 1896 à Varsovie. Il s'agissait du film tourné à l'aide du kinétographe de Thomas Edison. Une équipe d'opérateurs des frères Lumière réalisera leur première projection polonaise le 14 novembre 1896 au théâtre municipal de Cracovie. C'est bien l'invention française qui s'imposa sur la plupart des marchés européens et c'est également elle qui mit fin à la commercialisation du pléographe de Prószyński dès 1903.
La première salle de cinéma fixe en Pologne, Gabinet Iluzji, fut inaugurée à Łódź en septembre 1899 par les frères Antoni et Władysław Krzemiński. Ensuite, ces pionniers du cinéma polonais étendirent leur réseau et parcoururent une grande partie de la Pologne et plusieurs régions de la Russie pour présenter des images animées.

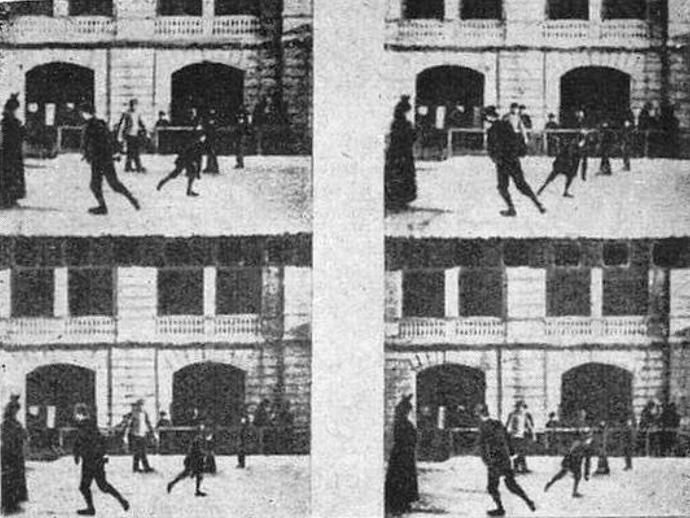
Patinoire de Kazimierz Prószyński

Kazimierz Prószyński fut non seulement inventeur de caméras et détenteur de multiples brevets des procédés cinématographiques novateurs mais également le premier cinéaste polonais. En 1901, il fonda le deuxième studio de films en Pologne (après celui des frères Matuszewski) : Towarzystwo Udziałowe Pleograf (Société par actions pléographe) du nom de son invention de 1894. Prószyński utilisa son appareil pour tourner quelques documentaires sur la ville de Varsovie. Ils furent présentés au grand public entre le 31 mars et 2 avril 1902 au Théâtre d'été du Jardin de Saxe. La même année, Prószyński réalisa également deux premiers courts-métrages comiques : Retour d'un ivrogne (Powrót birbanta, 1902) et Aventure du cocher (Przygoda dorożkarza, 1902) interprétés par les acteurs de théâtre Kazimierz Junosza-Stępowski et Władysław Neubelt.
Le film Les Martyrs de Pologne (Pruska kultura) de Mordechaj Towbin, sorti en mai 1908 et retrouvé en 2000 dans les archives françaises du film à Bois-d'Arcy, est à ce jour le plus ancien film polonais conservé,. Pour des raisons de censure - la Pologne était toujours occupée à l'époque par l'Allemagne - ce film qui dénonçait la germanisation forcée et la persécution des enfants polonais ne pouvait pas être distribué sur le territoire polonais et fut vendu à l'étranger. Indéniablement, cela le sauva des destructions des guerres dont souffrit ultérieurement le patrimoine cinématographique polonais.
Le premier long-métrage polonais projeté en salles est la comédie Antoś pour la première fois à Varsovie (1908), réalisée par George Meyer (de vrai nom Joseph-Louis Mundwiller) avec Antoni Fertner dans le rôle principal. Malheureusement, ce film post-produit et aussitôt montré à Paris est aujourd'hui considéré comme définitivement perdu.
Des artistes polonais expérimentèrent aussi d'autres genres : en 1910, Ladislas Starewitch (1882-1965) créa l'un des premiers films d'animation au monde et il fut le premier à utiliser l'animation en volume.
Cependant, la production nationale se développa lentement car les producteurs manquaient de capitaux. C'est Aleksander Hertz (1879-1928), polytechnicien passionné d'images animées, qui donna l'impulsion nécessaire à l'industrie du cinéma polonais. Directeur du Sfinks (pl) fondé en 1909, le premier véritable studio de production cinématographique, Hertz sera réalisateur à succès et « découvreur » de nombreuses stars parmi lesquelles la plus connue sera Pola Negri. Aleksander Hertz et Edward Puchalski (1874-1942) l'autre réalisateur populaire de l'époque, révélèrent des talents comme Mia-Mara, Halina Bruczówna, Józef Węgrzyn, Wojciech Brydziński ou Kazimierz Kamiński. Les deux premières productions du studio seront : Meir Ezofowicz (1911) de Józef Sulnicki (1869-1920) d'après le roman éponyme d'Eliza Orzeszkowa et Esclave des sens (1914) avec Pola Negri. Malheureusement des huit films que Pola Negri tourna pour Sfinks, seuls des extraits de Bestia (1917) sont parvenus jusqu'à nos jours. Parmi les premiers succès de Sfinks, on relève également une adaptation du récit historique de Wacław Gąsiorowski Madame Walewska (1914) avec Maria Dulęba dans le rôle de la comtesse et Stefan Jaracz dans celui de Napoléon.
Le plus grand concurrent de Hertz fut Mordechaj Towbin qui, dans les années 1911-1912, fonda avec Samuel Ginzburg et Paweł Goldman Kantor Siła (Comptoir des Cinématographies unies - Force). Il produit des films documentaires et une dizaine de longs métrages, pour la plupart sur des thèmes juifs, écrits et réalisés par Andrzej Marek (1878-1943). Si les deux rivaux exploitaient sensiblement la même thématique, leurs approches commerciales furent très différentes. Tandis que Hertz cherchait à faire de Sfinks une marque forte et reconnaissable, tout en souhaitant être reconnu comme un mécène des arts, Towbin était prêt à tout pour vaincre son concurrent. Il organisa même un rapt de Max Linder venu en Pologne sur l'invitation de Hertz. La rivalité se termina avec l'arrestation de Towbin en 1914 pour des malversations financières, dont les détails, cependant, ne furent jamais expliqués.
Kantor Siła disparut en 1913 et, à la place, Samuel Ginzburg et Henryk Finkelstein ouvrirent le studio Kosmofilm qui produit autant de films yiddish que de films polonais dont une adaptation de l'opéra de Stanisław Moniuszko Halka. La première de cette production prestigieuse eut lieu le 4 novembre 1913 au cinéma Wielki Iluzjon. En deux ans, le studio réalisa une vingtaine de films avec des acteurs du théâtre juif, ainsi que du théâtre Polski et du théâtre Maly de Varsovie. En 1915 Kosmofilm fusionna avec Sfinks. Après la mort prématurée d'Aleksander Hertz en 1928, c'est Henryk Finkelstein qui dirigera le studio.
Marian Fuks (1884–1935), un photographe renommé et propriétaire d'une agence photo à Varsovie, fut un pionnier de films d'actualités au sens moderne. Ses chroniques du procès du moine dégénéré Damazy Macoch, du procès du comte Bogdan Jaxa-Roniker, de la capture d'un bandit dangereux à Łódź et bien d'autres firent sensation. Il filma également des événements historiques tels les funérailles nationales de l'écrivain Bolesław Prus en mai 1912. La même année, il réalisa également le long métrage Le Fou avec Stefan Jaracz, d'après le scénario de Stanisław Sierosławski. Marian Fuks fut l'auteur des prises de vues sur ce tournage. Le film fut projeté seulement en Russie, et il n'est pas certain s'il en subsiste aujourd'hui une copie conservée. Avec William Wauer, Fuks réalisa le film Petit tsar adapté du roman éponyme de Gabriela Zapolska. Les historiens du cinéma soulignent également les mérites de Fuks dans le domaine du montage.

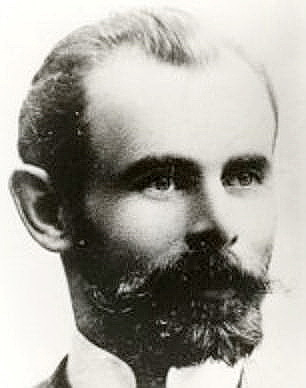
Bolesław Matuszewski
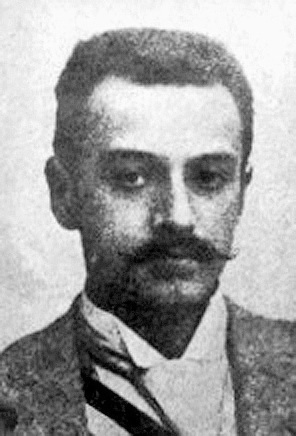
Kazimierz Prószyński
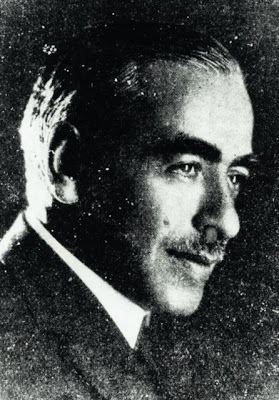
Aleksander Hertz
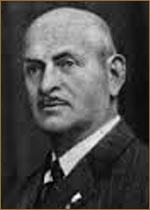
Edward Puchalski
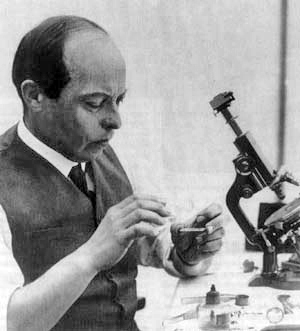
Władysław Starewicz
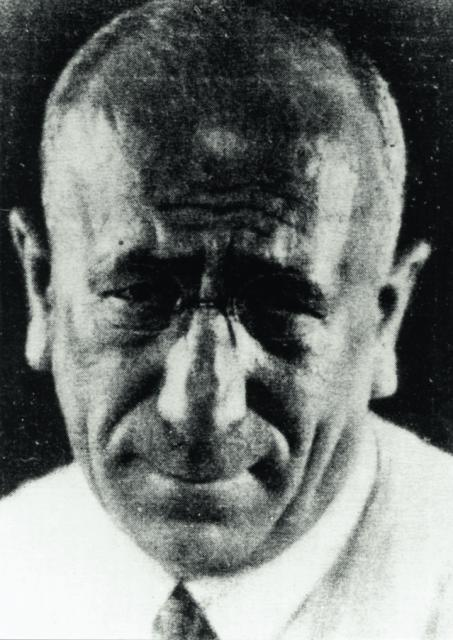
Marian Fuks
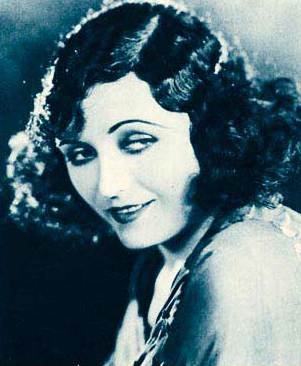
Pola Négri
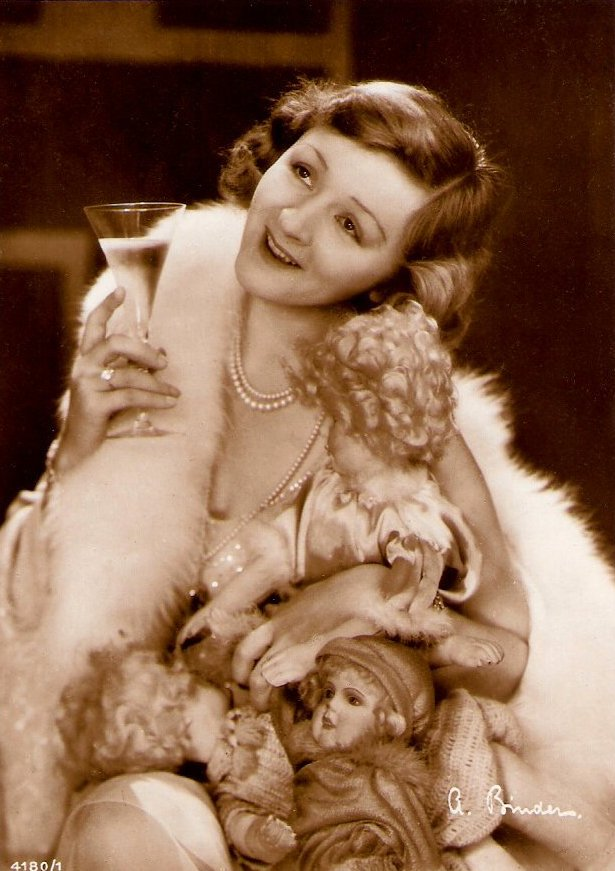
Mia Mara
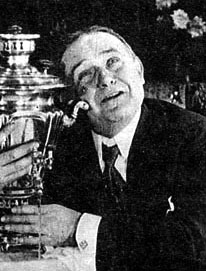
Antoni Fertner
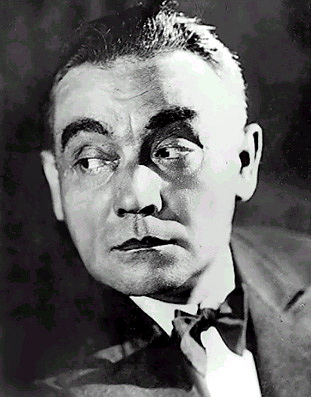
Stefan Jaracz
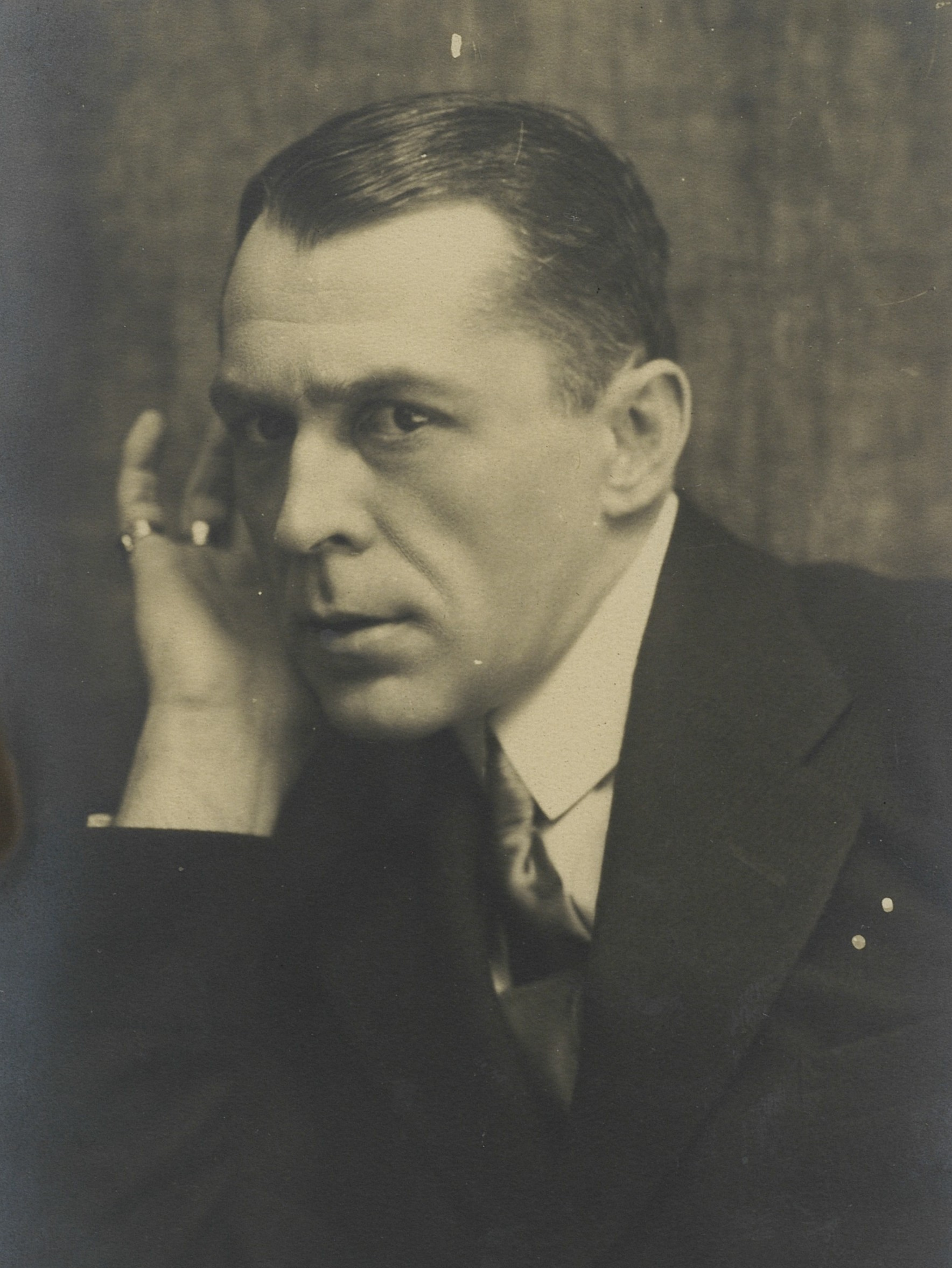
Kazimierz Junosza-Stępowski
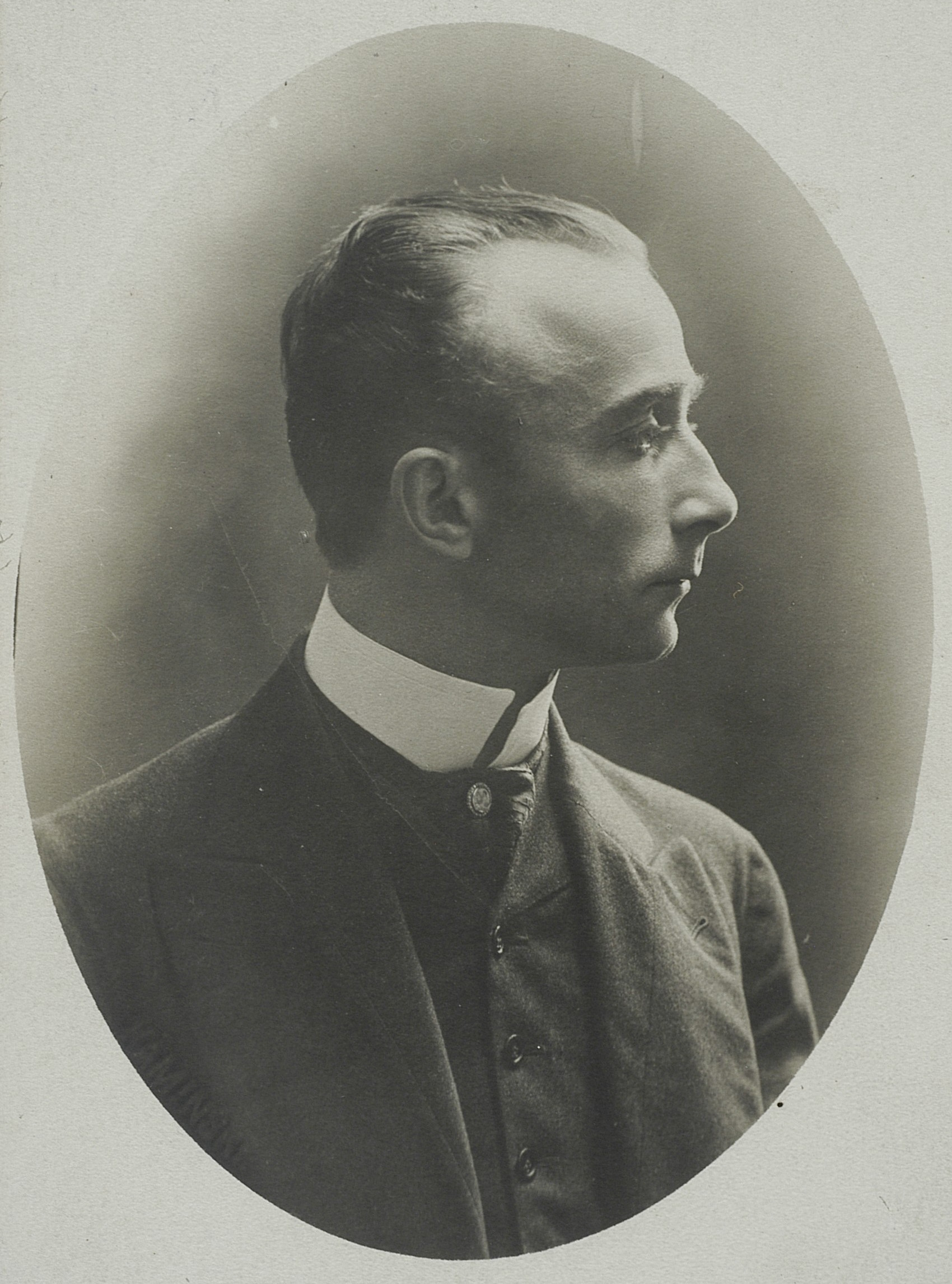
Kazimierz Kamiński
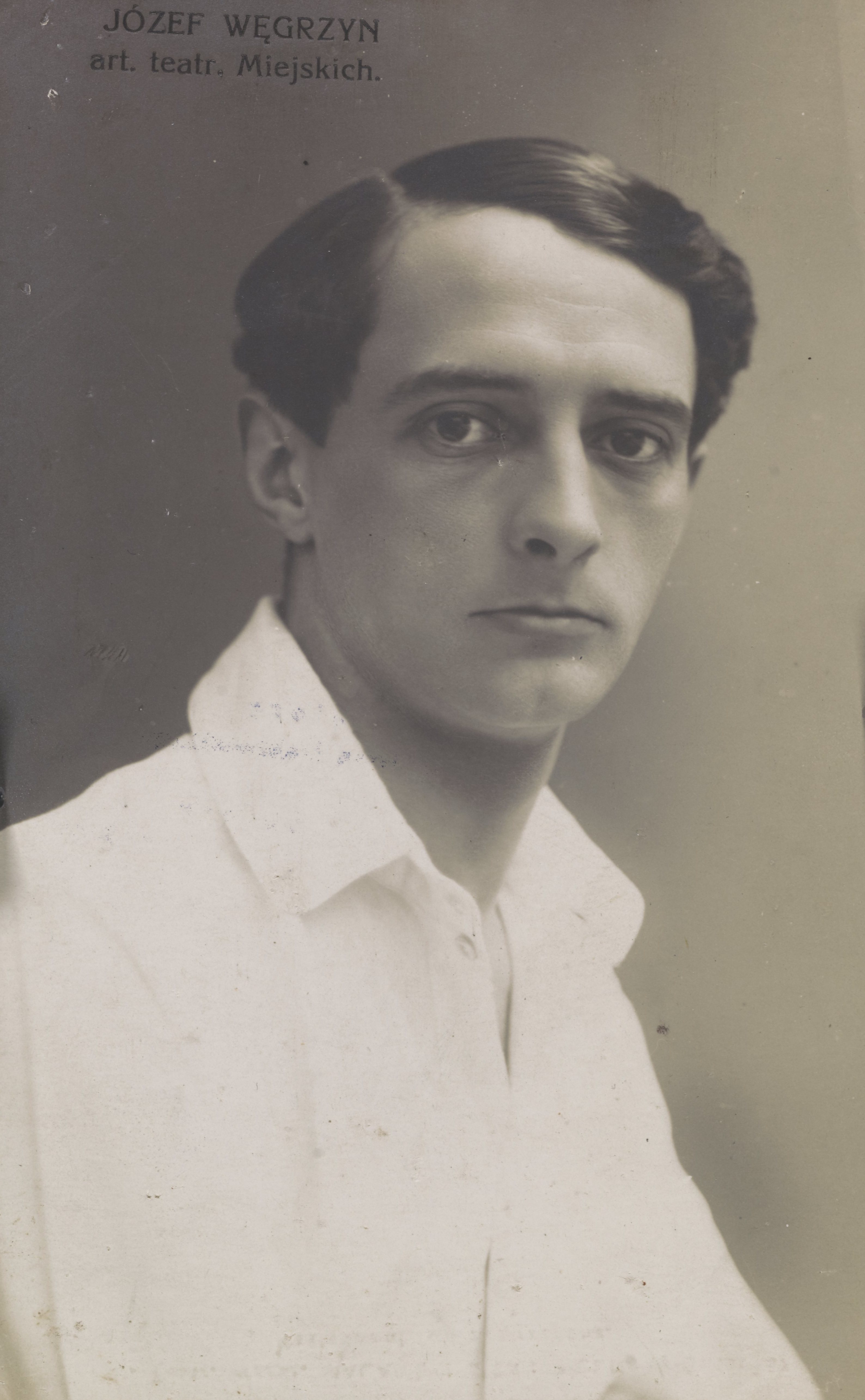
Józef Węgrzyn
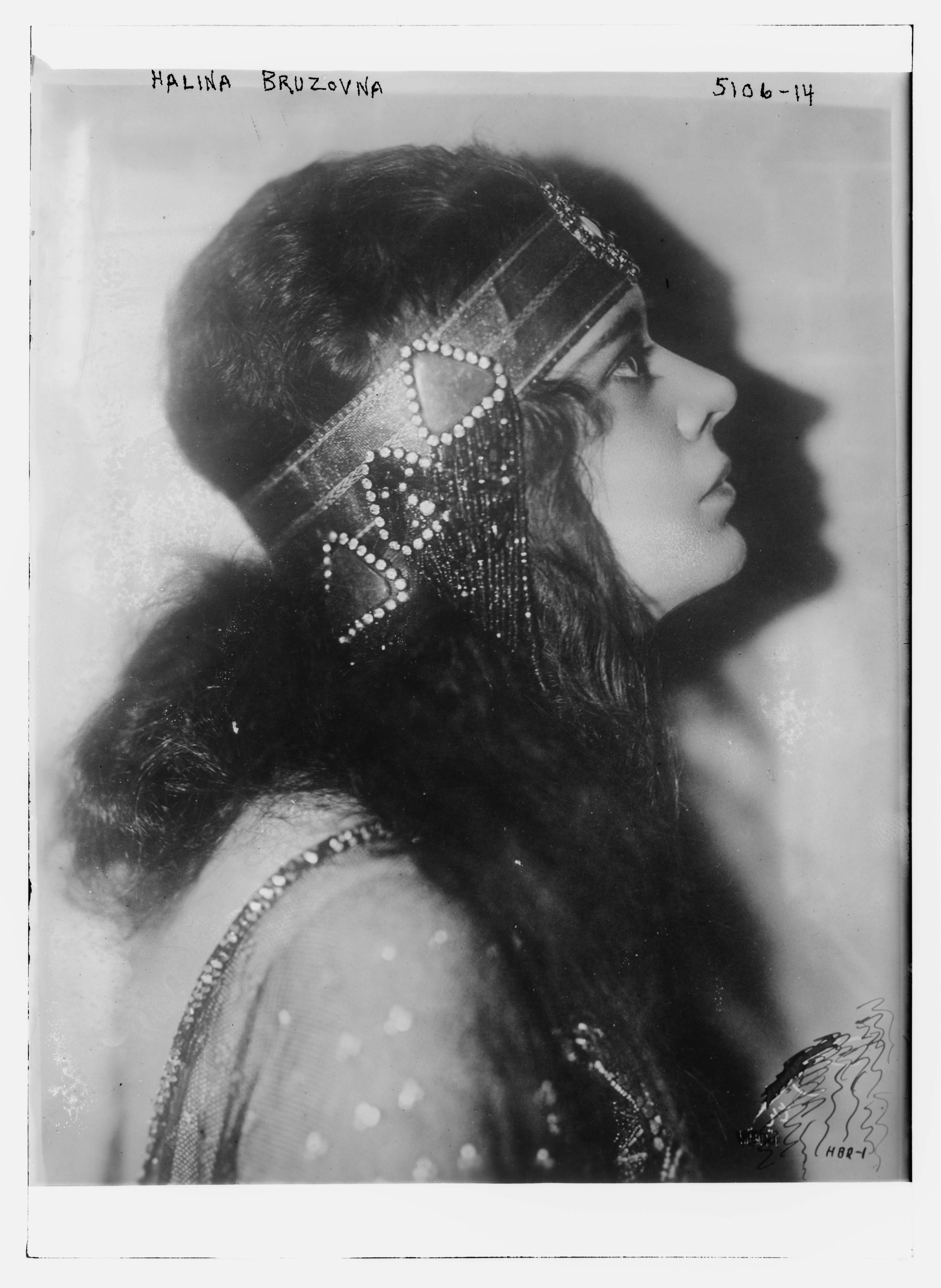
Halina Bruczówna
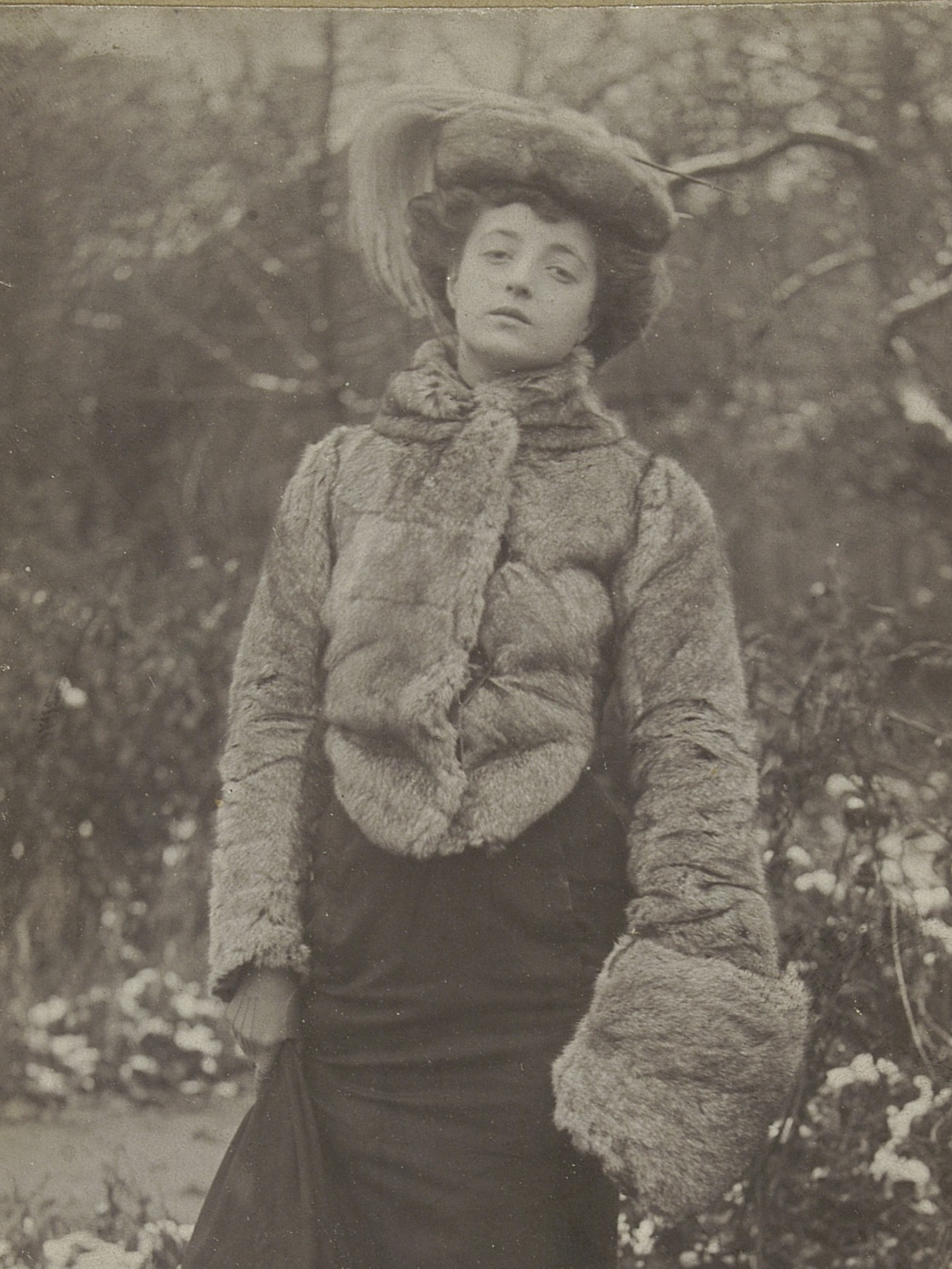
Maria Dulęba
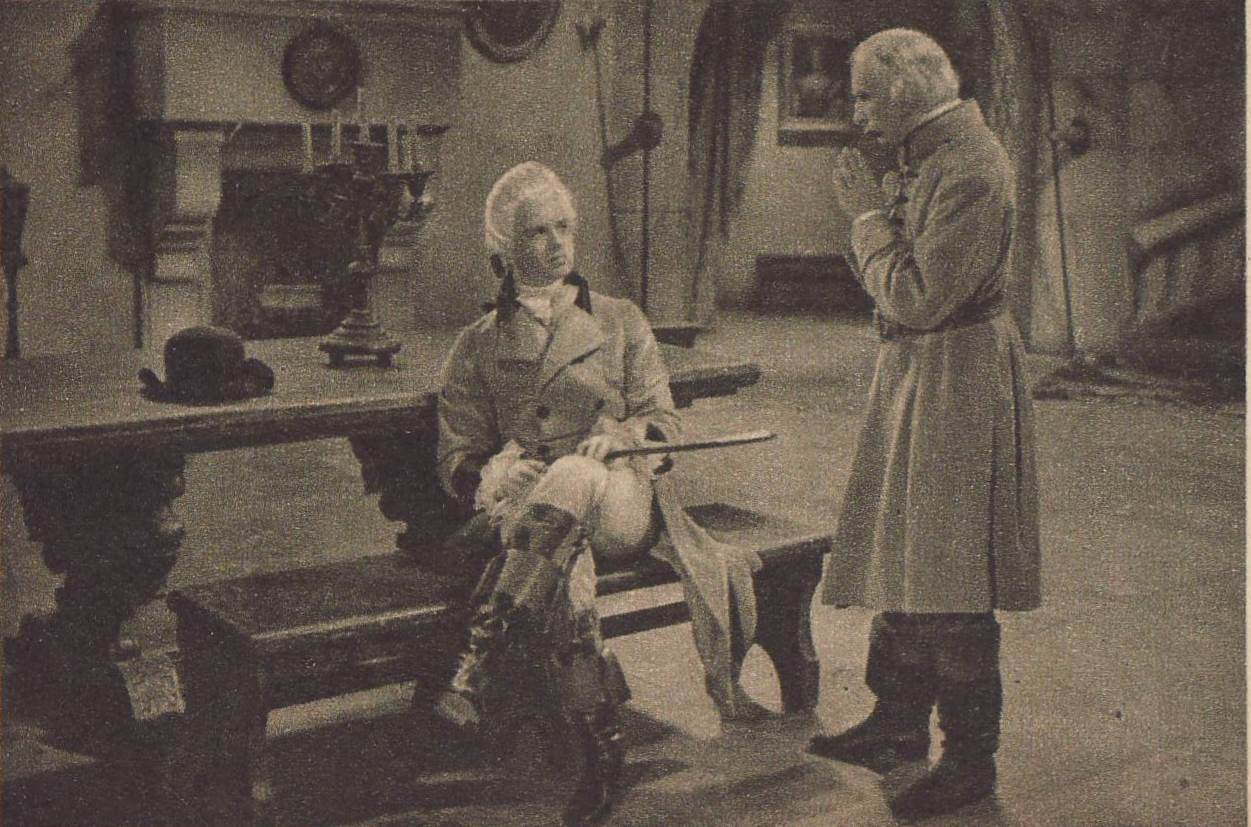
Witold Zacharewicz dans Halka

### L'indépendance de la Pologne: 1918 -1939
Malgré le sursaut qui suit l'indépendance de la Pologne en 1918, le cinéma national était handicapé tant sur le plan technique qu'économique, et résistait difficilement à la concurrence étrangère. Un déséquilibre s'installa : d'un côté existait un courant avant-gardiste nourri par une réflexion critique lucide : Karol Irzykowski, Stefania Zahorska, Antoni Słonimski, Leon Trystan, Jalu Kurek ou Tadeusz Peiper. De l'autre, une industrie très dépendante de capitaux incertains donc liée au profit immédiat. Très tôt, la production polonaise revêtit un caractère spéculatif et des 150 studios de cinéma créés dans la période de l'entre-deux-guerres, 90 ne produisirent qu'un seul film.
Sfinks (1912-36) de Aleksander Hertz et Henryk Finkelstein, Leo-Film (1924-39) de Maria Hirszbein et Falanga (1923-42) de Stefan Dękierowski et Adam Drzewiecki furent les sociétés de production les plus importantes. Il convient de noter également : Rex-Film de Józef Rosen, Feniks Film de Felicja et Leon Fenigstein et Libkow-Film de Marek Libkow.
L'industrie cinématographique polonaise de l'entre-deux-guerres produit environ 30 longs-métrages et 100-300 courts-métrages par an.

#### Le cinéma muet polonais des années 1920
À la sortie de la guerre, Sfinks, le plus ancien et plus grand studio polonais, doit faire face à la perte de ses deux plus grandes stars : Pola Negri et Mia Mara parties pour continuer leurs carrières d'abord à Berlin puis à Hollywood. C'est Jadwiga Smosarska qui devient la nouvelle vedette du studio et la plus grande star du cinéma polonais de l'entre-deux-guerres.
Les thèmes historiques d'inspiration patriotique sont une caractéristique du cinéma polonais en général. La lutte pour l'indépendance et le questionnement du sens de la liberté - des leitmotivs de la culture polonaise depuis au moins l'époque romantique - sont encore plus d'actualité après le recouvrement par la Pologne de sa souveraineté en 1918. En mars 1921, donc sept mois seulement après la bataille de Varsovie qui a failli remettre en cause l'existence même du jeune État, a lieu la première du film Miracle de la Vistule de Ryszard Bolesławski (1889-1937). Malheureusement, de ce film qui raconte la résistance à l’invasion soviétique de 1920, nous n'avons aujourd'hui que 53 minutes conservées. Deux somptueuses productions de Ryszard Ordyński (1878-1953) : La tombe du soldat inconnu (1927) d'après le roman d'Andrzej Strug et Messire Thadée (1928) tiré de l'épopée d'Adam Mickiewicz s'inscrivent dans ce genre du cinéma exaltant le sentiment de l'unité nationale.
Le cinéma polonais des années 1920 se caractérise également par la domination absolue du thème de l'amour. Le studio Sfinks triomphe en salles avec des mélodrames adaptés de romans à l'eau de rose et mettant en scène Smosarska : Esclave de l'amour (1923), Ce dont on ne parle pas (1924), Iwonka (1925) et La Lépreuse (1926), tous malheureusement disparus.
Le studio Leo-Film, repris en 1924 par Maria Hirszbein (1899-1942), la première productrice et directrice de production polonaise, relance le cinéma yiddish d'avant-guerre (Tkijes kaf en 1924 et Lamedwownik en 1925) et propose des productions polonaises innovantes. En 1926, pour la première fois dans le cinéma polonais, Leo-Film porte à l'écran une histoire criminelle Bouffon rouge. En 1927, il réalise des premières prises de vues en mer et multiplie des tournages en plein-air pour le thriller Appel de la mer. Les deux films sont mis en scène par Henryk Szaro (1900-1942) et Appel de la mer est à ce jour le plus ancien film conservé de ce réalisateur.
En 1929, la société Gloria produit L'Homme fort (1929), dont le scénario, tiré du roman de Stanisław Przybyszewski est adapté par le romancier Andrzej Strug et mis en scène par Henryk Szaro. C'est le grand artiste russe Gregori Chmara qui joue le rôle principal et l'opérateur italien Giovanni Vitrotti qui signe la photo expressionniste du film.
Deux débuts artistiques intéressants datent de cette période : celui de Wiktor Biegański (1892-1974) avec Les vampires de Varsovie (1925) et celui de Józef Lejtes (1901-1983) avec L'Ouragan (1928).
L’adaptation du roman de Stefan Żeromski, Vent de la mer, en 1930 est le dernier film muet polonais.

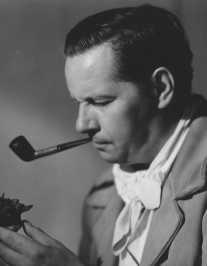
Ryszard Bolesławski
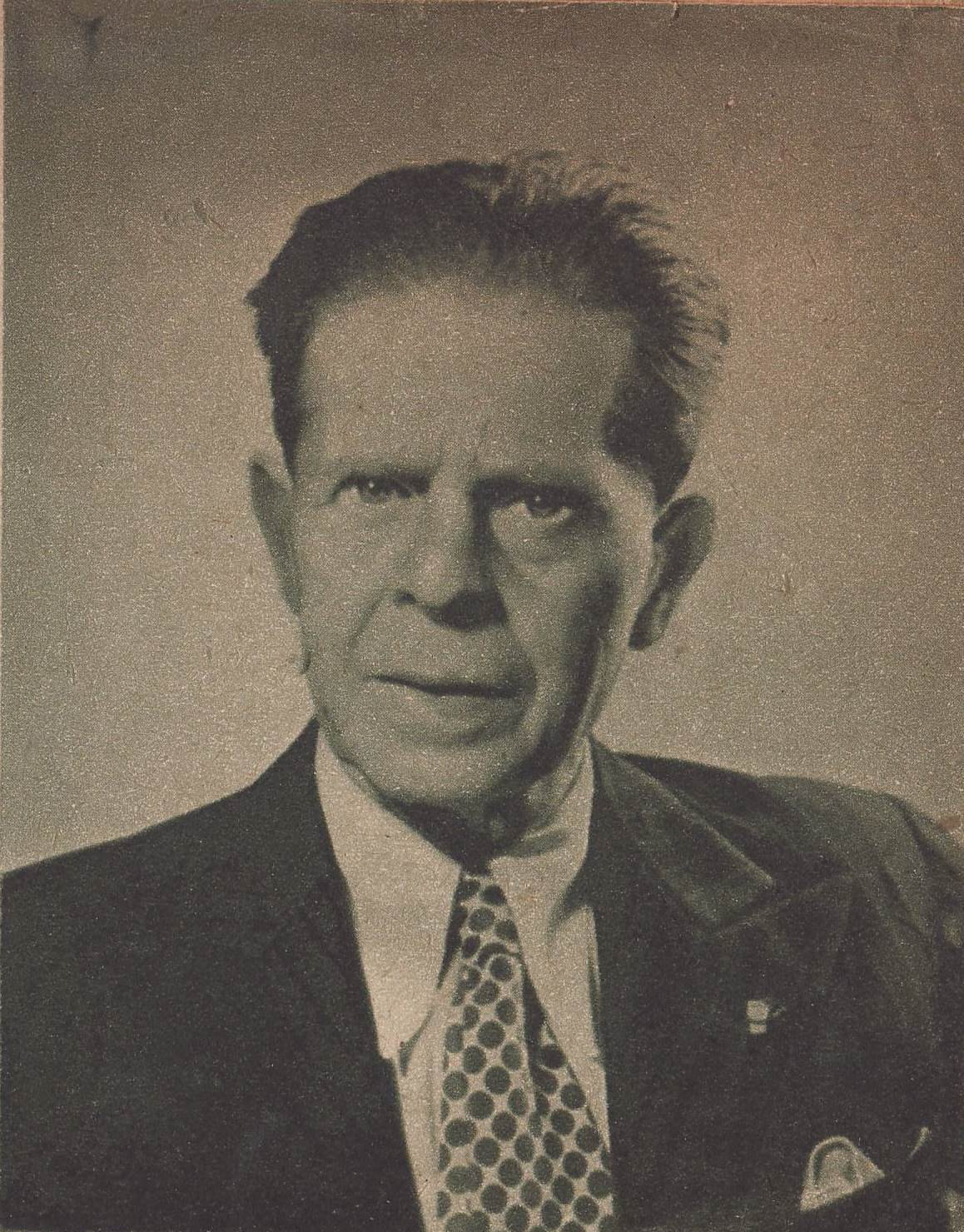
Ryszard Ordyński
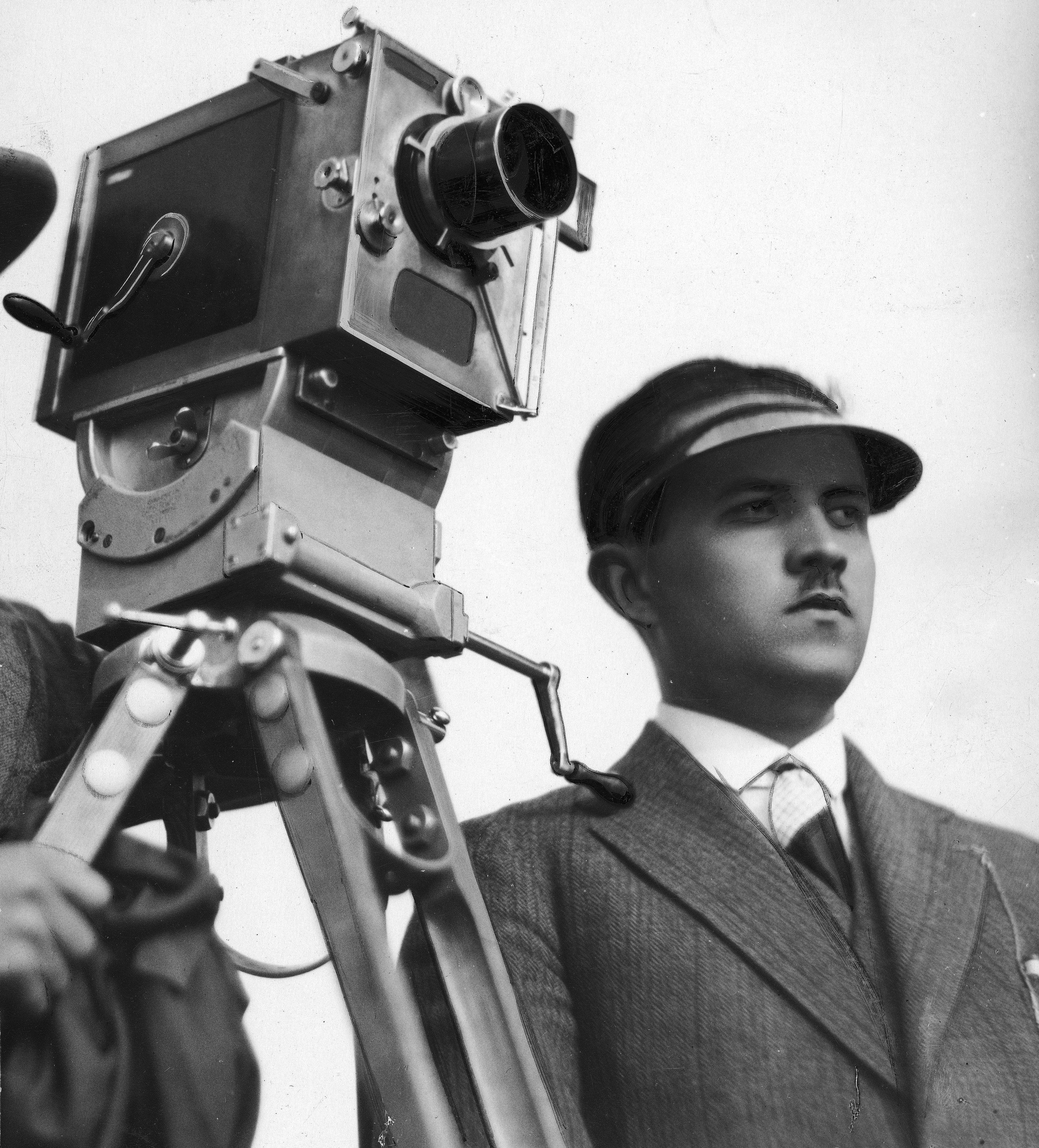
Henryk Szaro
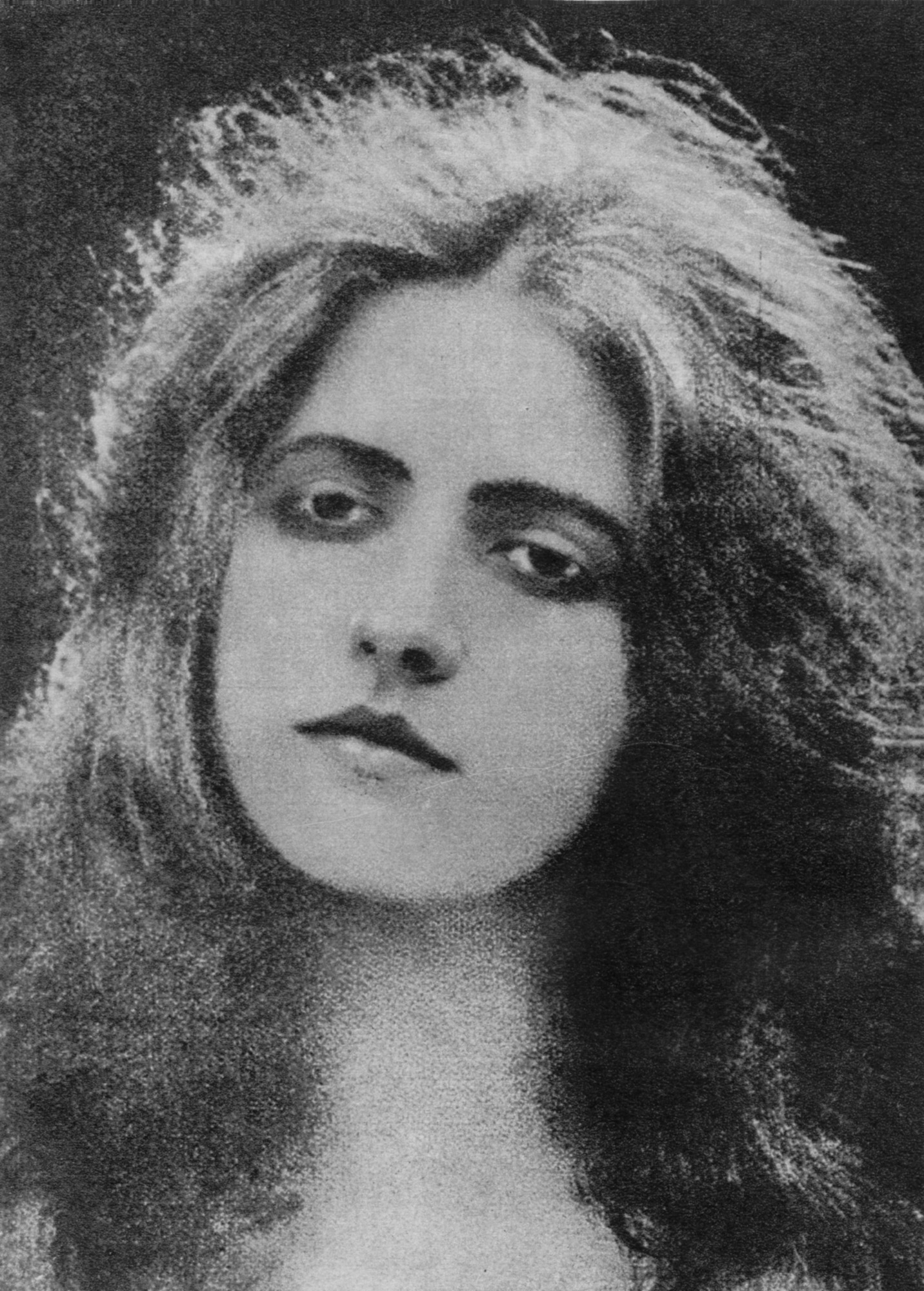
Jadwiga Smosarska dans Ce dont on ne parle pas, 1924
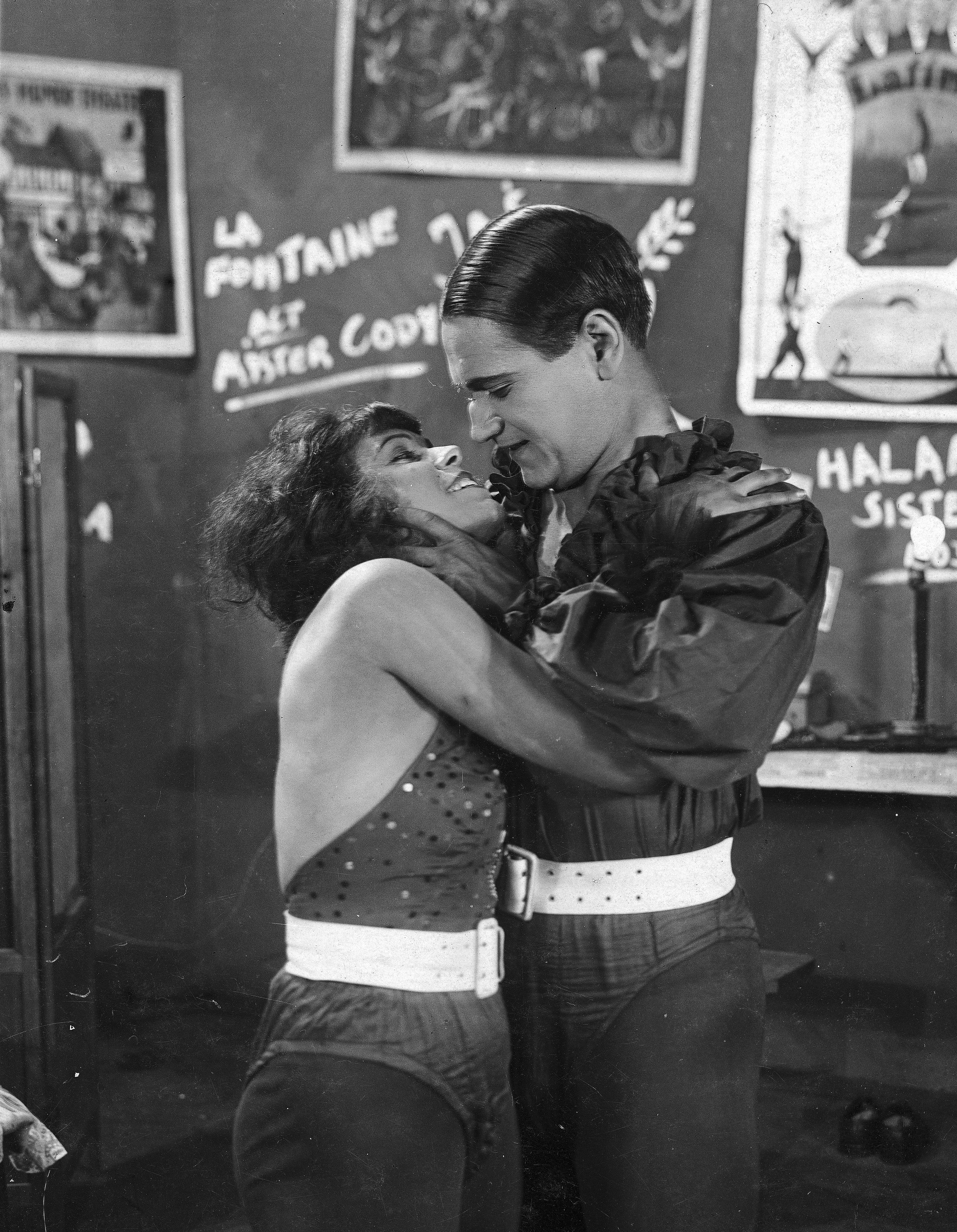
Eugeniusz Bodo et Nora Ney dans Bouffon rouge, 1926
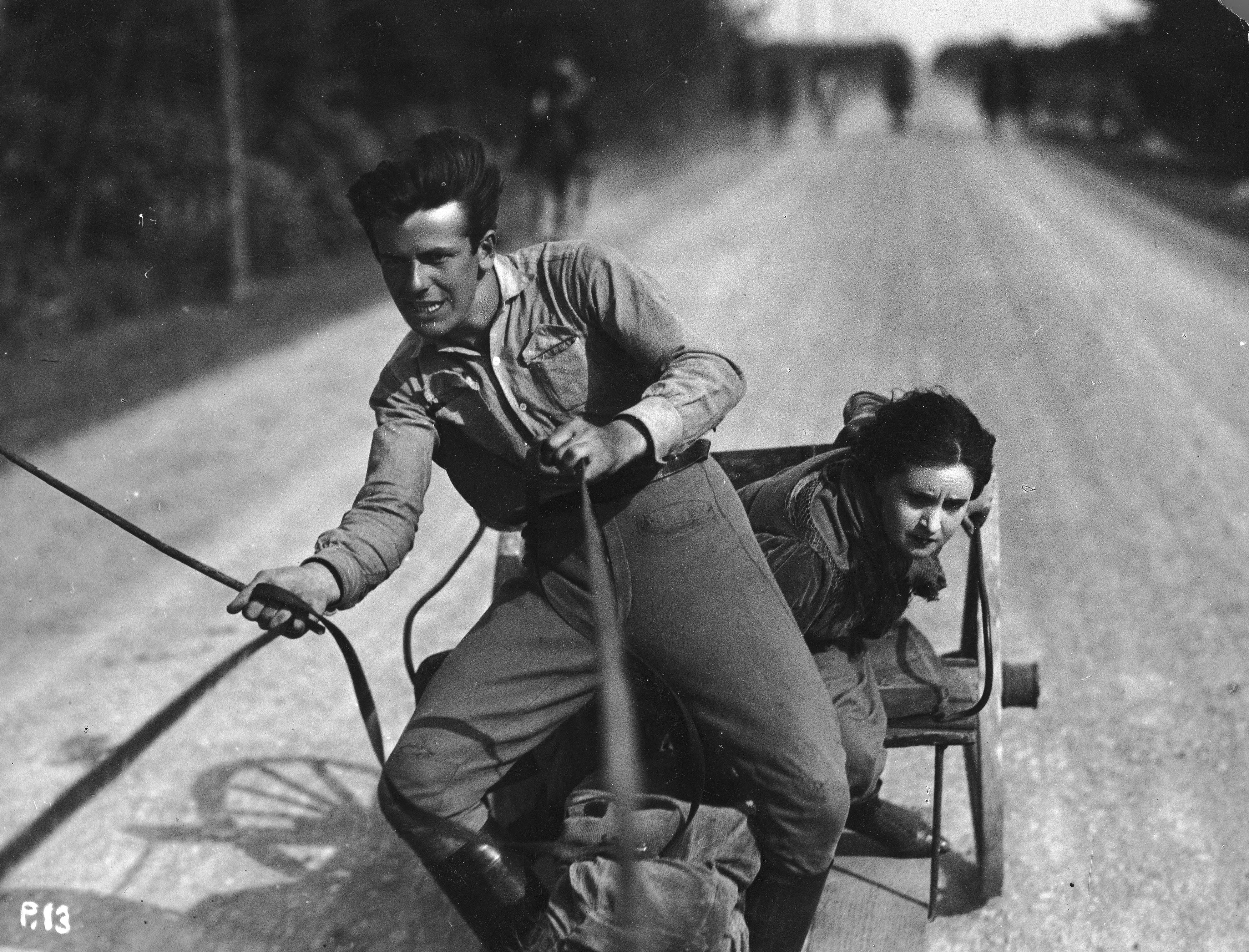
Adam Brodzisz et Irena Gawęcka dans De jour en jour, 1929
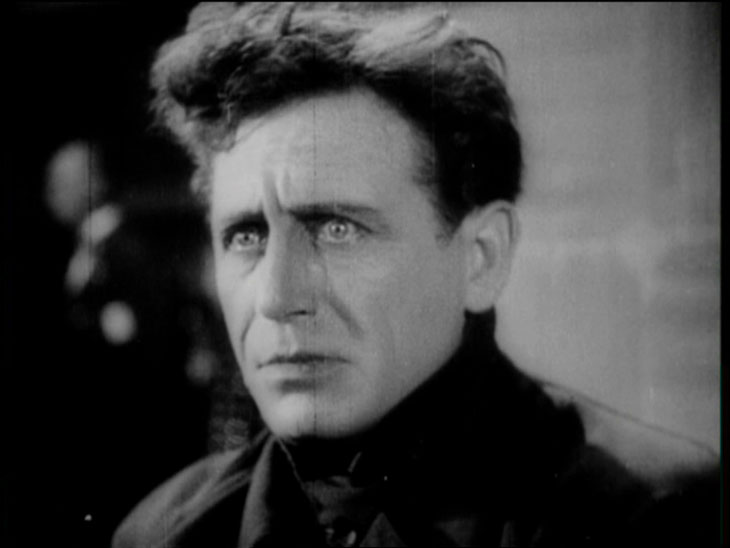
Gregori Chmara dans L'Homme fort, 1929
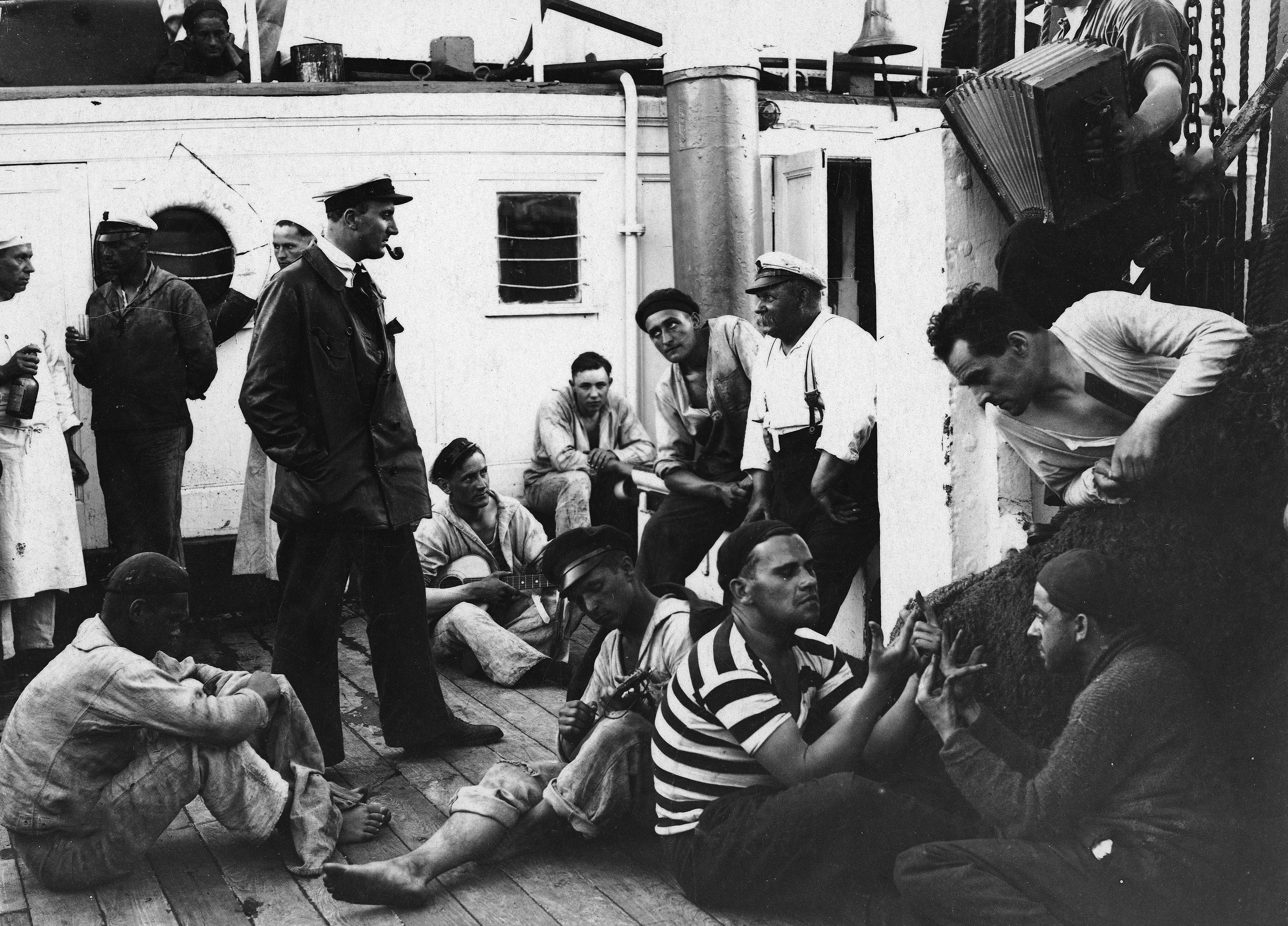
Stefan Szwarc, Henryk Rzętkowski, Michał Halicz dans Appel de la mer, 1927
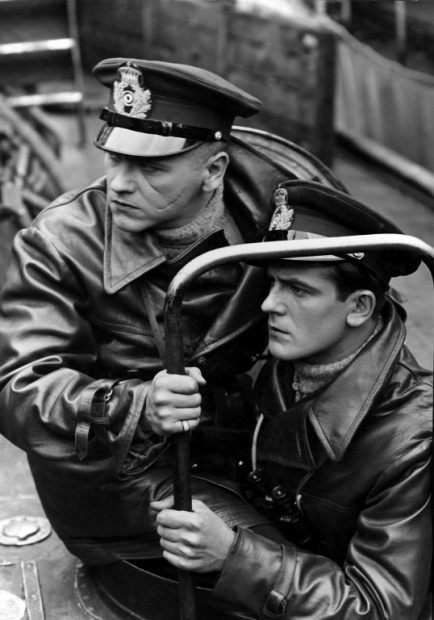
Eugeniusz Bodo et Adam Brodzisz dans Vent de la mer, 1930

#### Les films populaires des années 1930
L'avènement du son se fait tardivement en Pologne et la transition du cinéma muet au parlant se déroule d'une manière exceptionnellement longue. Le coût du nouveau matériel et la crise économique n'expliquent qu'en partie ce phénomène qui est largement imputable au scepticisme des distributeurs. Ainsi, le premier film sonore polonais - La Morale de Madame Dulska, réalisé par Bolesław Newolin d'après la célèbre pièce de Gabriela Zapolska - ne sort qu'en 1930. En 1932, on dénombre encore 400 salles de cinéma muet contre 353 cinémas parlants.
Le deuxième film parlant, réalisé également en 1930, est Le secret du docteur avec Kazimierz Junosza-Stępowski, Ludwik Solski et Maria Gorczyńska. Bien que le casting soit polonais, ce film s'inscrit dans une vaste entreprise de la société américaine Paramount, qui produit dans les Studios de Joinville près de Paris des adaptations de films américains en dix versions linguistiques, dont le polonais, avec une équipe polonaise. Cinq films "polonais" sont produits de cette façon, tous réalisés par Ryszard Ordyński. Toutefois partout, et la Pologne ne fait pas l'exception, l'initiative de Paramount se solde par un échec financier et l'expérience est arrêtée. Le premier film parlant entièrement polonais, avec du son enregistré directement sur la pellicule et en Pologne, est la comédie Chacun a le droit d'aimer de Mieczysław Krawicz (1893-1944) et Janusz Warnecki (1985-1970) sorti en salles en février 1933.
Dans les années 1930, les sujets historiques sont encore présents dans les mélodrames comme dans les films Sang (1930) de Henryk Szaro et Dix de la rue Pawiak (1931) de Ryszard Ordyński dont l'action se déroule pendant la révolution qui secoue les terres polonaises en 1905. Barbara Radziwiłł la superproduction de Józef Lejtes sortie en 1936 sur l'amour tragique du dernier roi Jagiellon Zygmunt August, est le premier film polonais montré à la télévision. Sa diffusion a eu lieu le 26 août 1939. Cependant, le film polonais le plus cher d'avant-guerre est L'Escadre étoilée de Leonard Buczkowski (1900-1967). Ce film de 1930 met en scène le groupe de pilotes américains qui ont combattu pendant la guerre soviéto-polonaise, de 1918 à 1920, dans les rangs de l'armée polonaise au sein de l'escadrille Kościuszko. Le film est inspiré de la vie du réalisateur américain Merian C. Cooper, combattant volontaire sous l'uniforme polonais. Malheureusement, toutes les copies de ce film ont été détruites pendant l'occupation soviétique de la Pologne après la Seconde Guerre mondiale.
À partir du milieu des années 1930, c'est bien le genre comique, et la comédie musicale en particulier, qui est le plus populaire. Le public fatigué par la crise économique européenne est profondément désireux d'un divertissement intelligent. La comédie polonaise d'avant-guerre aime le burlesque et enchaîne des quiproquos dans la pure tradition du cabaret et du music-hall tant à la mode à cette époque. Les stars des théâtres de variétés comme Morskie Oko ou Qui Pro Quo à Varsovie se produisent avec le même bonheur sur la scène que devant les caméras : Eugeniusz Bodo, Hanka Ordonówna, Mieczysław Fogg, Mira Zimińska-Sygietyńska ou encore Zula Pogorzelska. Henryk Wars est l'auteur-compositeur, arrangeur et chef d’orchestre le plus célèbre de l'époque. Il compose un tiers des musiques des 150 films du cinéma polonais d’avant-guerre et ses chansons sont encore aujourd'hui des standards indémodables du répertoire polonais.
Adolf Dymsza est incontestablement la plus grande star comique de cette époque, inoubliable dans Antek, chef de police (1935) ou Chacun a le droit d'aimer (1932) alors que Mieczysława Ćwiklińska brille dans Son Excellence le Vendeur (1933). Jadwiga Smosarska, Eugeniusz Bodo, Adam Brodzisz, Tola Mankiewiczówna, Aleksander Żabczyński, Franciszek Brodniewicz, Helena Grossówna sont les têtes d'affiches les plus convoitées.
Les comédies qui remportent le plus de succès et qui plaisent encore sont : Mam'zelle l'ingénieur (1934) de Juliusz Gardan, Deux Jeannes (1935) et Jadzia (1936) de Mieczysław Krawicz, Manueuvres d'amour (1935) de Jan Nowina-Przybylski et Konrad Tom, Ada, faut pas ! (1936) de Konrad Tom, L'étage au-dessus (1937) de Leon Trystan, Un air oublié (1938) de Konrad Tom et Jan Fethke, 
Michał Waszyński (1904-1965), le réalisateur le plus prolifique et le plus populaire à l'époque, bien que peu aimé des critiques, signe, entre autres : Son Excellence le Vendeur (1933), Antek, chef de police (1935), Ça ira mieux (1936) et Vadrouilleurs (1939). 

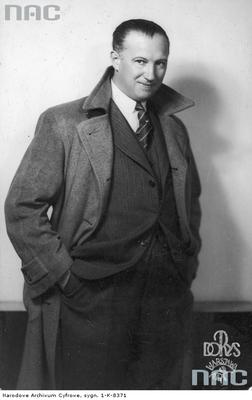
Mieczysław Krawicz
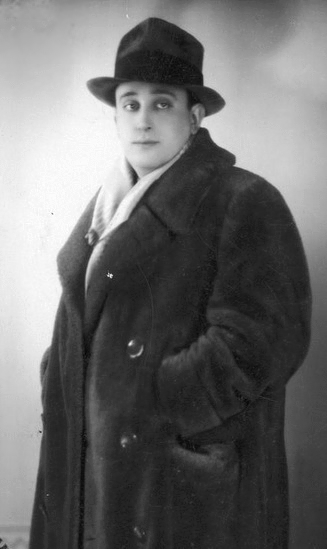
Michał Waszyński
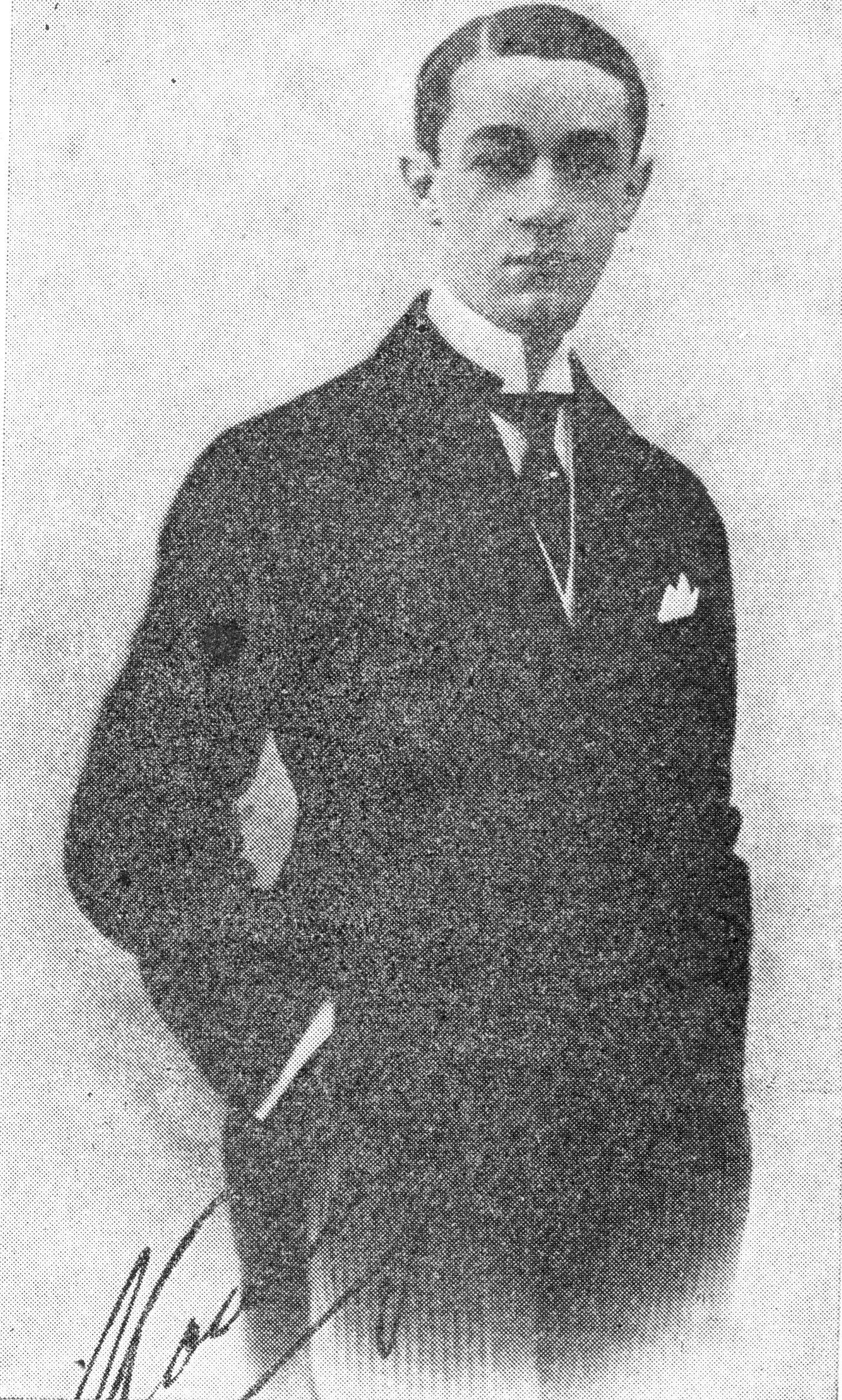
Konrad Tom
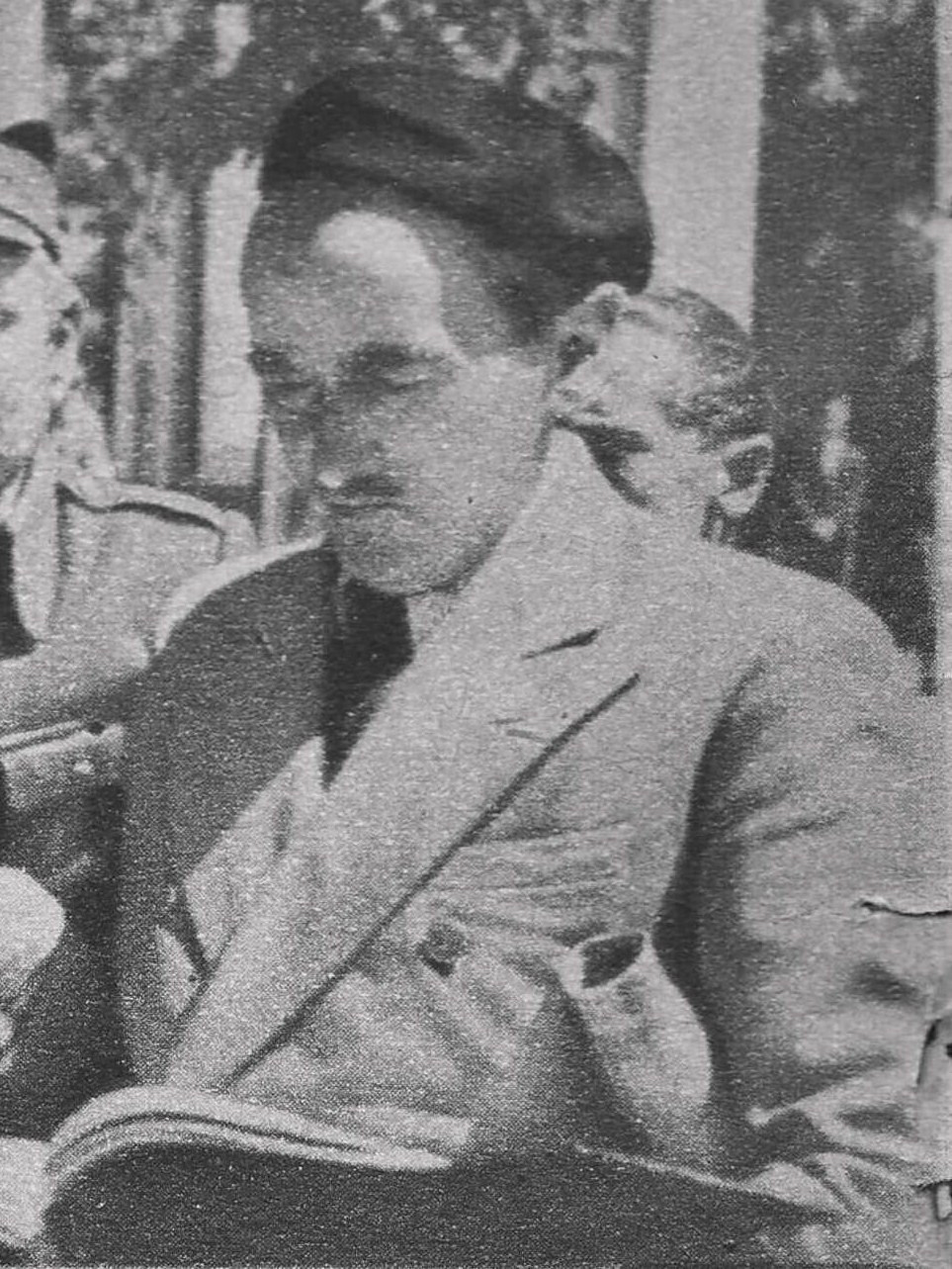
Leonard Buczkowski
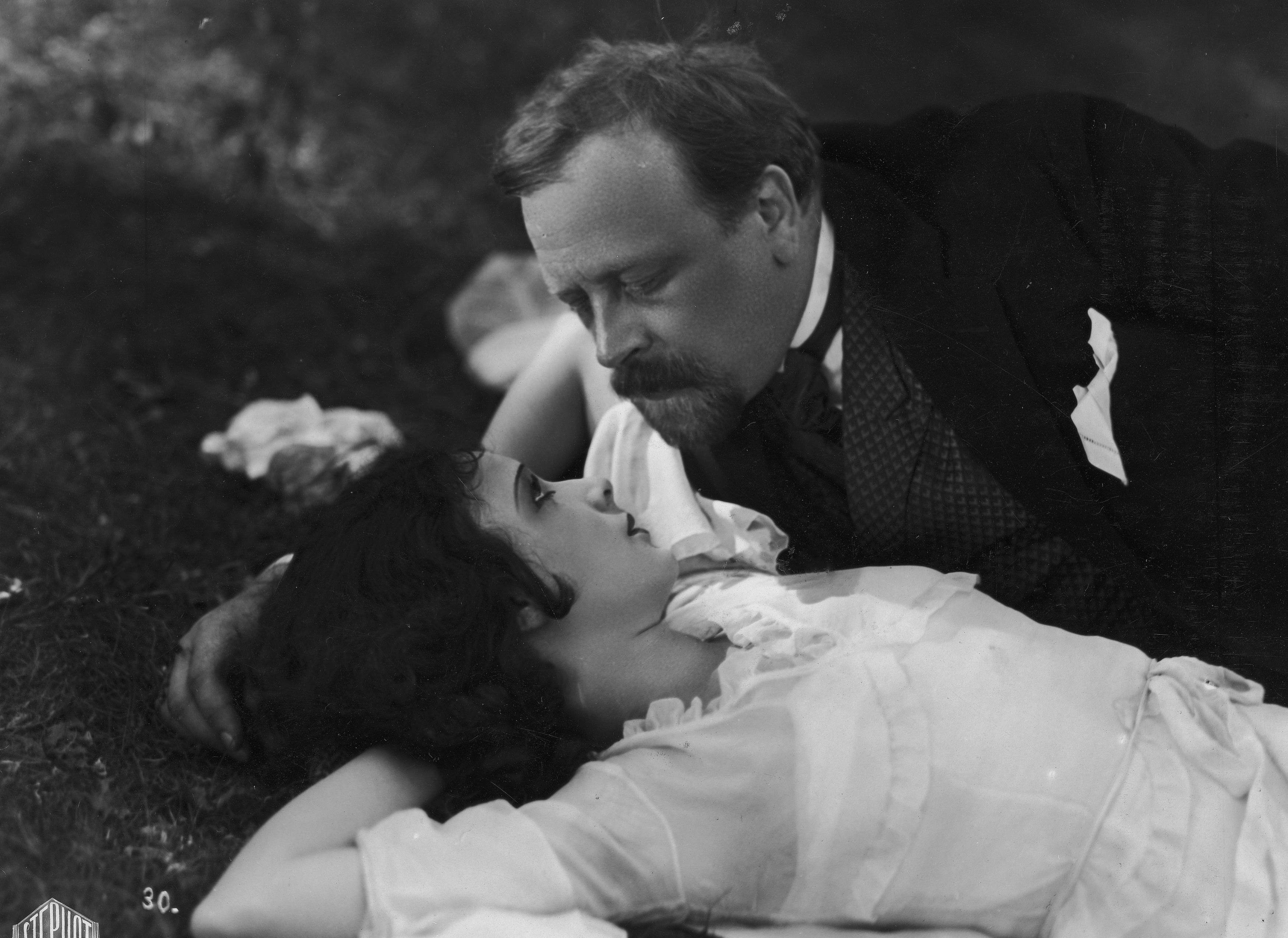
Bogusław Samborski et Betty Amann dans Bas-fonds, 1930
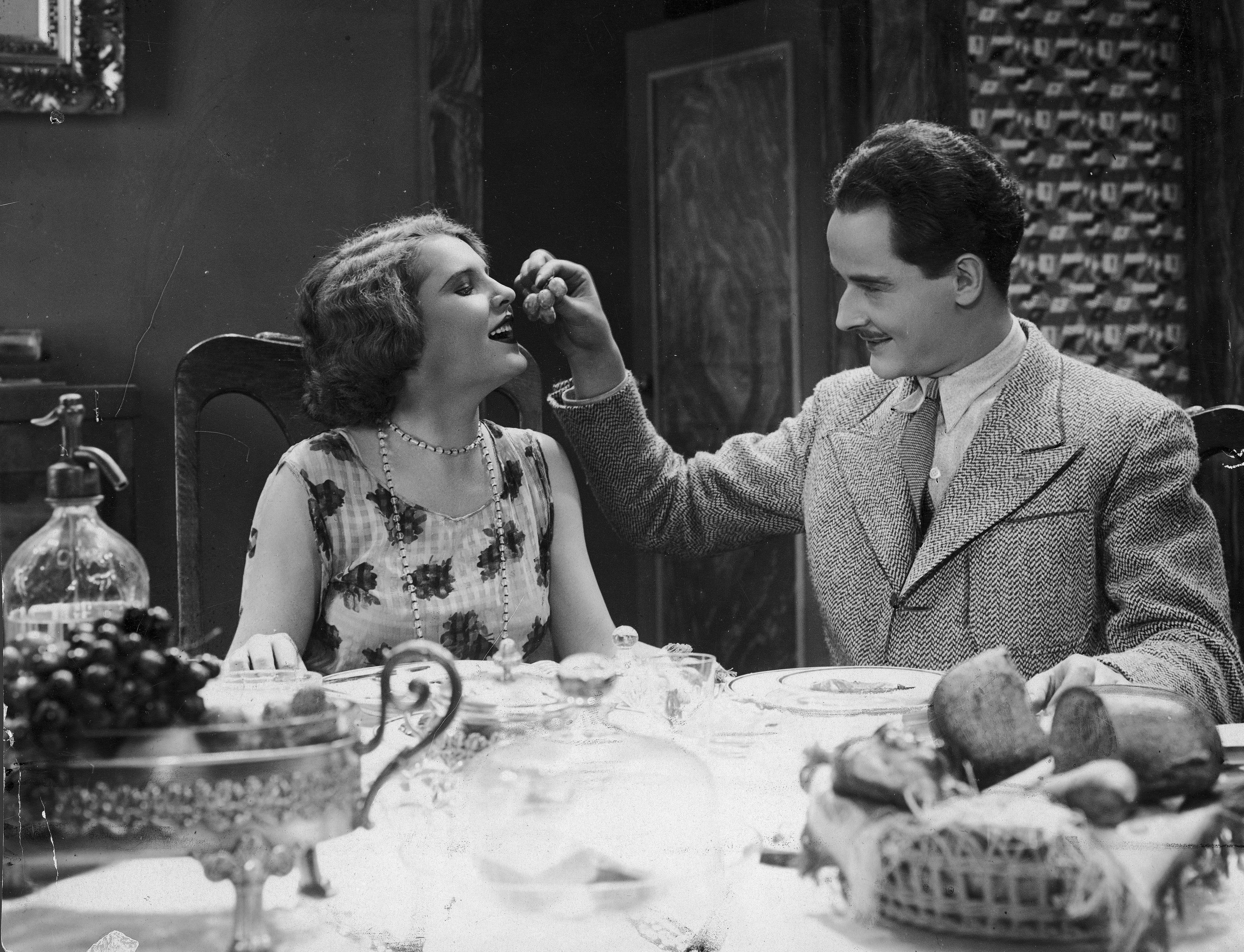
Hanna Rozwadowska et Zbigniew Sawan dans Le Cœur dans la rue, 1931
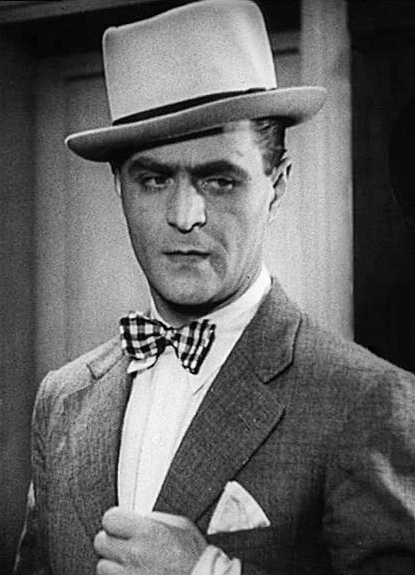
Adolf Dymsza, dans Douze chaises 1933
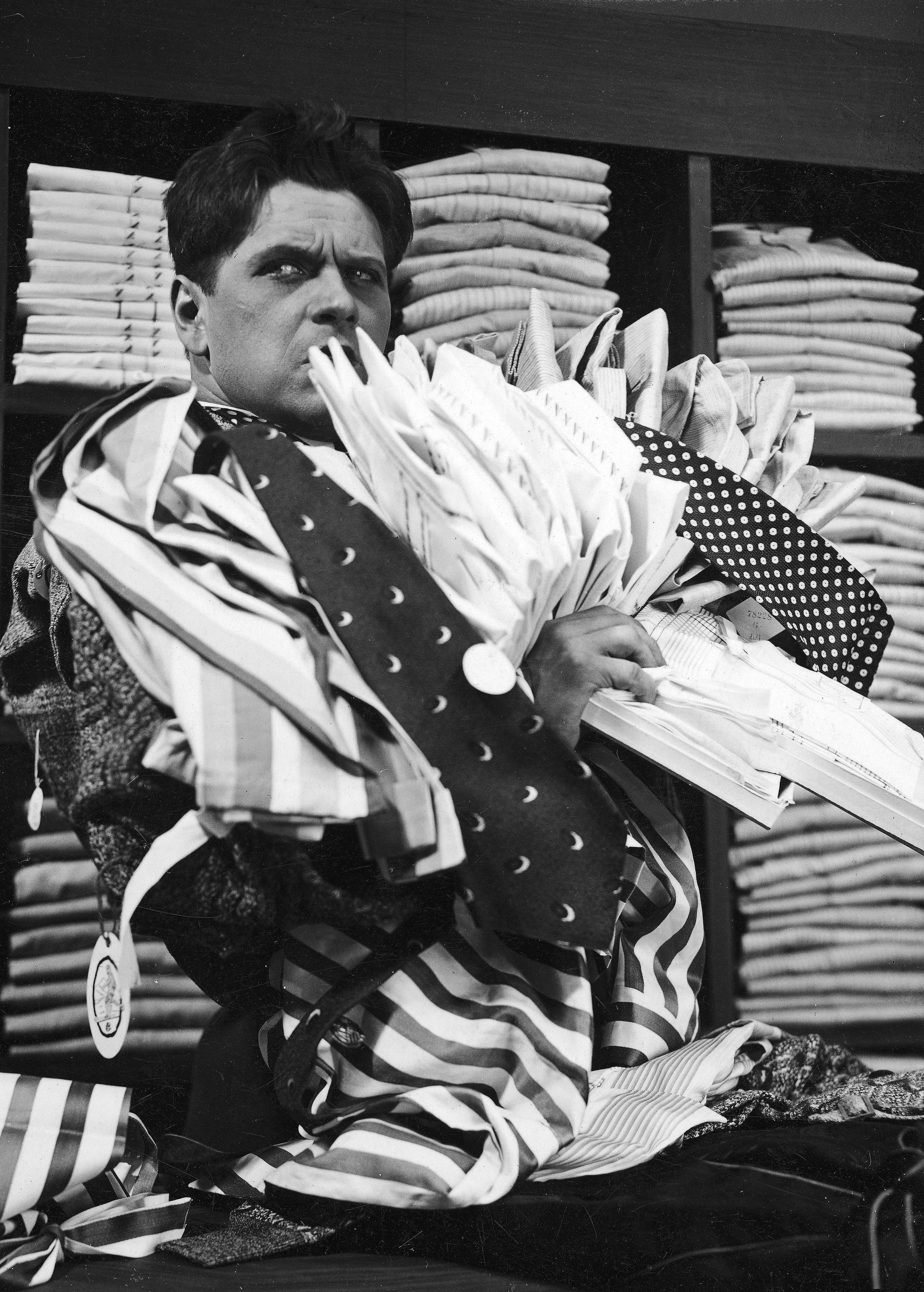
Eugeniusz Bodo dans Son excellence Vendeur, 1933
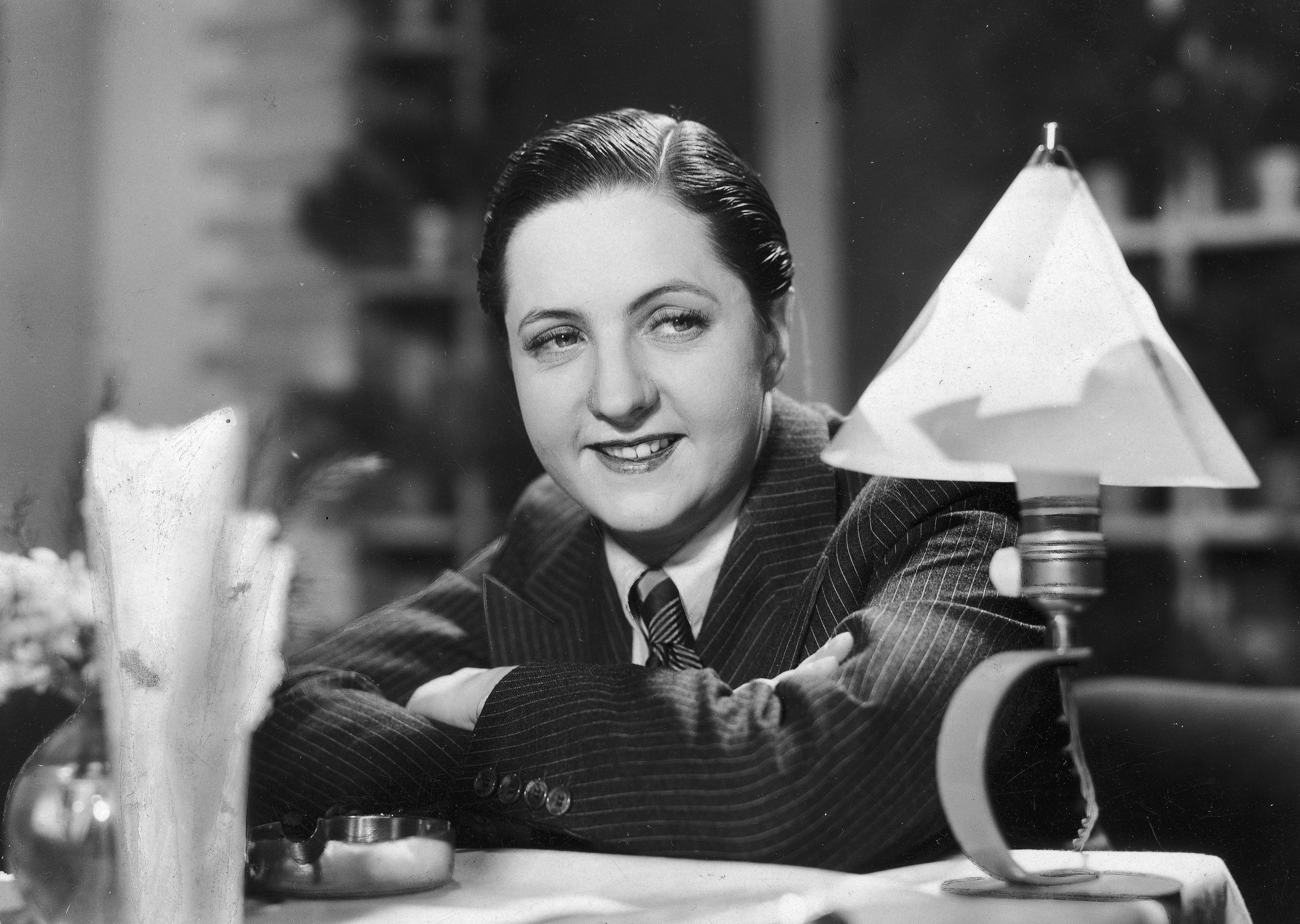
Jadwiga Smosarska dans Mam'zelle l'ingénieur, 1934
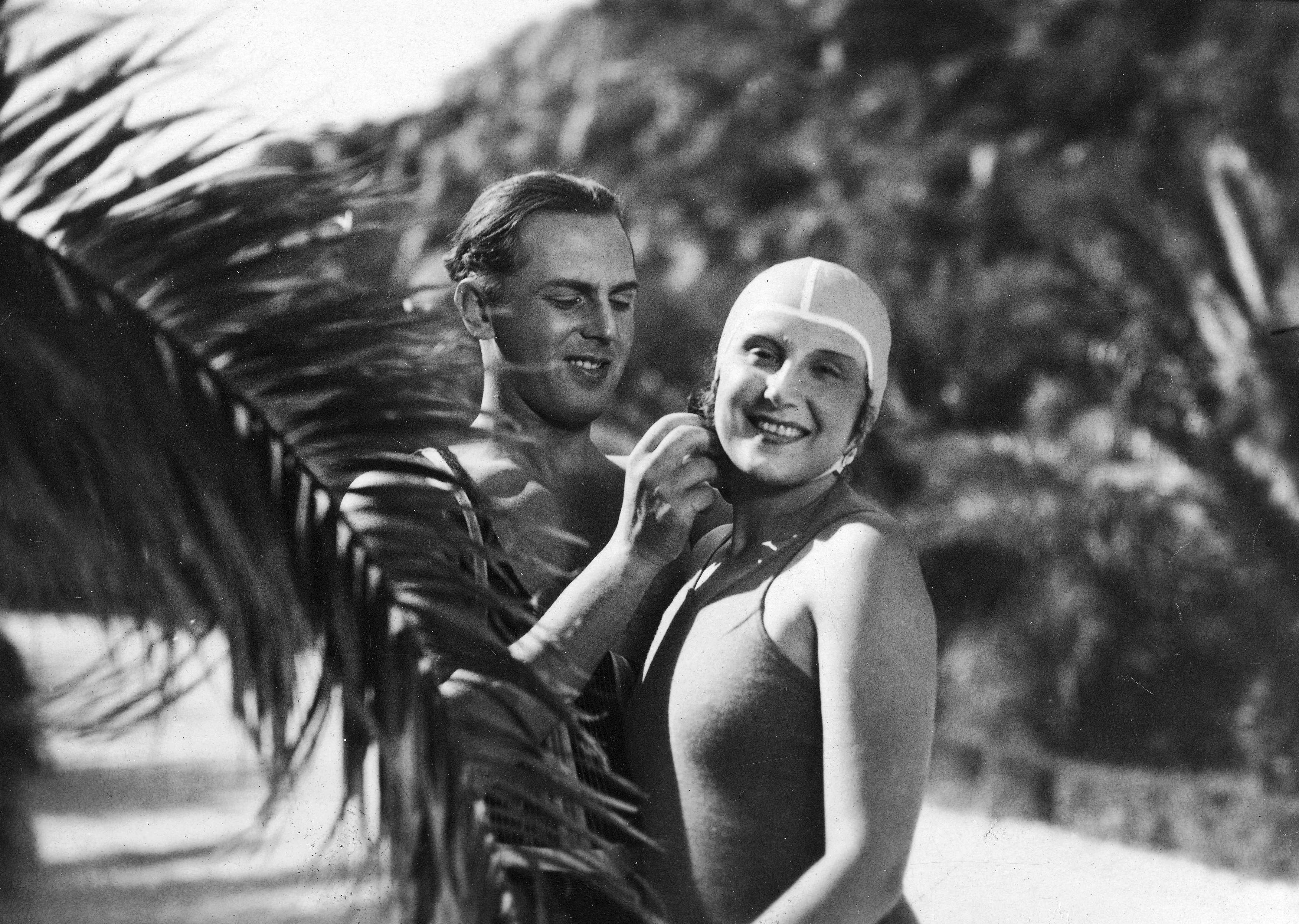
Aleksander Żabczyński dans Mademoiselle de poste restante, 1935
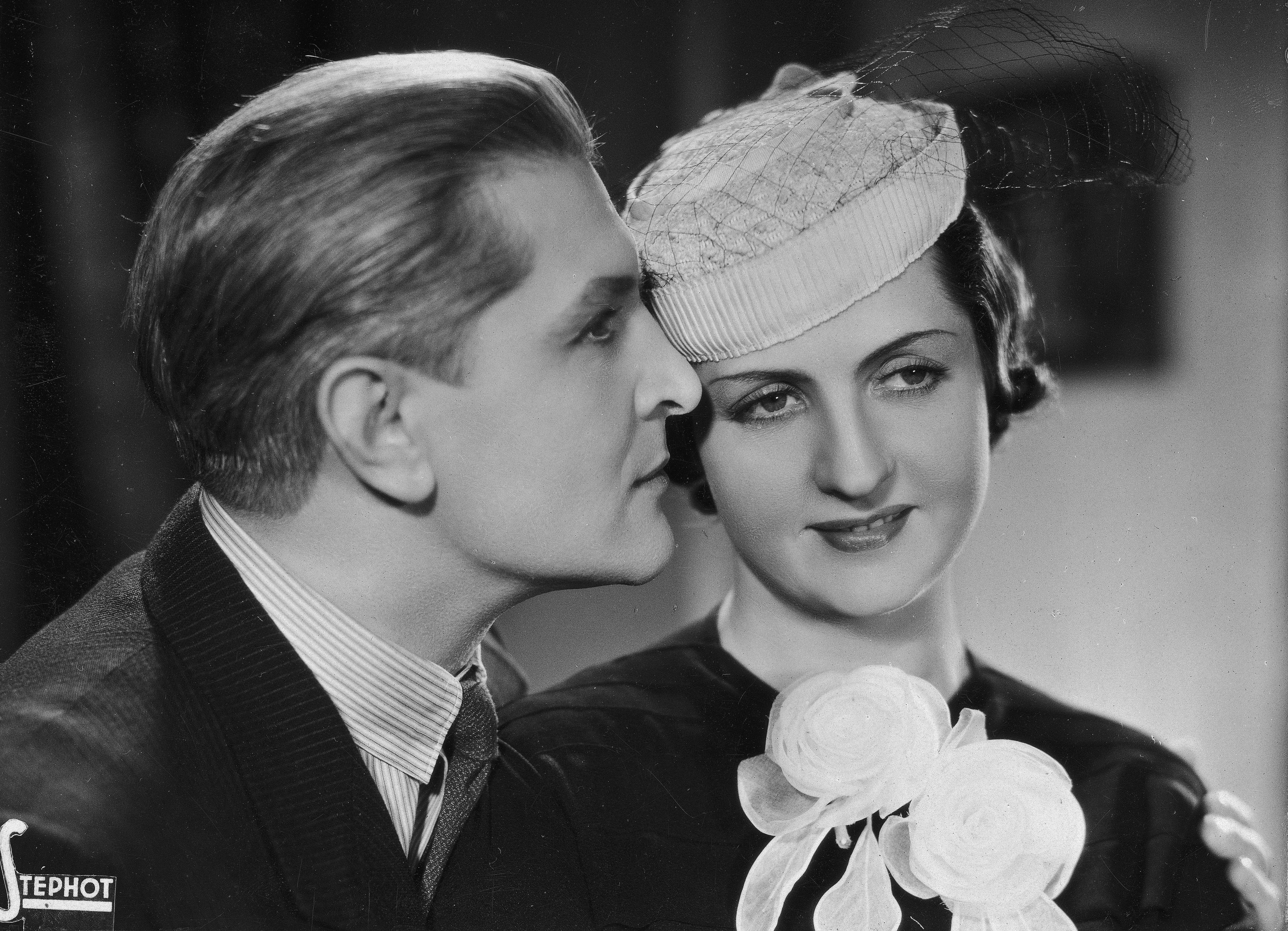
Jadwiga Smosarska et Franciszek Brodniewicz dans Deux Jeannes, 1935
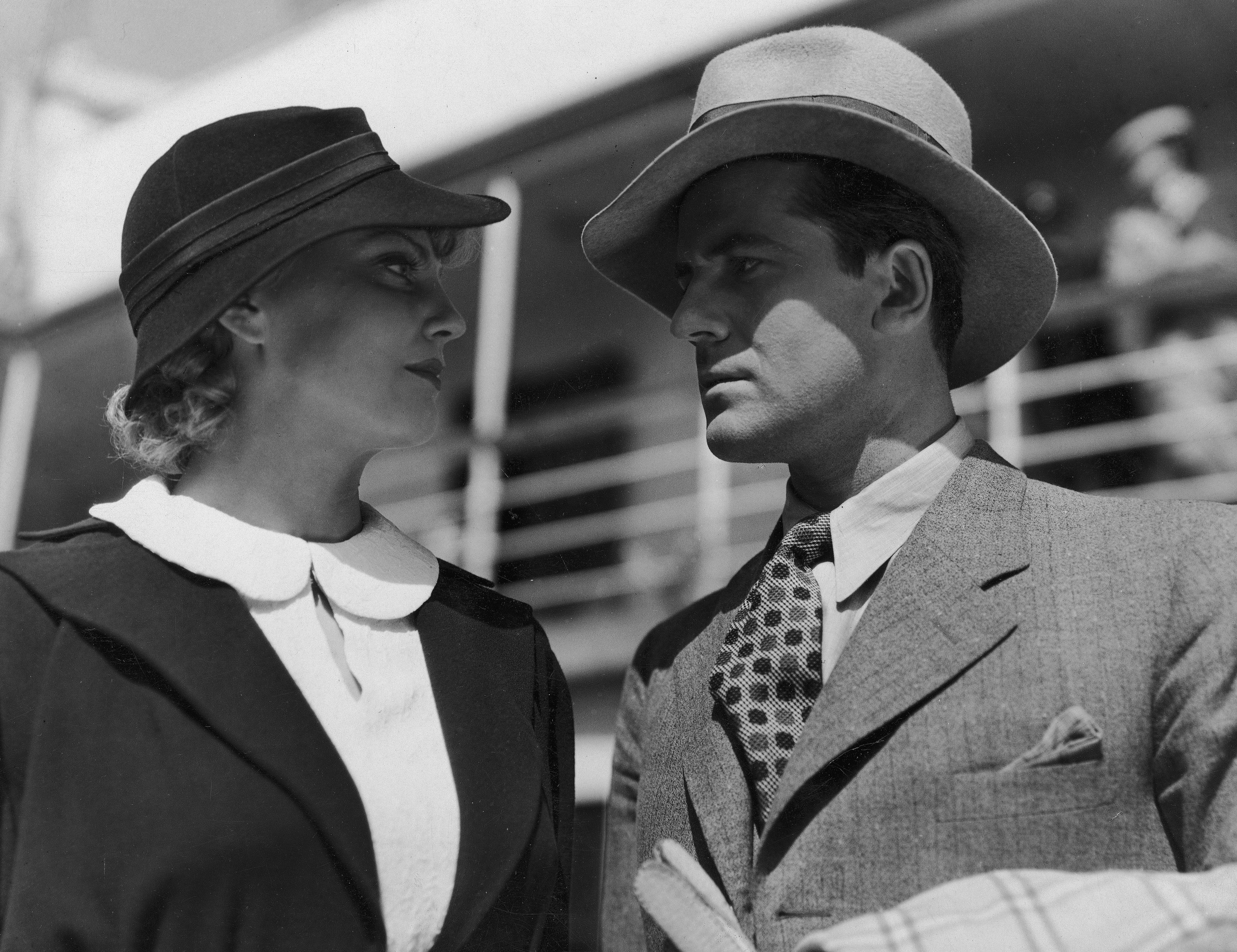
Maria Bogda et Adam Brodzisz dans Rapsodia Bałtyku, 1935
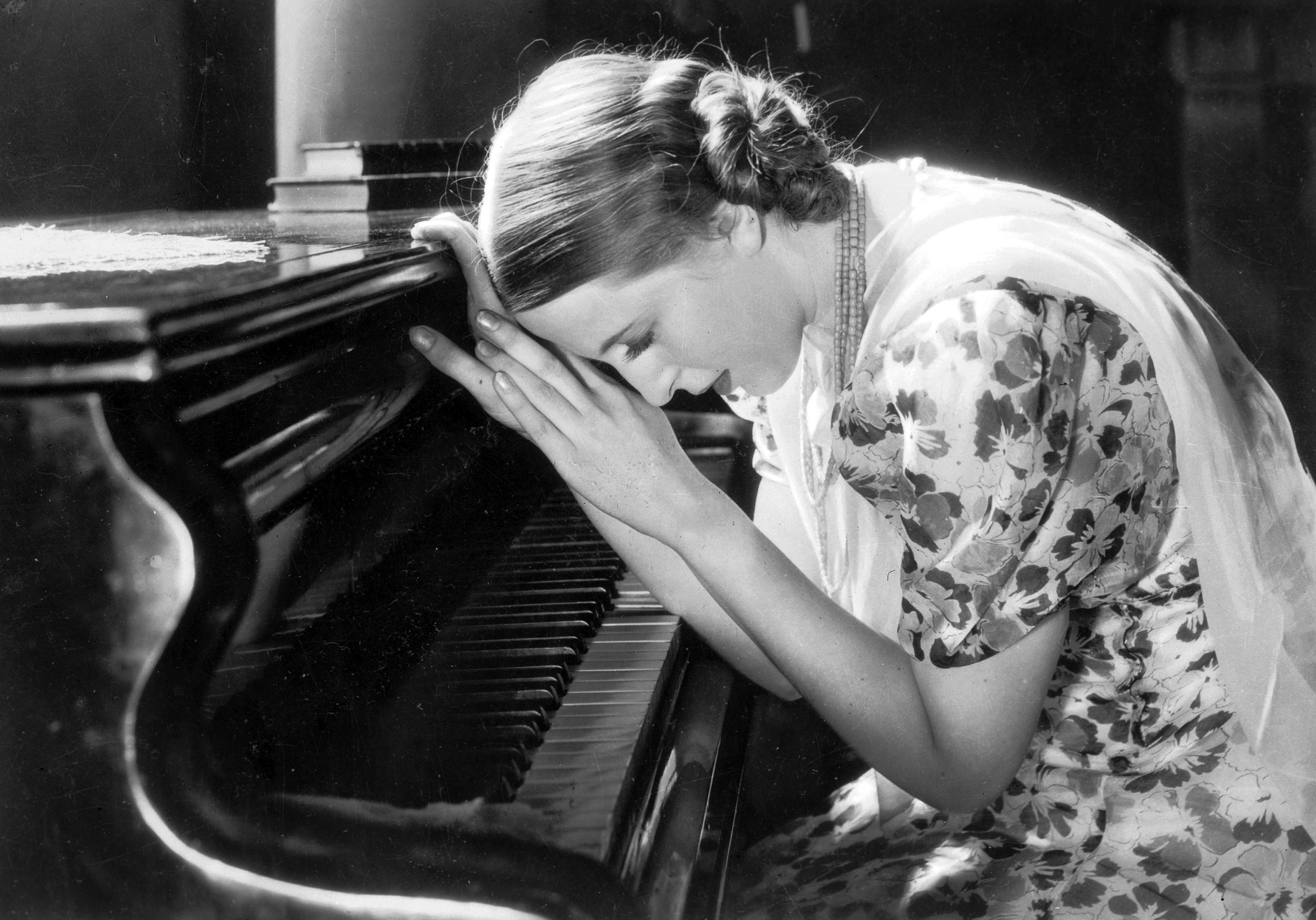
Elżbieta Barszczewska dans La Lépreuse, 1936
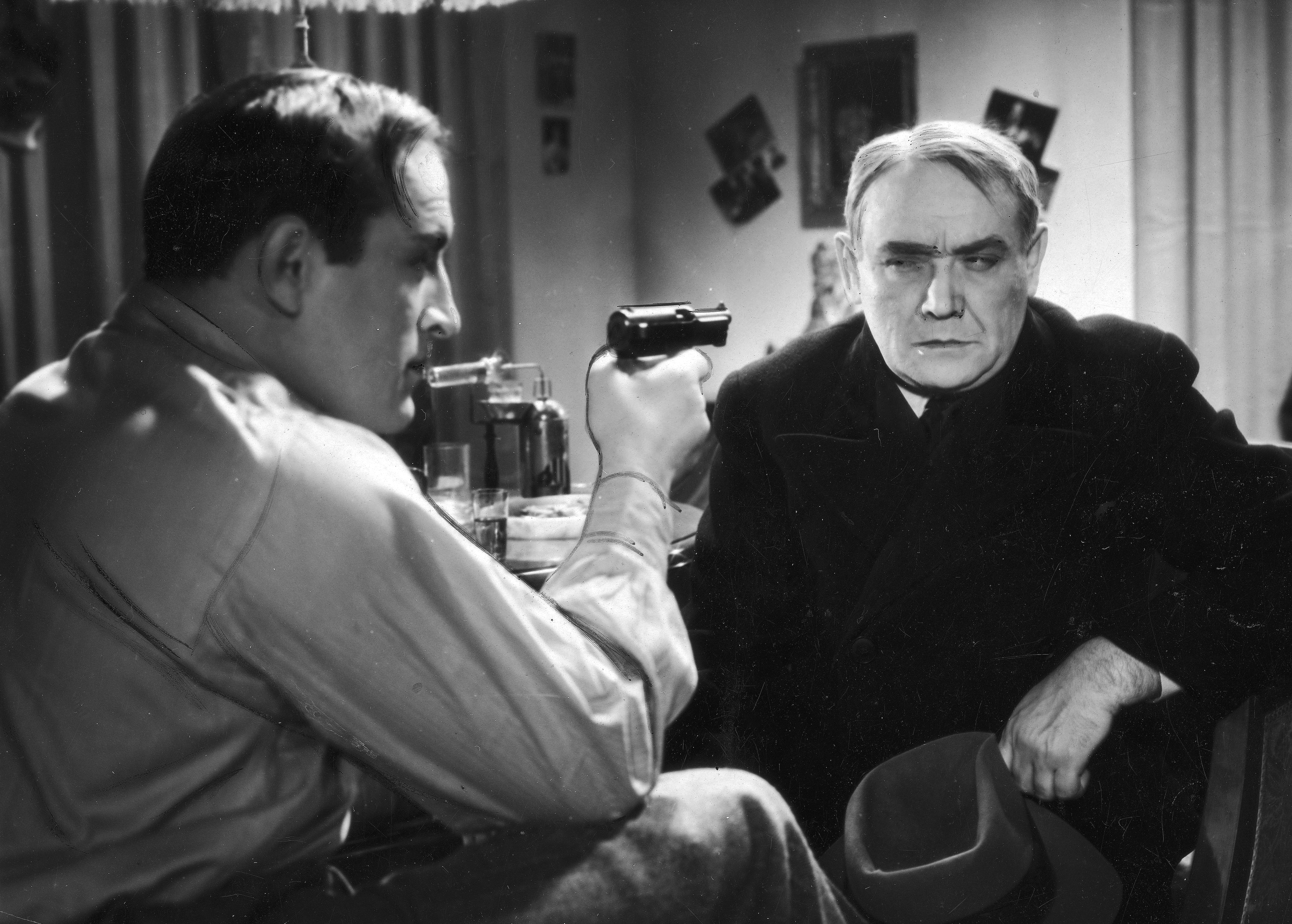
Tadeusz Olsza et Stefan Jaracz Jego wielka miłość, 1936
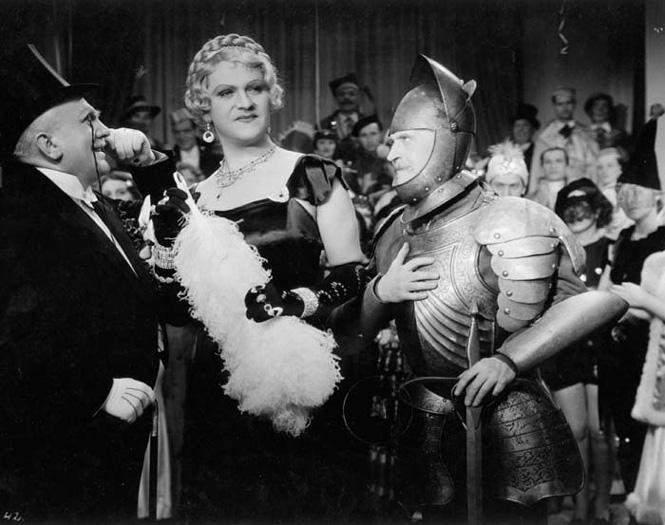
Eugeniusz Bodo et Józef Orwid dans L'étage au-dessus, 1937
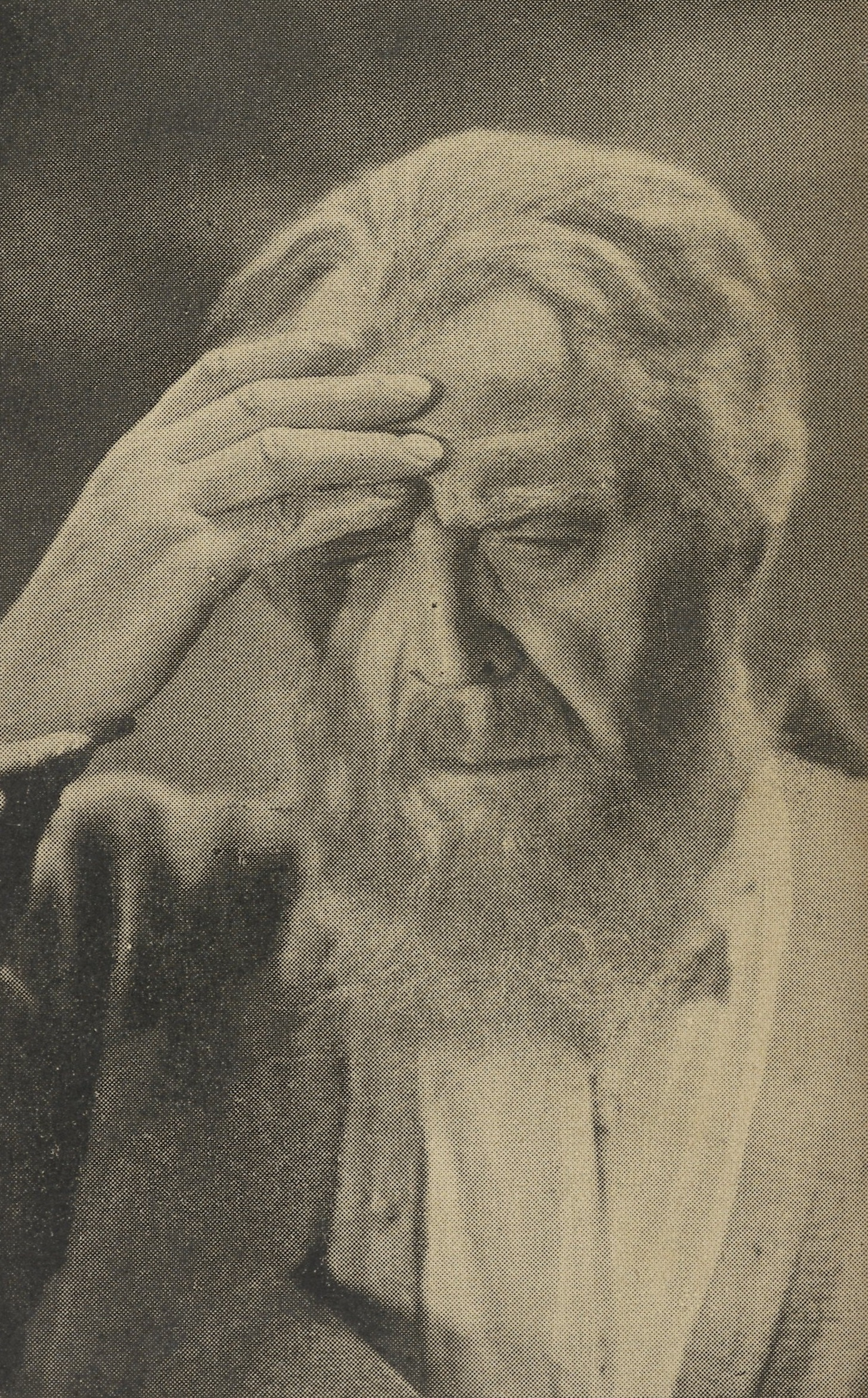
Kazimierz Junosza-Stępowski dans Le Rebouteux, 1937
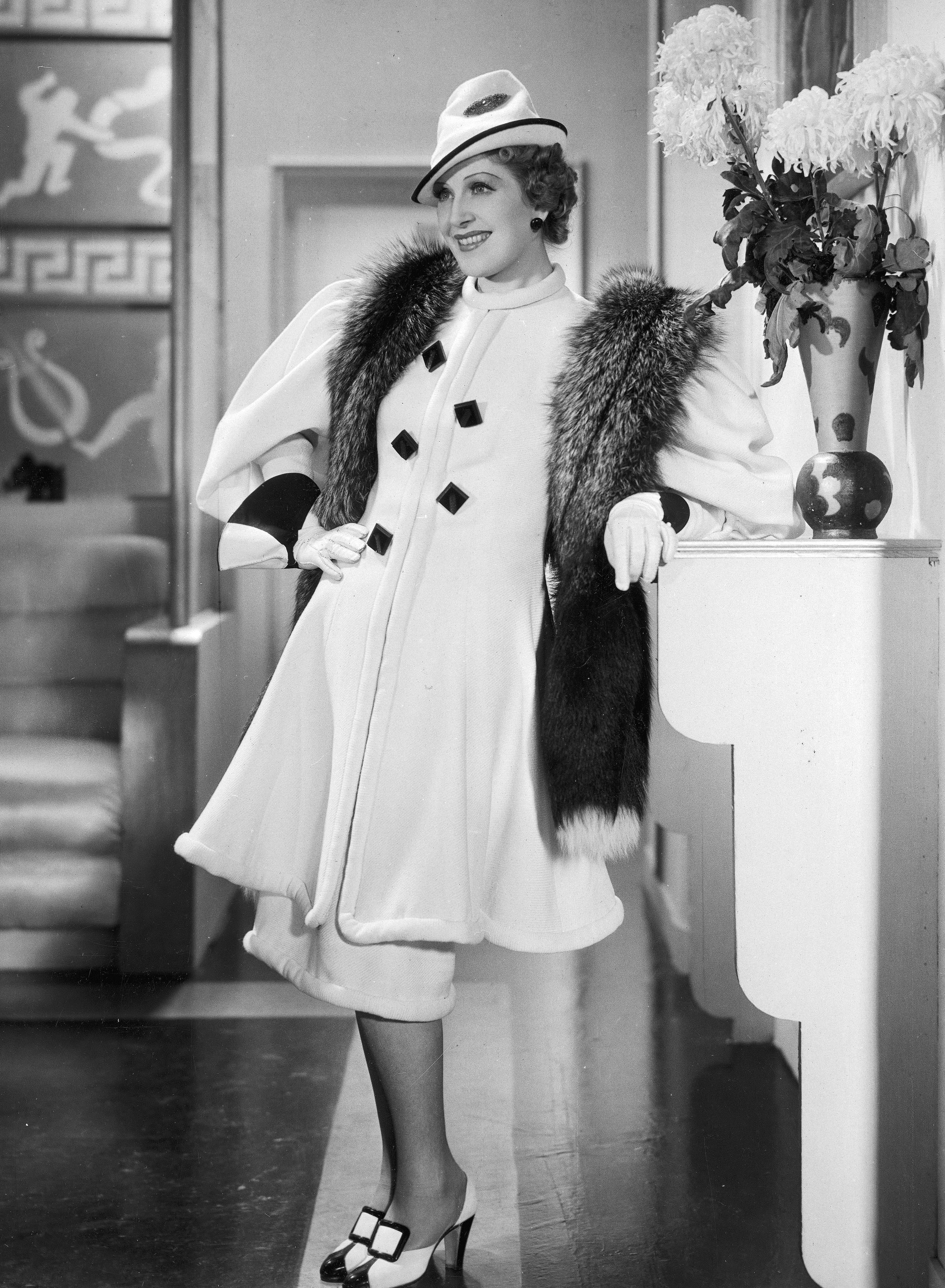
Tola Mankiewiczówna dans Madame la Ministre danse, 1937
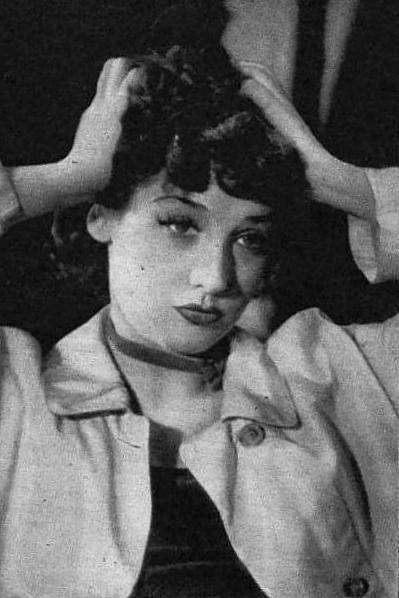
Helena Grossówna
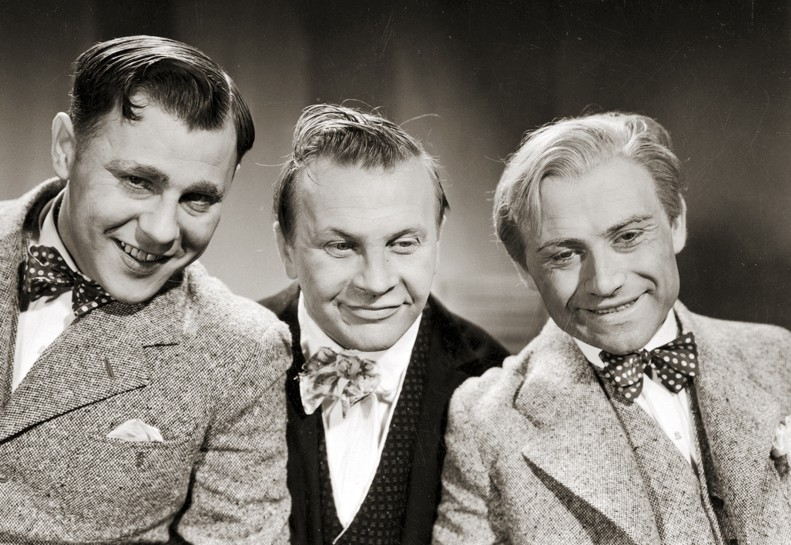
Kazimierz Wajda (Szczepcio), Stanisław Sielański, Henryk Vogelfanger (Tońcio)

#### L'avant-garde des années 1930
Józef Lejtes (1901-1983), réalisateur de Vibrante jeunesse (Młody las, 1934) d'après la pièce d'Adolf Hertz et de Frontière (Granica, 1938) d'après le roman de Zofia Nałkowska, est sans doute la plus grande individualité artistique de l'époque. Toutefois, les films artistiques expérimentaux d'avant-garde tels que la comédie Witkacy (1929) réalisée par Stanisław Ignacy Witkiewicz sont rares.
Les années 1930 voient cependant naître le mouvement d’avant-garde START, fondé notamment par Wanda Jakubowska, Stanisław Wohl, Eugeniusz Cękalski, Jerzy Zarzycki, Marta Flantz et Jerzy Toeplitz. C'est un lieu d'échange et de discussion, militant pour un cinéma à haute valeur artistique et socialement utile. Ces jeunes membres organisent des rencontres et des projections et croient qu'un film peut être une œuvre d'art. Ils applaudissent Le Cabinet du docteur Caligari, admirent l'élan d'Eisenstein et la satire sociale de Chaplin.
Le couple des artistes Franciszka (1907-1988) et Stefan Themerson (1910-1988) ne fait pas partie de l'association mais gravite autour de ce milieu. Ils expérimentent avec la photographie et le film et réalisent des photogrammes et des photomontages. Leur premier film Pharmacie, un film phare pour l'avant-garde polonaise, est né dans leur propre cuisine. Leur deuxième, Europe, qui est une illustration du poème catastrophique d'Anatol Stern dont Mieczysław Szczuka conçoit le graphisme, enthousiaste les critiques. Cependant seul un de leurs films de cette période, L'Aventure d'un homme bon de 1937, est parvenu jusqu'à nos jours.
Fin 1933, l'association START met fin à ses activités, mais ses membres restent liés. C'est à ce moment qu'Aleksander Ford (1907-1980) se joint à ce groupe, après son retour de Palestine où il a tourné Sabra, consacré à l’installation des premiers pionniers juifs et aux prémices du conflit judéo-arabe. Il est le seul à posséder une expérience réelle du long-métrage. Les films de Ford de cette époque témoignent d’un réalisme et de préoccupations sociales évidents : La Légion de rue (1932) dépeint la vie de jeunes vendeurs de journaux à la criée et Mir kumen on (Nous arrivons, 1935) le quotidien des enfants juifs de Varsovie accueillis au sanatorium Medem.
En 1937, les réalisateurs Eugeniusz Cękalski, Aleksander Ford, Wanda Jakubowska, les Themerson et Antoni Bohdziewicz et les compositeurs Witold Lutosławski et Andrzej Panufnik fondent la Coopérative d'auteurs de films (Spółdzielnia Autorów Filmowych, en abrégé SAF). La société produit trois longs-métrages, Peurs (1938) d'Eugeniusz Cękalski (1906-1952), une adaptation cinématographique du roman à succès de Halina Ukniewska, Ceux de la Vistule (1938) d'Aleksander Ford qui se déroule dans le milieu des gabarriers et Au bord du Niemen, le premier long-métrage de Wanda Jakubowska (1907-1998) d'après le roman d'Eliza Orzeszkowa. La sortie de ce dernier est prévue le 5 septembre 1939 à Varsovie. Mais la guerre oblige de le cacher. Il a probablement brûlé lors de l'insurrection de Varsovie.
Le déclenchement de la guerre interrompt également le premier film d'Antoni Bohdziewicz, une adaptation du roman psychologique de Michał Choromański Jalousie et Médecine. Jerzy Zarzycki (1911-1971) réussit à terminer le tournage de son premier film, vaudeville, Soldat de la Reine de Madagascar, mais son montage est réalisé par les employés du Film Propaganda Abteilung nazi. Personne ne demande la permission au réalisateur et le film est projeté dans la Pologne occupée alors que la résistance polonaise incite à boycotter les cinémas allemands. Le film sera à nouveau tourné par Janusz Majewski en 1973.

Après la guerre, Aleksander Ford, Wanda Jakubowska, Jerzy Bossak, Antoni Bohdziewicz et Jerzy Toeplitz seront les responsables de la formation des cadres et de la production du cinéma polonais.

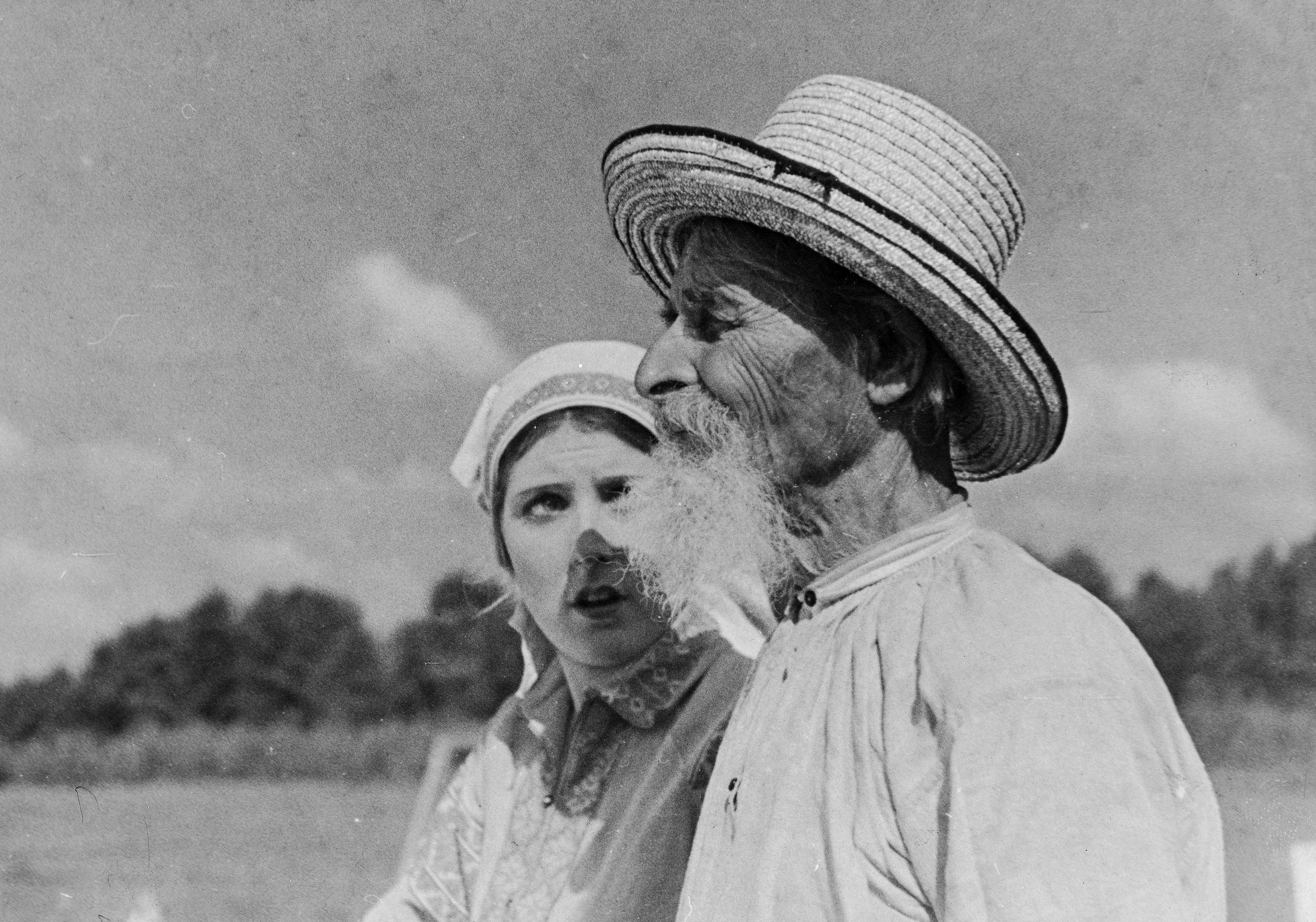
Danuta Arciszewska et Stefan Kowalewicz Champs sauvages 1932
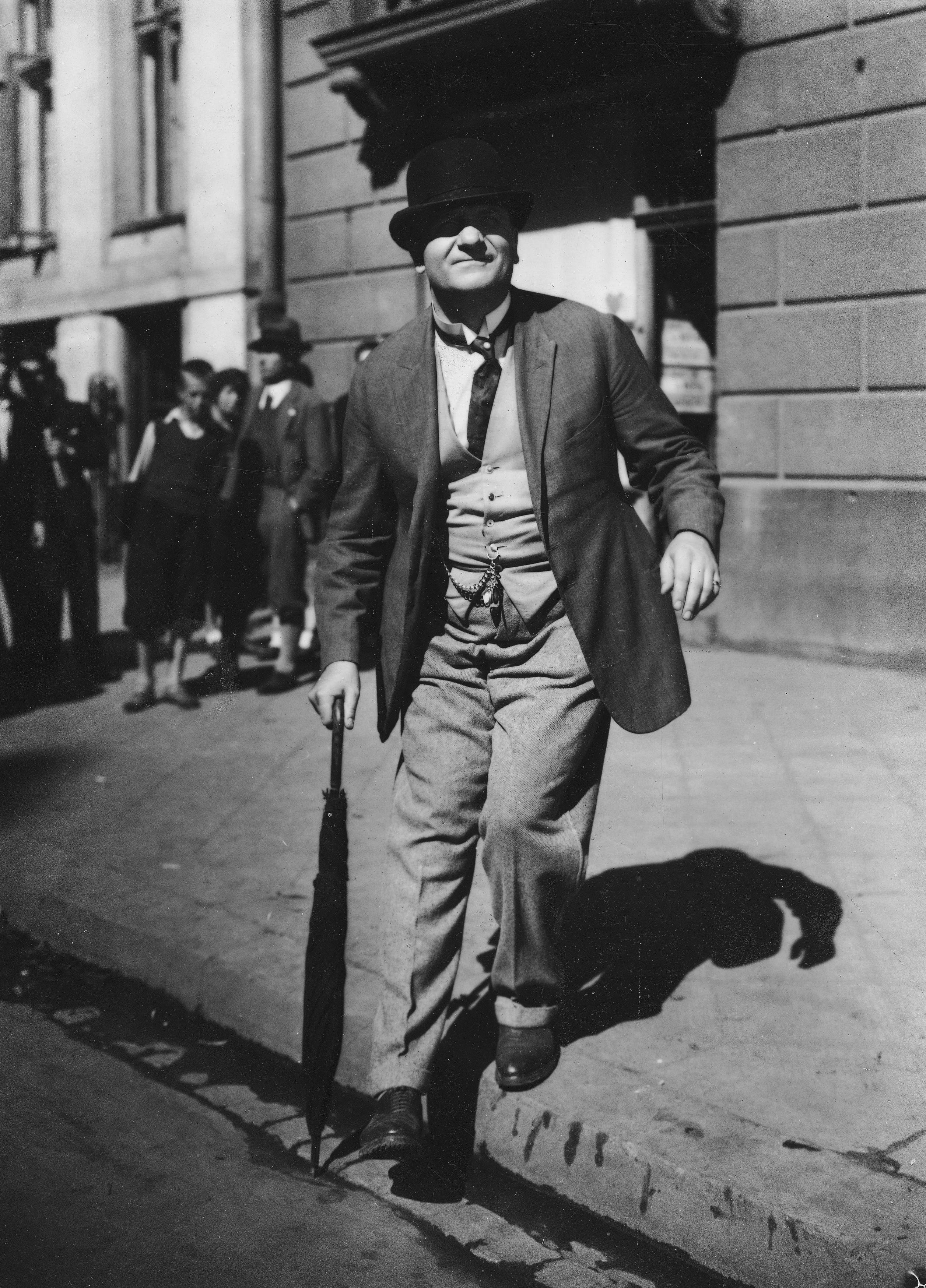
Władysław Walter dans Dix pour cent pour moi, 1932
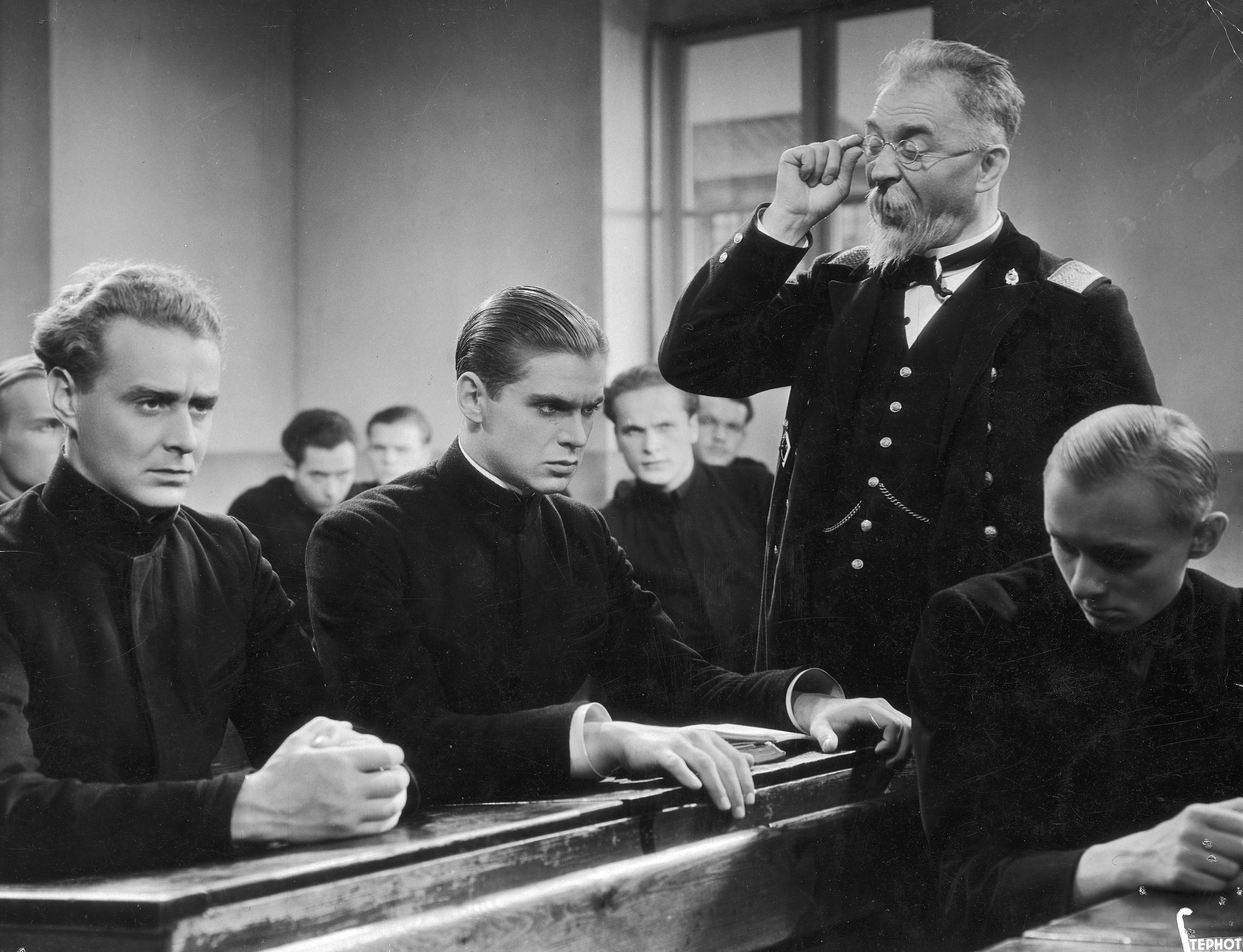
Mieczysław Cybulski, Witold Zacharewicz, Kazimierz Junosza-Stępowski, Tadeusz Fijewski dans Vibrante jeunesse 1934
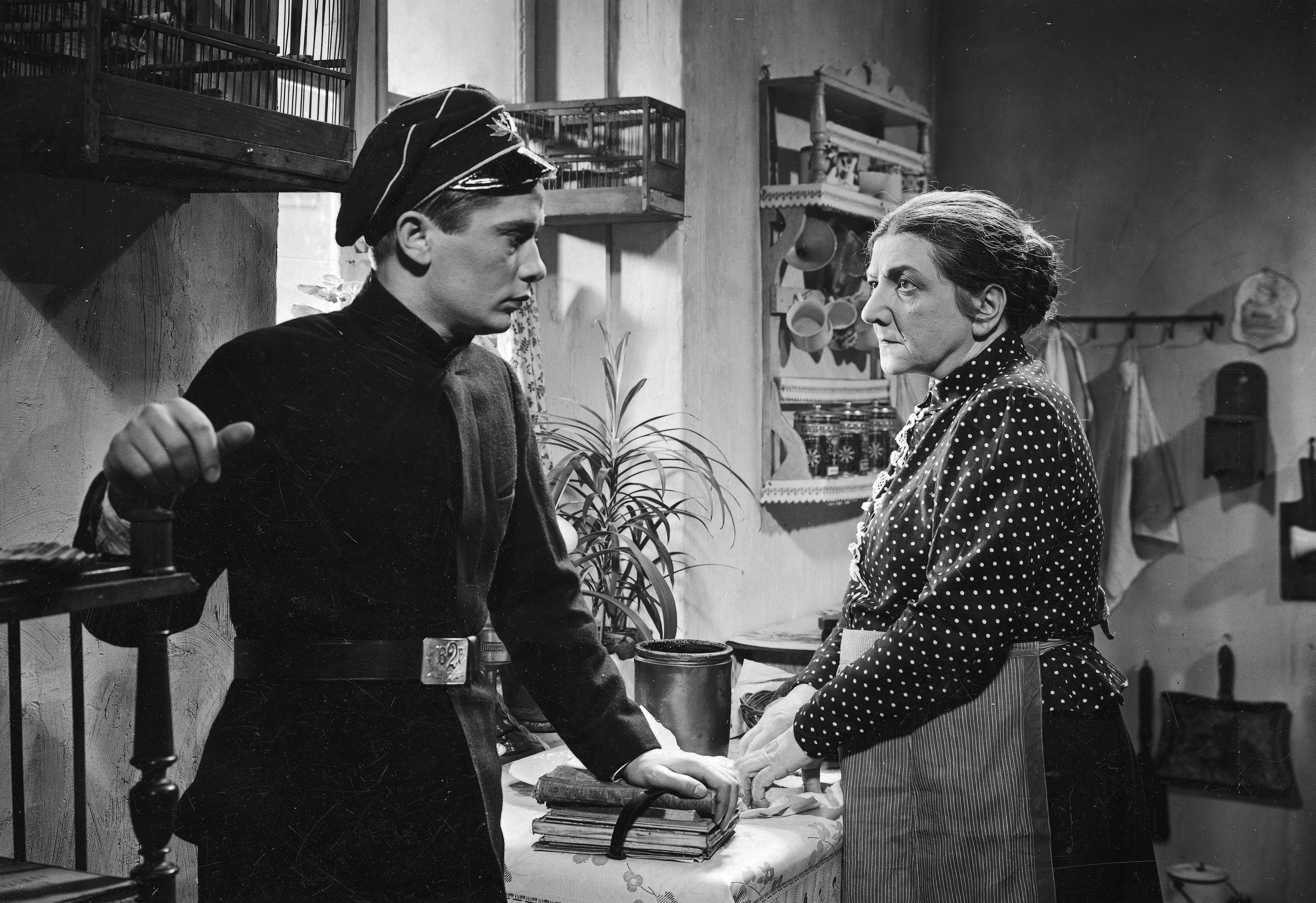
Włodzimierz Łoziński et Stanisława Wysocka dans Filles de la rue Nowolipki, 1937
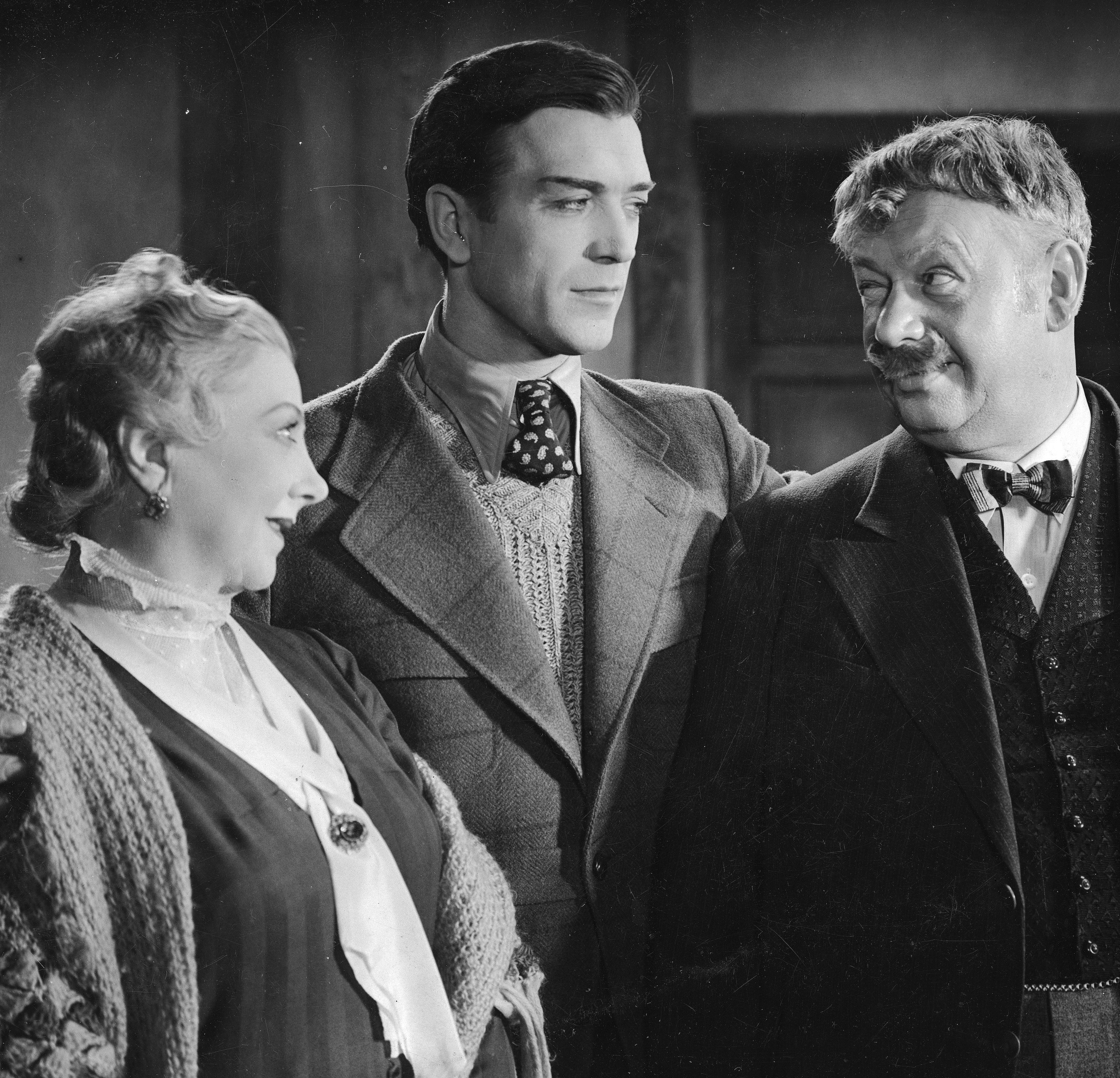
Mieczysława Ćwiklińska, Jerzy Pichelski et Aleksander Zelwerowicz dans Frontière, 1938
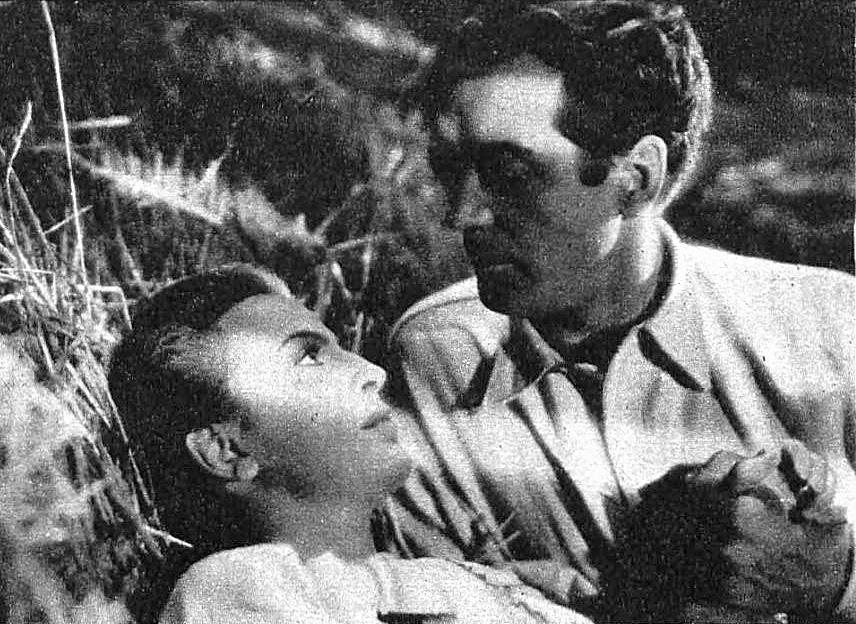
Elżbieta Barszczewska et Jerzy Pichelski dans Au bord du Niemen, 1939

#### Le cinéma yiddish
Le terme cinéma yiddish comprend des films réalisés en yiddish par des cinéastes d'origine juive. Sur les 170 films yiddish produits dans le monde entre 1910 et 1950, 70 ont été tournés en Pologne. Le développement du cinéma juif en Pologne dans les années 1920 et 1930 s’accompagne du développement de la presse spécialisée et plusieurs magazines et revues du cinéma en yiddish voient le jour à cette époque, notamment : Kino-Teater-Radio (1926-1927), Kino un Teater (1932), Film-Welt (1928-1929), Film-Cajtung, plus tard sous le nom de Film-Najes (1936-1938), et Majn Redendiger Film (1937-1939).
À ses débuts, le cinéma yiddish adapte des pièces de théâtre. Les drames les plus volontiers portés à l'écran sont ceux de Jakub Gordin, Zalmen Libin et Heiman Meisel, ce qui est également lié au facteur économique, car il s'agit le plus souvent des représentations déjà mises en scène par le fondateur du théâtre familial Kamiński, Abraham Kamiński. On adapte également des œuvres littéraires d'auteurs qui n'ont pas de racines juives mais qui s'intéressent à la thématique juive. Meir Ezofowicz (1911) d'après le roman éponyme d'Eliza Orzeszkowa est l'un des films du cinéma juif les plus populaires avant la Grande Guerre. Tous les films réunissent une brochette de grands acteurs juifs, à commencer par le célèbre clan de la famille Kamiński - Regina, Ester Rachel, Ida et Abraham - qui se rencontrent sur le tournage de Mirełe Efros d'Andrzej Marek de 1912. Il convient de mentionner également Zygmunt Turkow et son frère Jonas Turkow, Samuel Landaud, Herman Wajsman, Zina Goldsztajn, Rudolf Zasławski, Herman Fiszelweicz, Ajzyk Samberg, Helena Gotlieb, et Max Bożyk.
Cependant, la Première Guerre mondiale fait des ravages et le premier film yiddish de l'entre-deux-guerres, Tkijes kaf (Sermon) de Zygmunt Turkow avec Ester Rachel Kamińska et sa fille Ida, n'est tourné qu'en 1924. C'est Seweryn Steinwurzel qui est directeur de la photo de ce film qui sera entièrement remonté en 1932 par George Roland pour les besoins du marché américain, où il est distribué en 1948 sous le titre Légende de Vilnius.
En 1925, Henryk Szaro réalise Lamedwownik (L'Un des trente-six) sur un tsadik qui pendant l'insurrection polonaise de 1863 se sacrifie et sauve les habitants d'une petite ville, tourmentée par un soldat russe. Ce film évoque également d'autres événements de l'histoire de la Pologne dont le soulèvement de Kościuszko pour particulièrement exposer l’héroïsme de Berek Joselewicz. En 1929, Jonas Turkow tourne In di pojlisze welder (En forêts polonaises). En montrent la communauté de destin des Juifs et des Polonais, les deux films s'inscrivent dans le courant du cinéma patriotique polonais après 1918. Cependant dans les années 1930, les thèmes d'assimilation à la culture polonaise ne sont plus présents.
Malheureusement, aucun des dix-neuf films du cinéma yiddish muet produits en Pologne, dont La Femme hasside et l'apostat, Dieu, l'homme, le diable, Mirełe Efros, La Fille du cantor, En forêts polonaises, a survécu à la destruction de la guerre.
C'est Aleksander Ford qui réalise le premier film yiddish parlant : Sabra en 1933, documentaire romancé sur la vie en Palestine des colons de la diaspora juive polonaise. Franz Weihmayr, futur collaborateur de Leni Riefenstahl est le directeur de la photo de ce film. Son échec financier décourage les investisseurs, mais au milieu des années 1930, face à la montée de l'antisémitisme en Europe, le milieu juif se consolide. C'est Saul Goskind, l'un des cofondateurs du magazine de cinéma Film Welt et propriétaire de la société de production Sektor, qui réunit autour de lui les artistes les plus importants du cinéma d'avant-garde polonais : Aleksander Ford, Antoni Bohdziewicz, Eugeniusz Cękalski, Wanda Jakubowska et Stanisław Wohl. Saul et son frère Izaak Goskind fondent également un nouveau studio : Kinor . Sa première production est Al chet d'Aleksander Marten en 1936. Le film est un grand succès et permet aux frères Goskind de produire un nouveau film : Frajleche kabcunim (1937).
Les cinéastes juifs utilisent des conventions éprouvées : mélodrame, comédie et drame. Ils évitent les thèmes politiques et dépeignent surtout le monde juif traditionnel des shtetls avec leurs rites et traditions à la frontière des mythes et de la mystique. C'est dans l'exaltation de l'identité juive que naissent les productions aussi remarquables que Les Musiciens vagabonds (Jidl mitn fidl, 1936) avec Molly Picon réalisé par Józef Green et Jan Nowina-Przybylski et Le Dibbuk (1937) de Michał Waszyński produit par Feniks Film. Ce film renoue avec la poétique expressionniste et l'un de ses étonnants aspects prophétiques est son décor qui ressemble à un cimetière. Présenté avec des sous-titres polonais au cinéma Sfinks, l'un des plus grands de Varsovie, le film est un immense succès.
Les trois films suivants de Józef Green qui sortent de son studio Green Film sont : Der Purimszpiler (1937) coréalisé avec Jan Nowina-Przybylski, A briweł der der mamen (Une lettre à maman, 1938) coréalisé avec Leon Trystan et Mamele (1938) de Konrad Tom, à nouveau avec Molly Picon dans le rôle titre. Ils mélangent habilement les thèmes sociaux avec le folklore juif, cependant, ils ne rencontrent pas de succès comparable au Dibbuk.

La Seconde Guerre mondiale met fin à l'âge d'or du cinéma yiddish qui ne retrouvera plus sa splendeur d'antan. Après la Shoah, les mélodrames céderont la place aux documentaires, dont la direction artistique s'inscrit dans le sillage de Mir kumen on (Nous arrivons) commandité par l'Union générale des travailleurs juifs (Bund) et réalisé par Aleksander Ford en 1935. Le dernier long métrage yiddish tourné en Pologne s'appelle Unzere kinder (Nos enfants). Produit par le studio Kinor de Saul Goskind en 1948 et réalisé par Natan Gross, il documente la rencontre de deux acteurs juifs qui ont survécu à la guerre en URSS avec des enfants d'un orphelinat juif, témoins de l'Holocauste en Pologne. Le film n'est montré qu'une seule fois, lors d'une projection fermée. En 1949, les frères Goskind et Natan Gross émigrent en Israël. Dans la Pologne communiste, il n'y aura plus de place pour le cinéma juif.

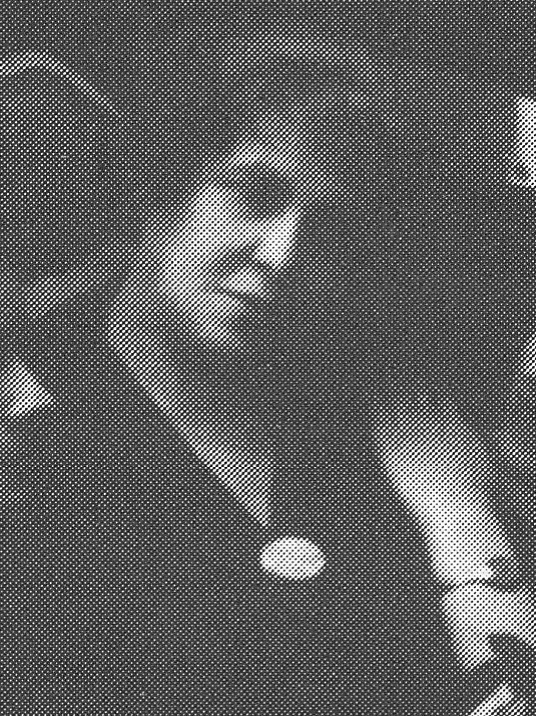
Ester Rachel Kamińska
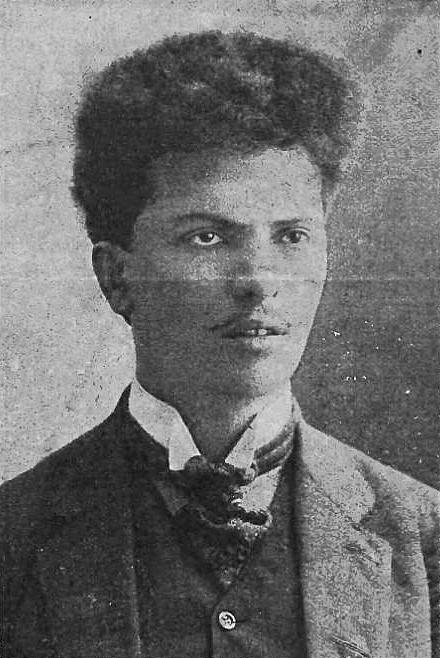
Andrzej Marek
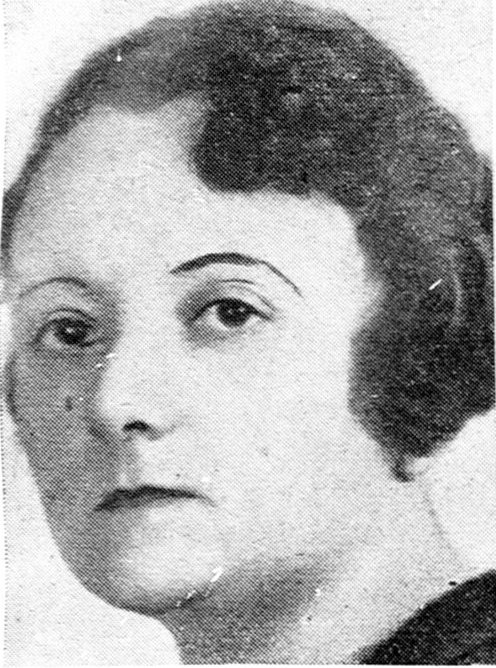
Maria Hirszbein
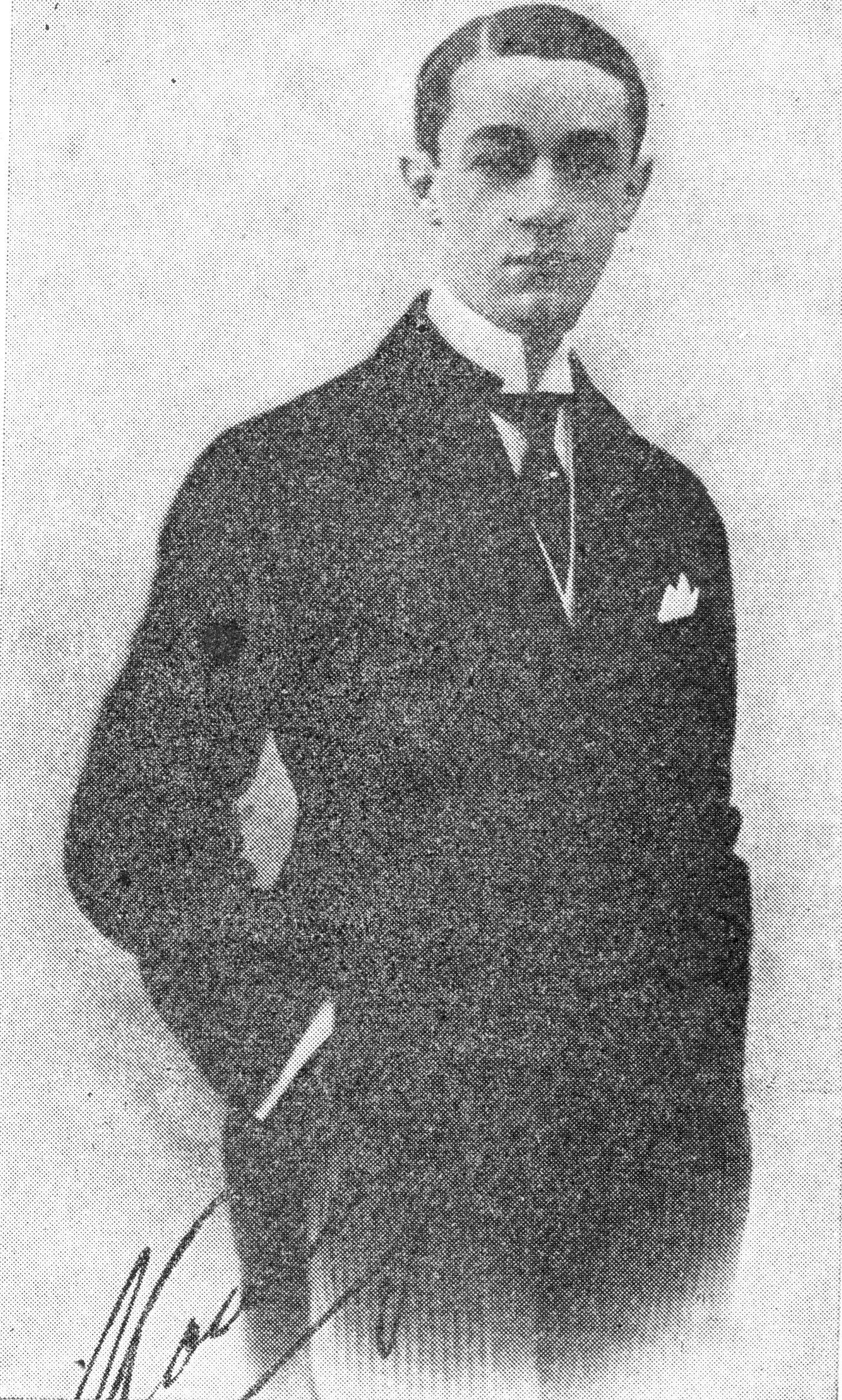
Konrad Tom
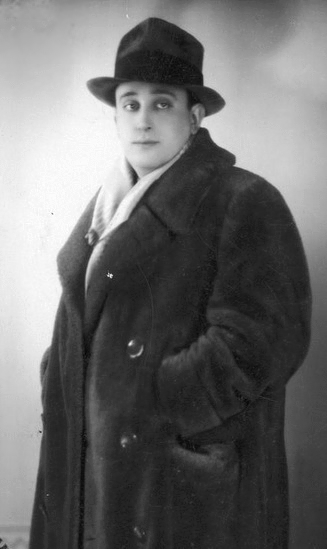
Michał Waszyński
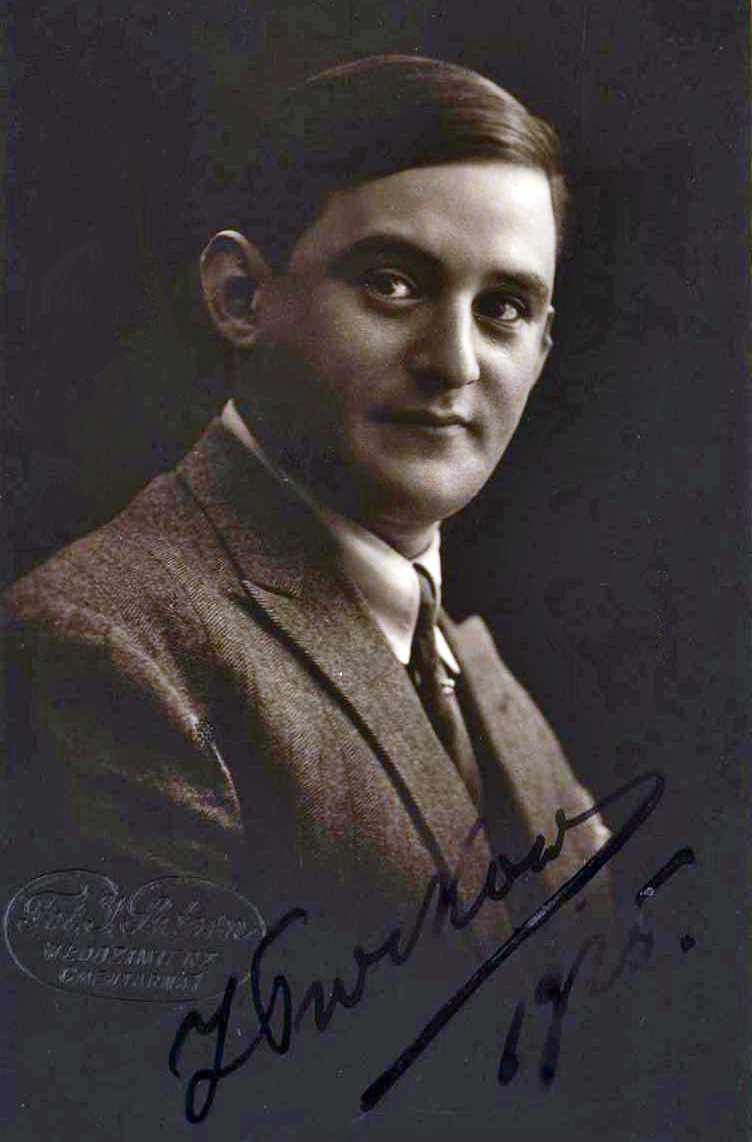
Zygmunt Turkow
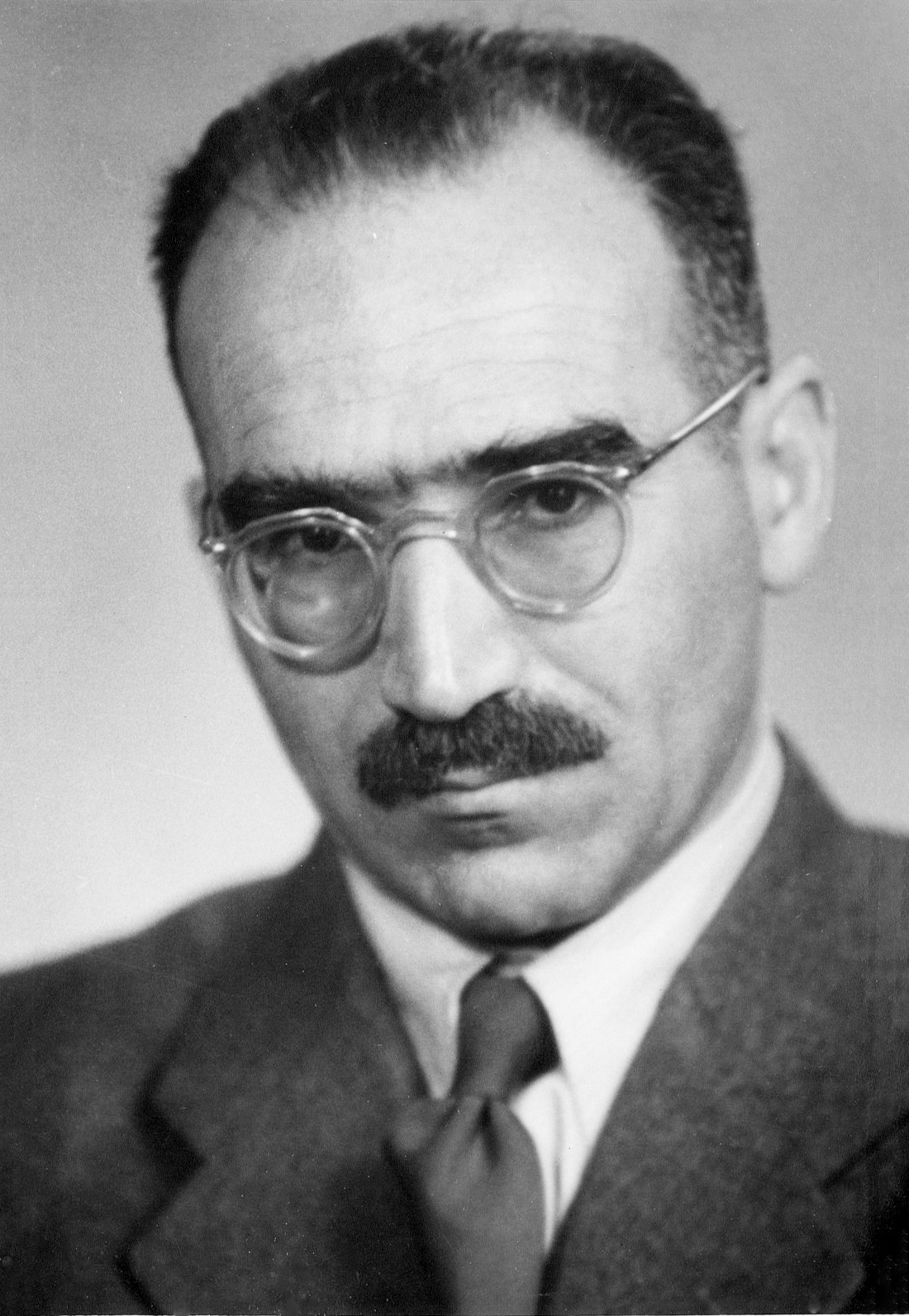
Aleksander Ford
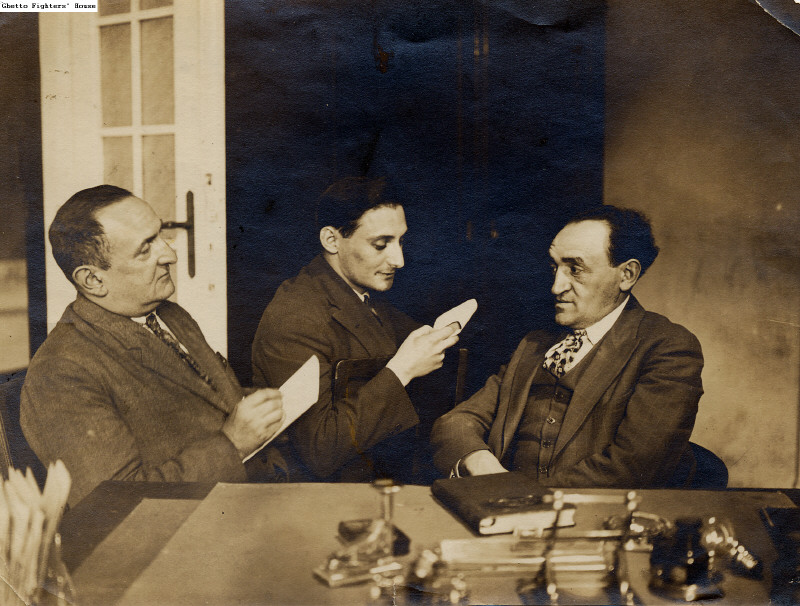
Jonas Turkow (au centre)
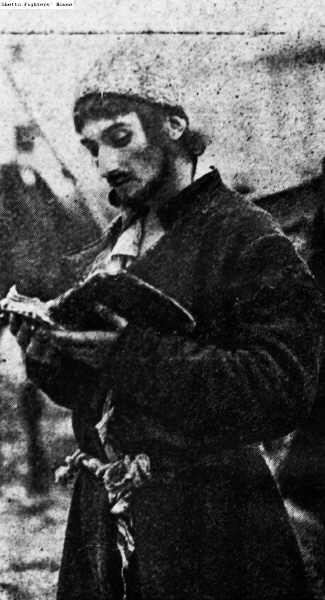
Jonas Turkow dans L'Un des trente-six

### La Seconde Guerre mondiale: 1939-1945
La Seconde Guerre mondiale anéantit l'industrie cinématographique polonaise. L'infrastructure et l'équipement sont pillés par les occupants allemands et soviétiques. Les cinéastes et les acteurs sont inscrits sur Sonderfahndungsbuch Polen dans le cadre de l’extermination planifiée de l’intelligentsia polonaise et par conséquent doivent se cacher ou émigrer. Sur environ 2 500 cinéastes et artistes polonais près de 400 (16% de ce groupe professionnel) sont tués, disparus ou morts dans des circonstances inexpliquées. Plus que 85% sont victimes de la terreur allemande dont un tiers à cause de leur origine juive. Parmi les artistes assassinés se trouvent des personnalités aussi emblématiques que le pionnier du cinéma polonais, Kazimierz Prószyński, mort au camp de concentration de Mauthausen, la plus grande vedette Eugeniusz Bodo et les réalisateurs Marten Aleksander, Leon Trystan morts au goulag, les réalisateurs Henryk Szaro, Juliusz Gardan, Mieczysław Krawicz, Maria Hirszbein, et tant d'autres morts dans les ghettos ou les camps nazis.
L'activité culturelle polonaise indépendante est interdite et les cinémas sont soumis à l'administration allemande. Seuls les spectacles dans les cafés et les jardins sont autorisés. Le répertoire des salles comprend des chroniques nazies de la Deutsche Wochenschau (Images d'actualité allemande) et des dizaines de films polonais réalisés avant-guerre. Les acteurs polonais qui se compromettent en travaillant pour l'occupant sont condamnés et abattus par la résistance polonaise, comme Igo Sym qui joue dans le film nazi Heimkehr (Retour dans la Patrie, 1941) de Gustav Ucicky.
De nombreux cinéastes réussissent à quitter le pays, rejoignent les troupes polonaises en formation à l'étranger et documentent leur participation sur presque tous les fronts du monde. Avec la reconstitution de l'Armée polonaise en France au début de 1940, Stanisław Rochowicz, à présent lieutenant et anciennement directeur technique du studio Falanga de Varsovie, constitue au sein des forces polonaises une équipe de cinéma dont font partie Zbigniew Jaszcz, Czesław Datka, Romuald Gantkowski. Franciszek Ożga et Kazimierz Karasiewicz rapportent des États-Unis le matériel et les finances. L'équipe de tournage ainsi constituée produit le documentaire La Pologne n'est pas encore morte (1941) sur l'organisation des institutions d'état et de l'armée polonaise en France. Franciszek Ożga realise également Première visite du général Sikorski en Amérique (1941) et, après l’assassinat du chef du gouvernement polonais, Les Funérailles du général Sikorski (1943).

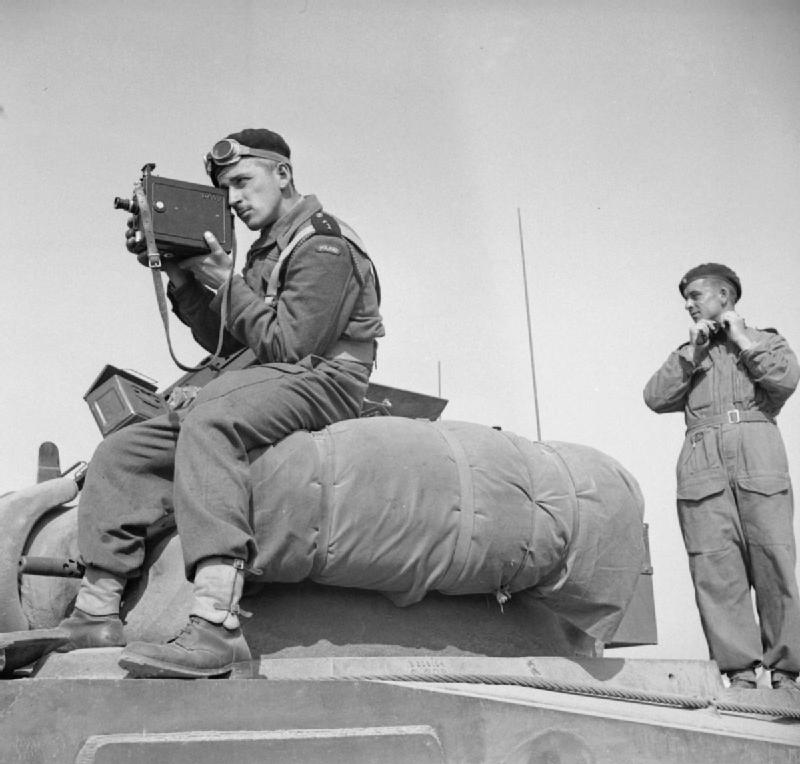
Le sous-lieutenant Jerzy Januszajtis, chef opérateur de l'Unité du film de l'Armée polonaise, filme depuis le haut d'un char Sherman de la 1re division blindée polonaise au sud de Caen, en Normandie, le 8 août 1944.

Une autre équipe de film s'organise à Londres sous la direction d'Eugeniusz Cękalski, l'ancien chef du groupe START. Après l'évacuation du gouvernement polonais en Grande-Bretagne à la suite de la défaite française de 1940, elle se transforme en un département cinématographique du ministère de l'information et de la documentation dirigé par le professeur Stanisław Stroński. Elle produit, entre autres, le documentaire This is Poland (1940), The White Eagle (1942) avec Leslie Howard le film expérimental anti-nazi de Stefan et Franciszka Themerson Calling Mr. Smith (1943) et, après le débarquement en Normandie de l'équipe de Jerzy Januszajtis avec la 1re division blindée du général Stanisław Maczek, le documentaire Route vers Wilhelmshafen (1944) de Mieczysław Leszczyc-Petreyki.
Lors de l'organisation de l'armée polonaise en URSS placée sous le commandement du général Władysław Anders à la suite du traité polono-soviétique signé par le général Władysław Sikorski le 30 juillet 1941, une équipe de film se constitue autour de l’ingénieur Wiktor Ostrowski, bientôt rejoint par le réalisateur Michał Waszyński, le scénariste Konrad Tom, les opérateurs Stanisław Lipiński et Seweryn Steinwurzel et bien d'autres. C'est à l'équipe de Waszyński que l'on doit les documents La Bataille de Monte Cassino (1944) et le mélodrame La Grande Route (1946) où l'épouse du général Irena Anders joue l'un des rôles principaux aux côtés de Jadwiga Andrzejewska et Albin Ossowski. Le film, qui mêle des authentiques chroniques de l'Armée d'Anders aux images tournées à la fin de la guerre dans un hôpital de campagne en Italie, évoque l'invasion de la Pologne par l'URSS, les déportations des Polonais en Sibérie et dans les camps de travail, la signature du pacte Sikorski-Majski, l'entrée des soldats d'Anders en Perse, en Palestine et en Irak, les combats en Italie et la bataille de Monte Cassino. Ce premier long métrage polonais d'après-guerre a dû attendre 1991 pour sa première en Pologne.
Les cinéastes qui ne veulent pas rejoindre l'Armée d'Anders rejoignent la 1re division d'infanterie Tadeusz Kościuszko formée sous tutelle soviétique en 1943 où Aleksander Ford réunit dans une section cinéma Stanisław Wohl, Władysław Forbert, Ludwik Perski, Adolf Forbert, Jerzy Bossak, Olgierd Samucewicz ou encore Ludmiła Niekrasowa. Avec ce groupe, Aleksander Ford réalise le documentaire sur la formation de cette unité Nous le jurons à la terre polonaise (1943), ainsi que le premier documentaire de l'histoire sur les camps de concentration nazis Majdanek - le cimetière de l'Europe (1944), alors que Jerzy Bossak filme La Bataille de Kołobrzeg (1945).
En 1942, la résistance polonaise créé, au sein de son Bureau de l'information qui œuvre dans la clandestinité à contrecarrer la propagande allemande, un groupe de cinéma dirigé par Antoni Bohdziewicz. Il réalisera, entre autres, des chroniques de l'insurrection de Varsovie de 1944. Cette équipe de cinéastes-soldats qui participent aux combats comprend Jerzy Zarzycki, Andrzej Ancuta, Eugeniusz Haneman, Stefan Bagiński, Jerzy Gabryelski, Seweryn Kruszyński, Jerzy Beeger, Leonard Zawisławski, Antoni Wawrzyniak, Henryk Vlassak, Roman Banach, Gustaw Kryński. Environ 3 000 mètres des films tournés pendant le soulèvement ont survécu, dont plus de 1 000 mètres se retrouvent ensuite aux États-Unis où - complétés par des prises de vue d'opérateurs allemands - ils deviennent la base du film documentaire Les Derniers Jours de Varsovie. Cependant, des milliers de mètres de pellicules sont perdus à jamais dans l'incendie de Varsovie. À l'occasion du 70e anniversaire du soulèvement, le réalisateur Jan Komasa utilise ces images authentiques dans L'Insurrection de Varsovie. C'est le premier film documentaire de guerre au monde monté entièrement à partir d’authentiques chroniques d’actualités colorisées.
Des cinéastes polonais sont également très actifs aux États-Unis. Sur l'idée de Ryszard Ordyński, Ernst Lubitsch tourne la célèbre comédie To Be Or Not To Be (1942) sur la résistance des acteurs de Varsovie pendant l'occupation allemande. Romuald Gantkowski réalise The Land of My Mother (1943) dans lequel Ève Curie comme narratrice présente la patrie de sa mère Marie Curie.
Arrivé aux États-Unis en 1944, Eugeniusz Cękalski réalise Colour Studies of Chopin (1944), une version colorée de son film expérimental de 1937, Trois études de Chopin, cette fois avec la participation du pianiste Witold Małcużyński.

### Le cinéma de la République populaire de Pologne: 1945 -1989
Pendant la Seconde Guerre mondiale, la Pologne a perdu plus de 20% de sa population. La plupart des cinéastes polonais d’avant-guerre sont morts ou ne peuvent plus rentrer au pays où, avec l’aide de l’URSS, les communistes s'emparent du pouvoir et instaurent un régime hostile aux anciens résistants et aux combattants liés au gouvernement polonais en exil à Londres. Les communistes interdisent tous les autres partis, nationalisant et centralisant toutes les formes d’expression culturelle. Tous les liens avec la Pologne d’avant-guerre sont détruits et chaque film jugé trop éloigné de l'idéologie communiste se voit condamné.
Paradoxalement, c'est dans une cinématographie d'État, financée et contrôlée par le pouvoir socialiste, que naissent les deux plus grands courants de l'histoire du cinéma polonais: "l'Ecole polonaise du cinéma" des années 1956-1961 et "le Cinéma de l'inquiétude morale" des années 1975-1981. Dans cette époque de liberté surveillée par 60 000 hommes de l'Armée rouge stationnés dans le pays et rythmée par des révoltes sociales et politiques de juin 56, mars 68, décembre 70, juin 76 et août 80, les cinéastes polonais, en dialogue avec le passé et à l'affût du réel, réinventent en permanence un langage cinématographique pour échapper à la censure.

#### 1945-1954 - Étatisation de la cinématographie
La Pologne sort de la guerre sévèrement ravagée et tous les studios et les fonds cinématographiques sont complètement détruits. C'est l'équipe de cinéastes formée en Union soviétique autour d’Aleksander Ford (1907-1980) qui joue un rôle essentiel dans la renaissance du cinéma dans la Pologne communiste.
Le premier acte législatif du nouveau gouvernement dans le domaine du cinéma, après la libération, est la nationalisation de cette branche. En vertu du décret gouvernemental du 13 novembre 1945, toutes les questions relatives à la création, à la production et à la distribution des films sont placées sous le contrôle de l’entreprise d’État Film Polski. En 1952, elle sera remplacée par l’Office Central du Cinéma (Centralny Urząd Kinematografii) dirigé par un sous-secrétaire d’État au ministère de la Culture.
Le nouveau pouvoir fonde aussi, l’Institut cinématographique à Cracovie (1945-1947) placé sous la responsabilité d'Antoni Bohdziewicz (1906-1970) d'où sortiront les metteurs en scène de la nouvelle génération comme Jerzy Kawalerowicz (1922-2007) ou Wojciech Has (1925-2000). En 1948, l'Institut est remplacé par l’École supérieure du cinéma nouvellement créée à Łódź où s’organisent aussi de nouveaux studios de production. Cette école dirigée par Jerzy Toeplitz, (1909-1995) deviendra en 1959 l’École supérieure d’art dramatique et de cinéma (Państwowa Wyższa Szkoła Filmowa i Teatralna) et verra parmi ses illustres élèves des icônes telles que Roman Polanski, Andrzej Wajda, Krzysztof Kieślowski ou Krzysztof Zanussi.
De 1947 à 1949, le renouveau de la production cinématographique est représenté par trois films : Chansons Interdites (Zakazane piosenki, 1947) de Leonard Buczkowski, La Dernière Etape (Ostatni etap, 1948) de Wanda Jakubowska et La vérité n’a pas de frontières (Ulica Graniczna, 1949) d’Aleksander Ford. Tous les trois sont des témoignages poignants de l'occupation allemande et de l’atrocité des camps d’extermination nazis.
En 1949 est fondé le Studio des films documentaires de Varsovie (Wytwórnia Filmów Dokumentalnych ou WFD). Il réalise des reportages pour les Chroniques polonaises du cinéma et produit plusieurs dizaines de films documentaires par an.
Cependant, l’évolution du cinéma polonais est sérieusement freinée à partir de 1949 par exigence de la propagande du régime communiste et ses directives idéologiques définies par l'esthétique du réalisme socialiste. Les cinéastes sont privés de liberté de création et doivent se conformer à une propagande exaltant le bonheur de vivre dans le système socialiste et dénoncer les horreurs du capitalisme. Entre 1949 et 1956, il leur est impossible d’exprimer leur propre désir artistique, et ceux qui veulent réaliser des films sont obligés de composer avec le marxisme-léninisme et les directives culturelles de l'État-parti. La production reste faible (4 films en 1950, 2 en 1951, 4 en 1952, 3 en 1953) et ne remontera qu’à partir de 1954 (10 films).
Les Cinq de la rue Barska (Piątka z ulicy Barskiej, 1954) d'Aleksander Ford, Cellulose (Celuloza, 1954) et sa suite Sous l'étoile phrygienne (Pod gwiazdą frygijską, 1954) de Jerzy Kawalerowicz (1922-2007) ainsi que Génération (Pokolenie, 1955) d'Andrzej Wajda (1926-2016) réussissent tout de même à se démarquer artistiquement. Ce dernier film qui marque le début de la carrière d'Andrzej Wajda est considéré comme l’initiateur du courant connu sous le nom de l'École polonaise du cinéma.

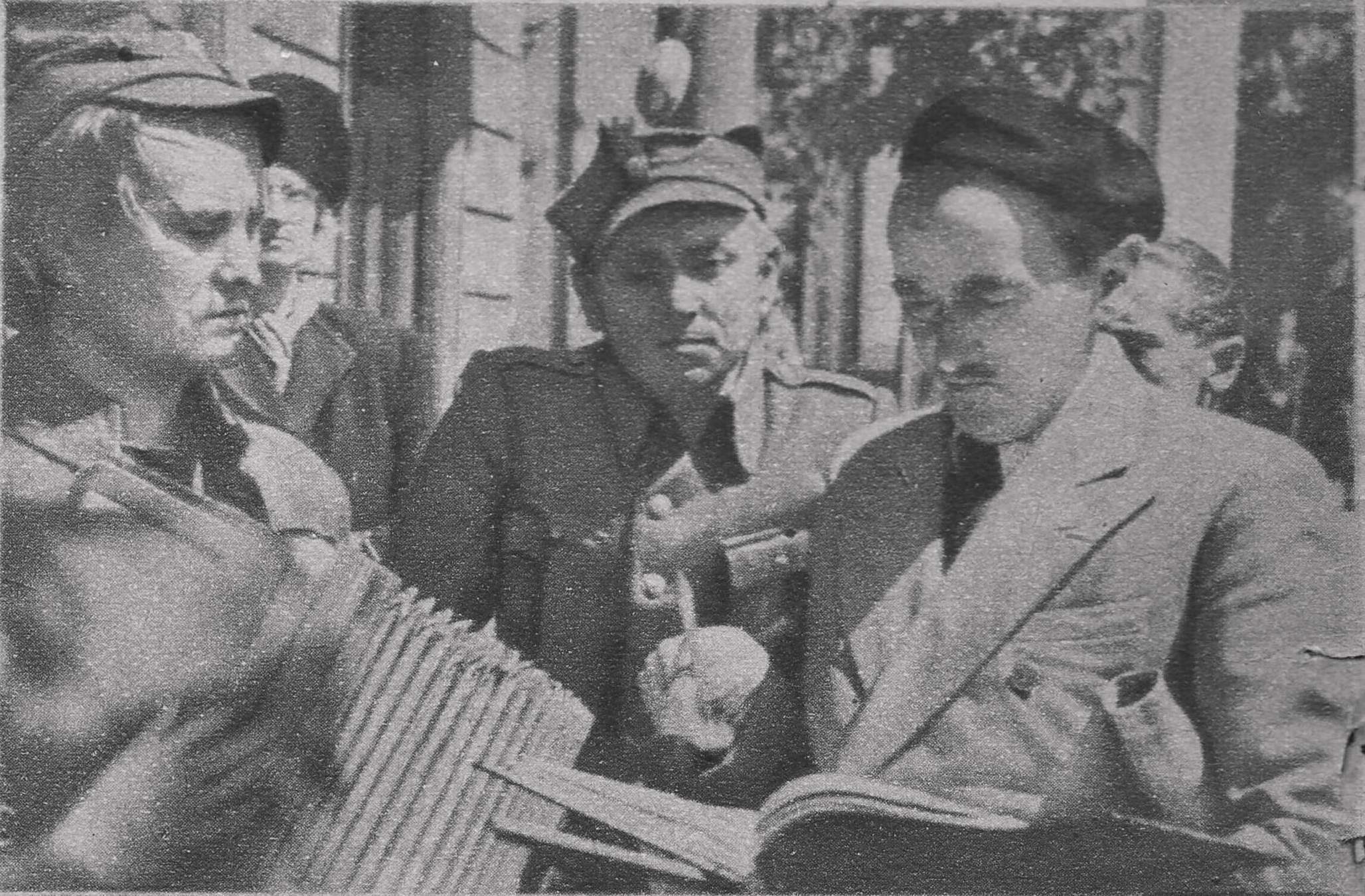
Leon Pietraszkiewicz, Czesław Piaskowski et Leonard Buczkowski sur le plan de Chansons interdites
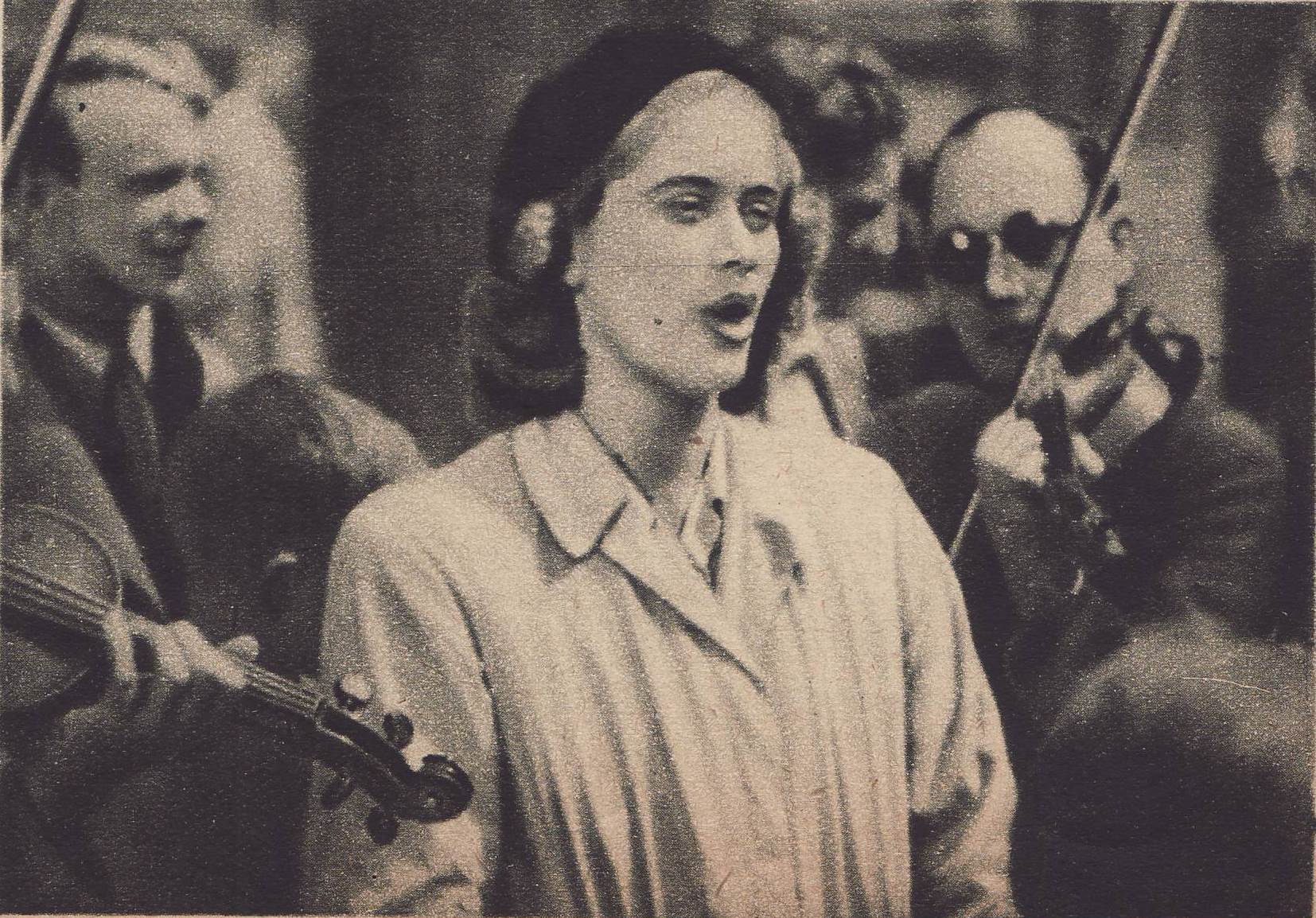
Alina Janowska dans Chansons interdites
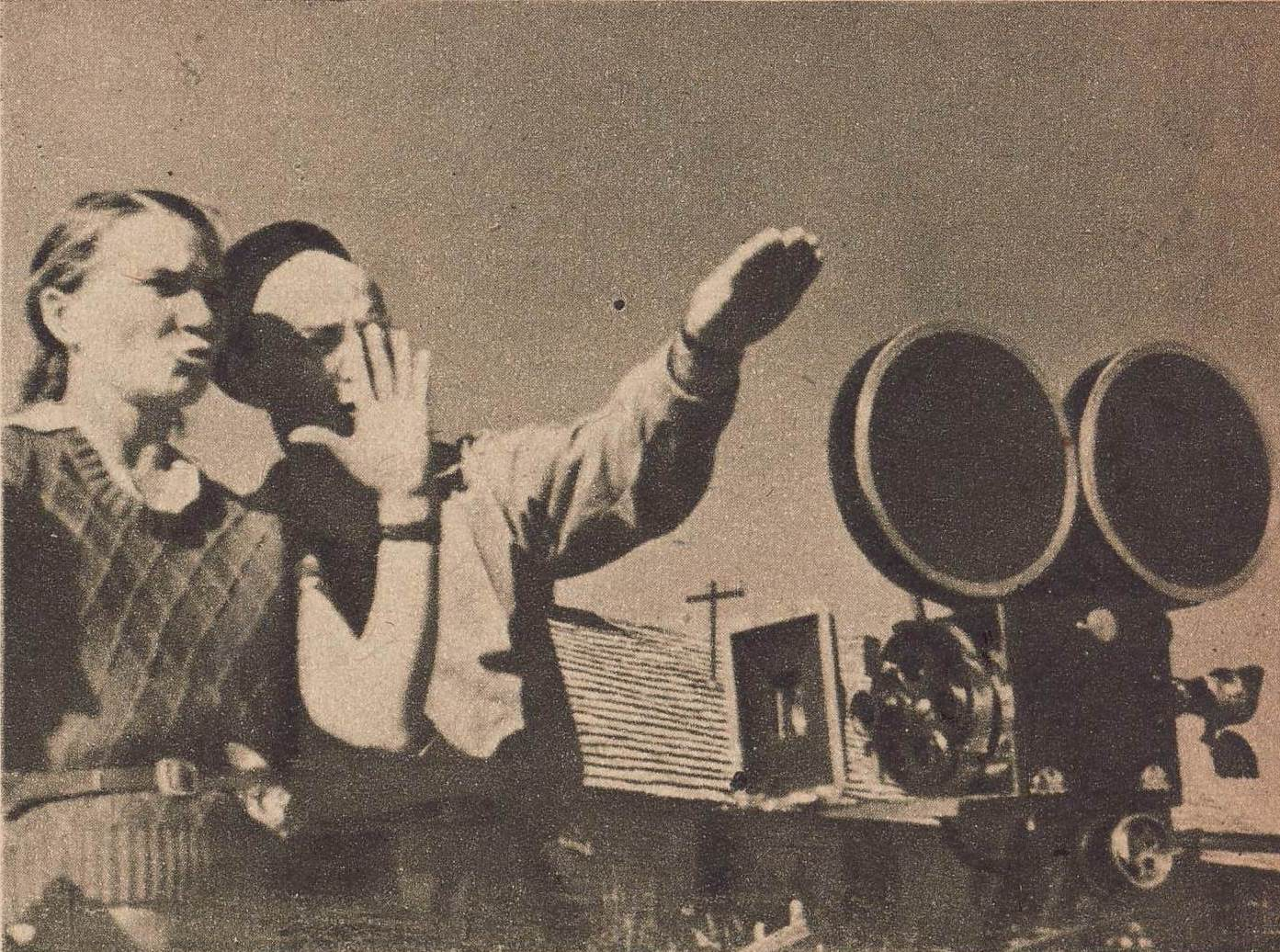
Wanda Jakubowska et Borys Monastyrski sur le plan de La Dernière Étape
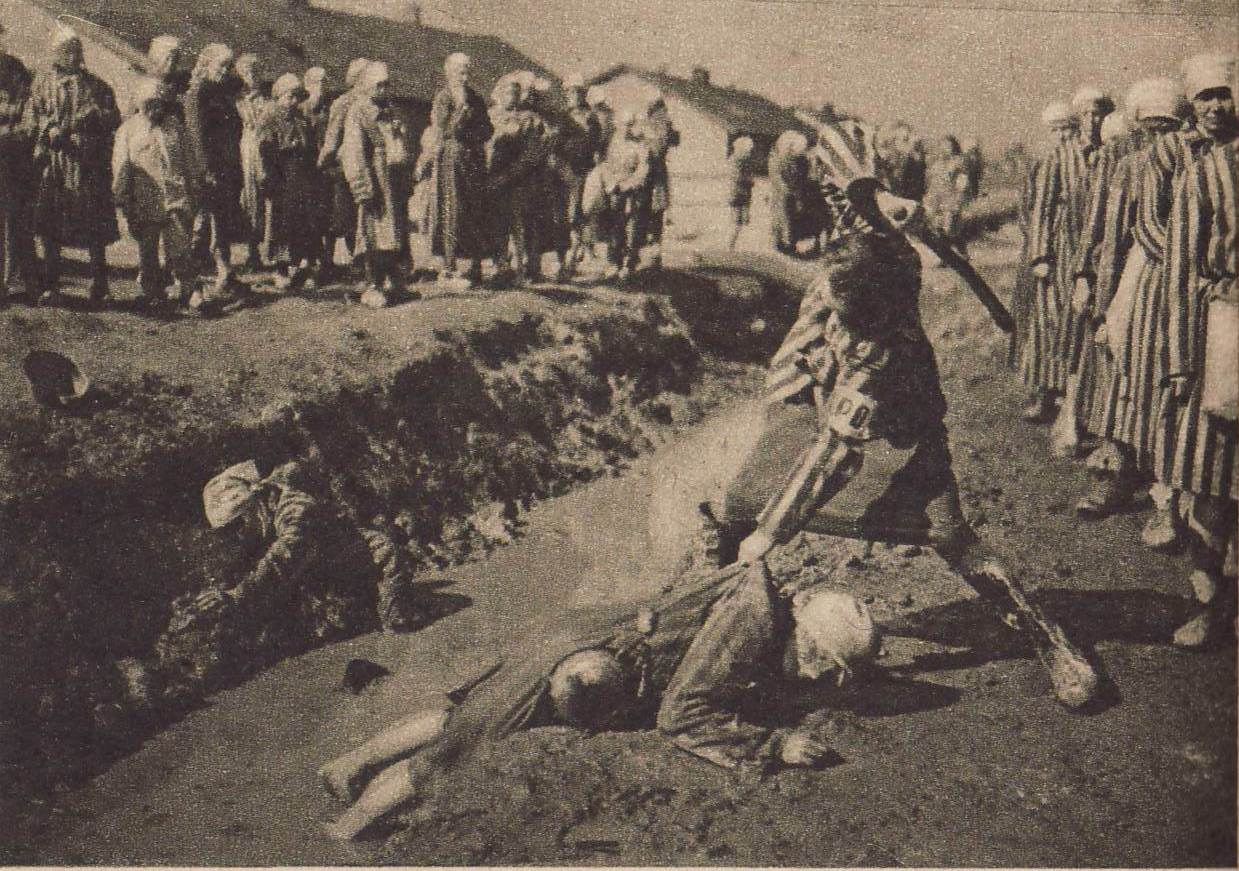
La Dernière Etape
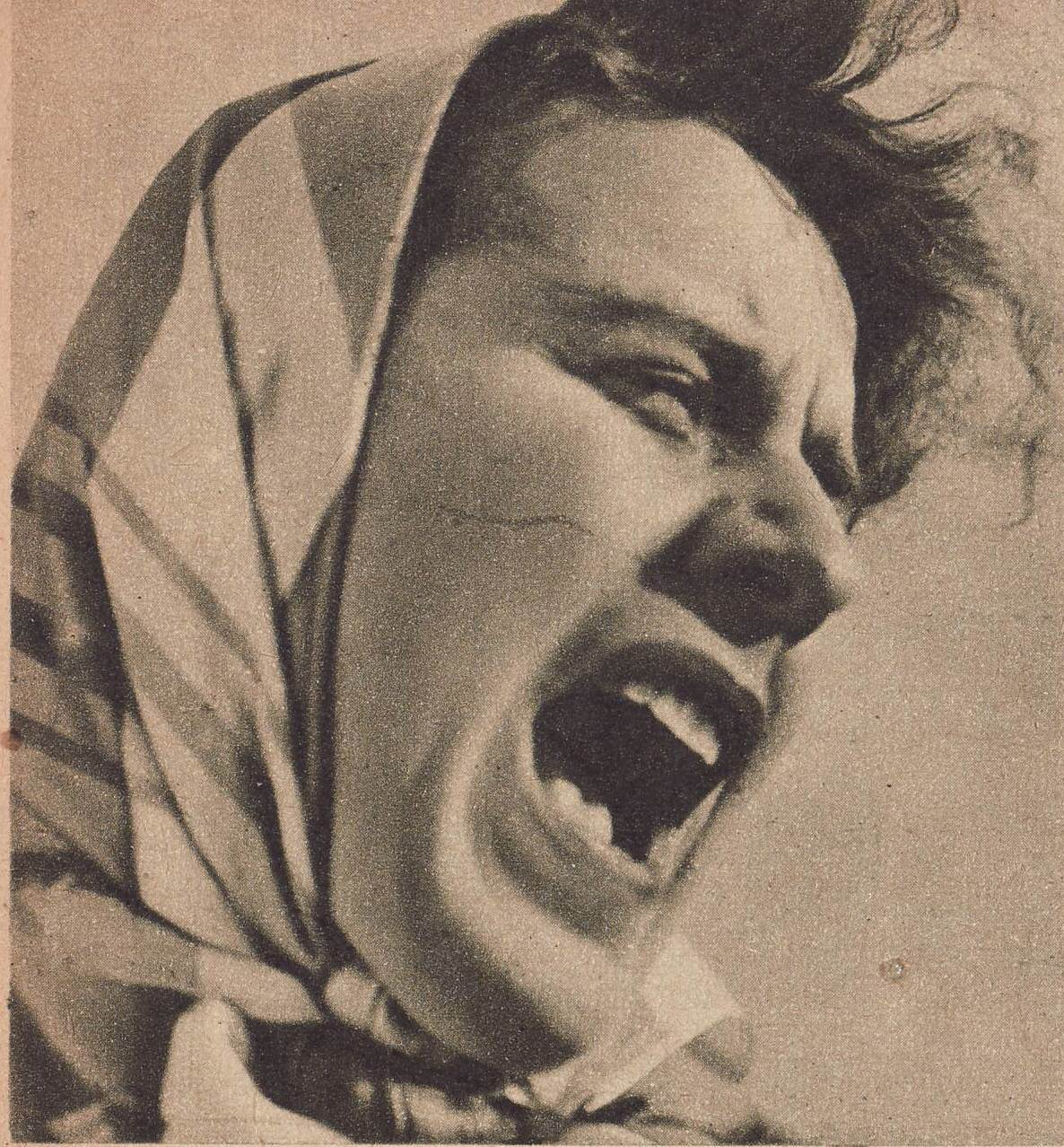
Barbara Rachwalska dans La Dernière Etape
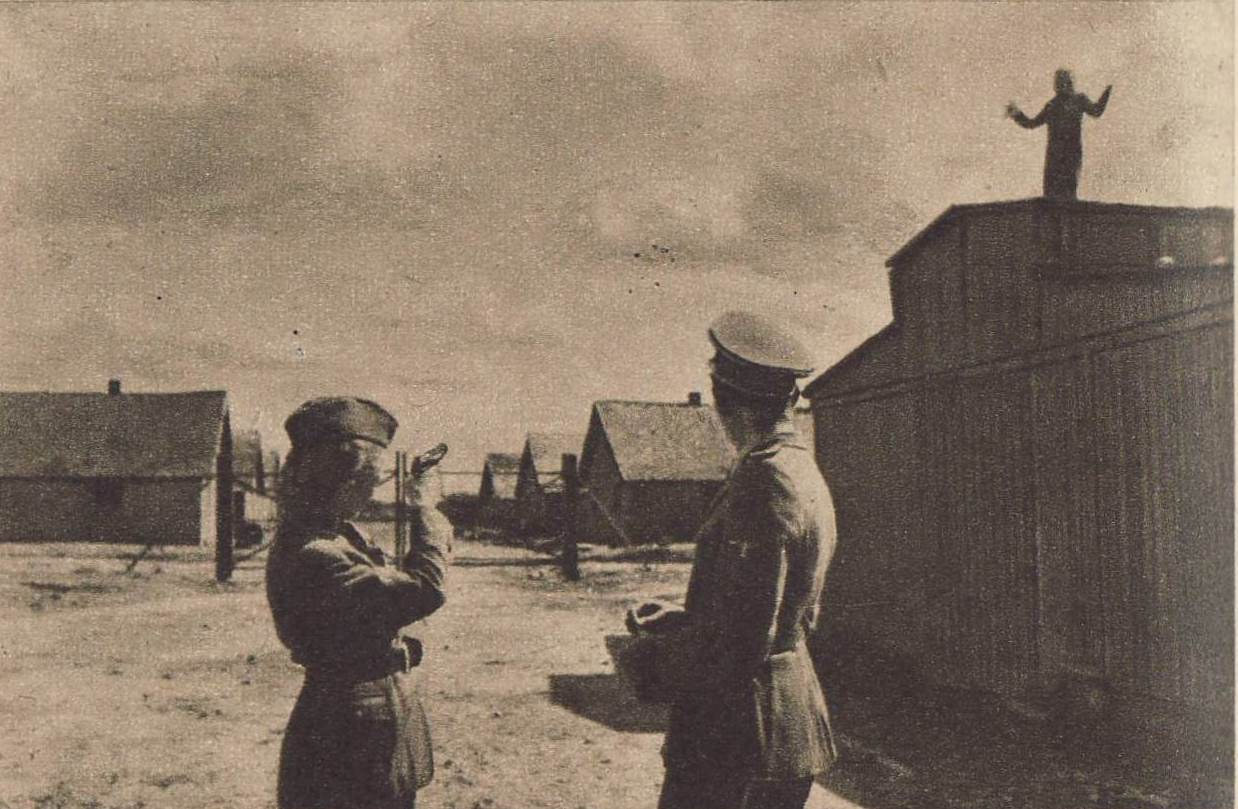
La Dernière Etape
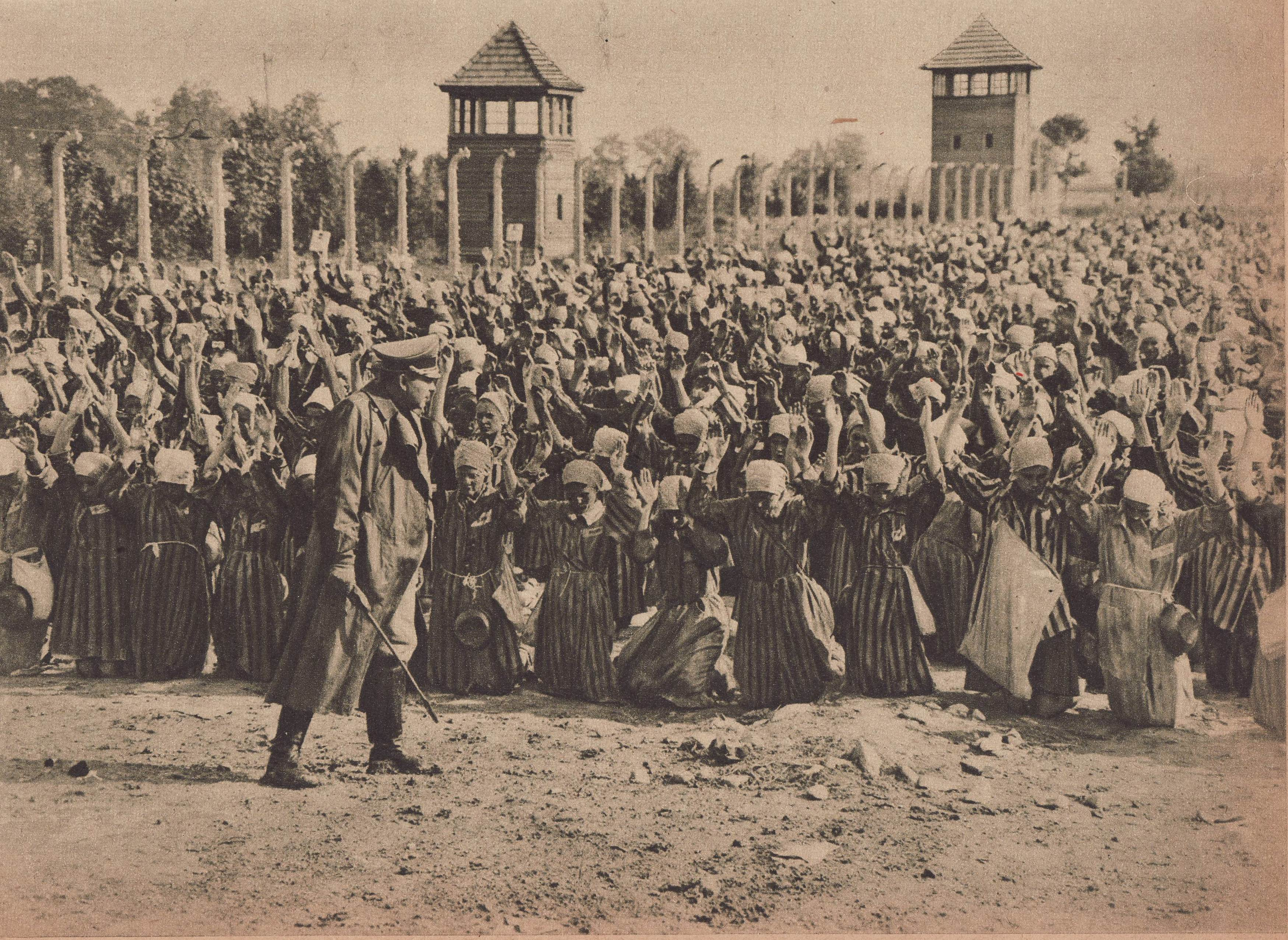
La Dernière Etape
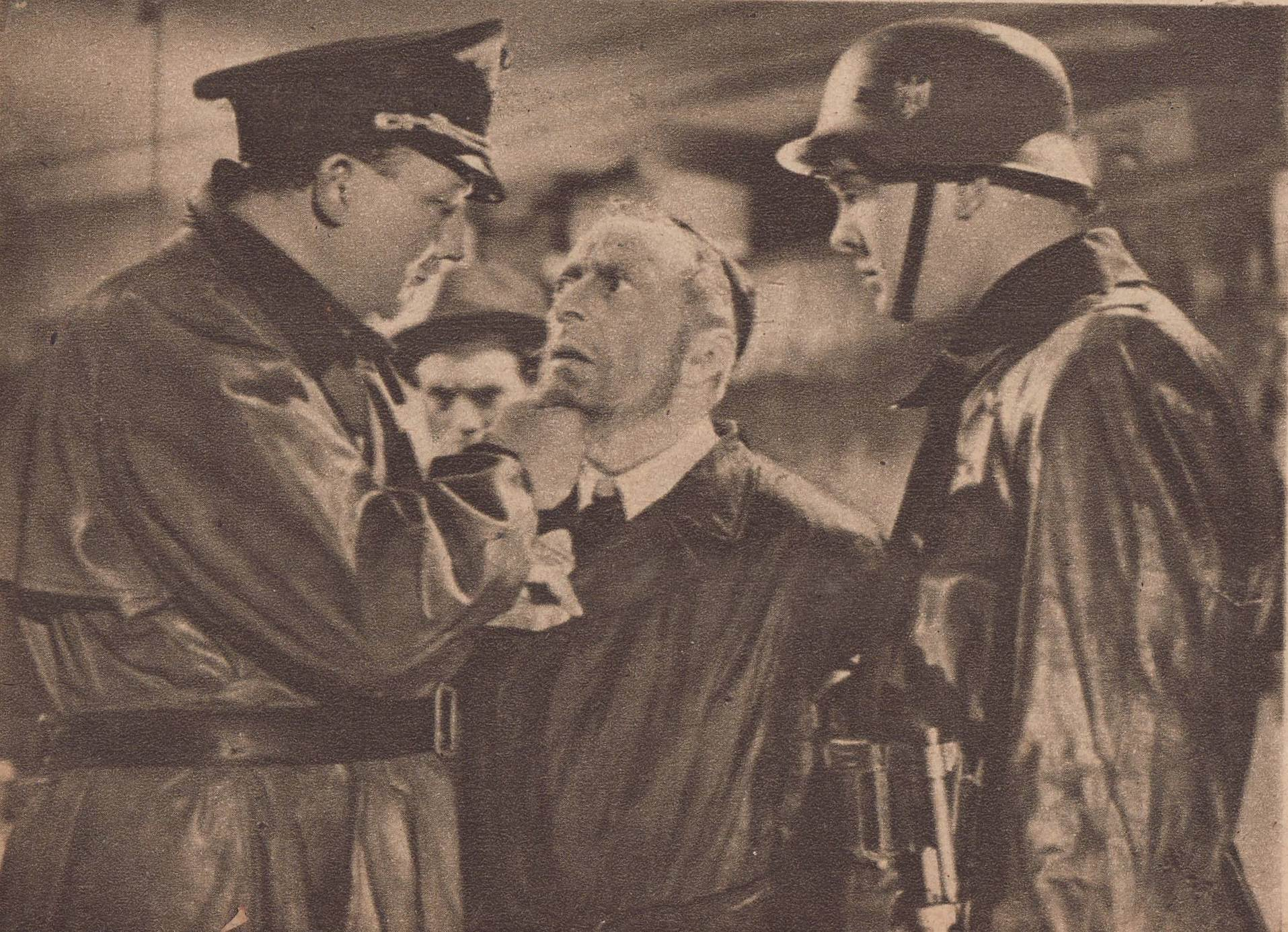
La vérité n’a pas de frontières
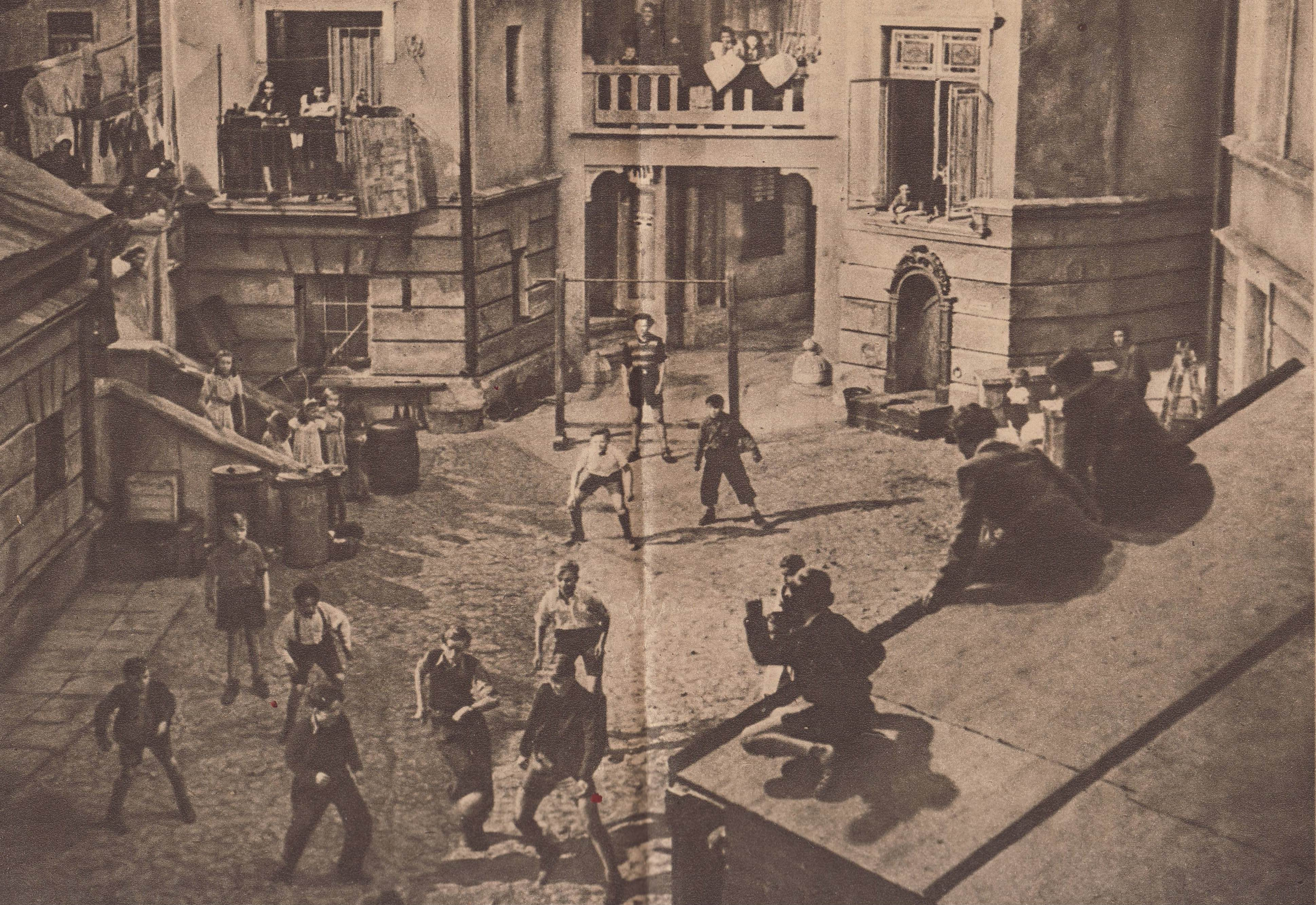
La vérité n’a pas de frontières
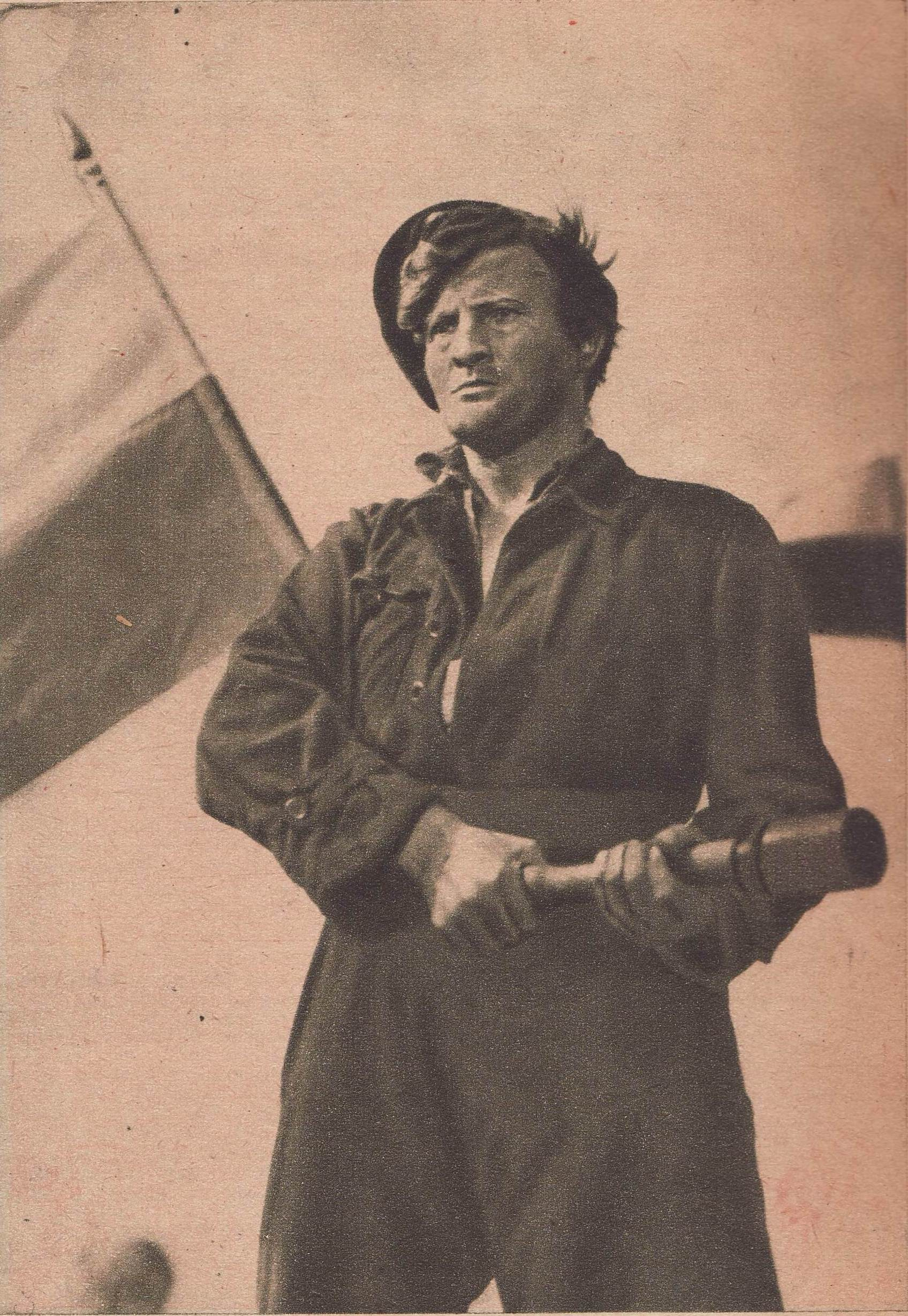
Stefan Śródka dans La vérité n’a pas de frontières
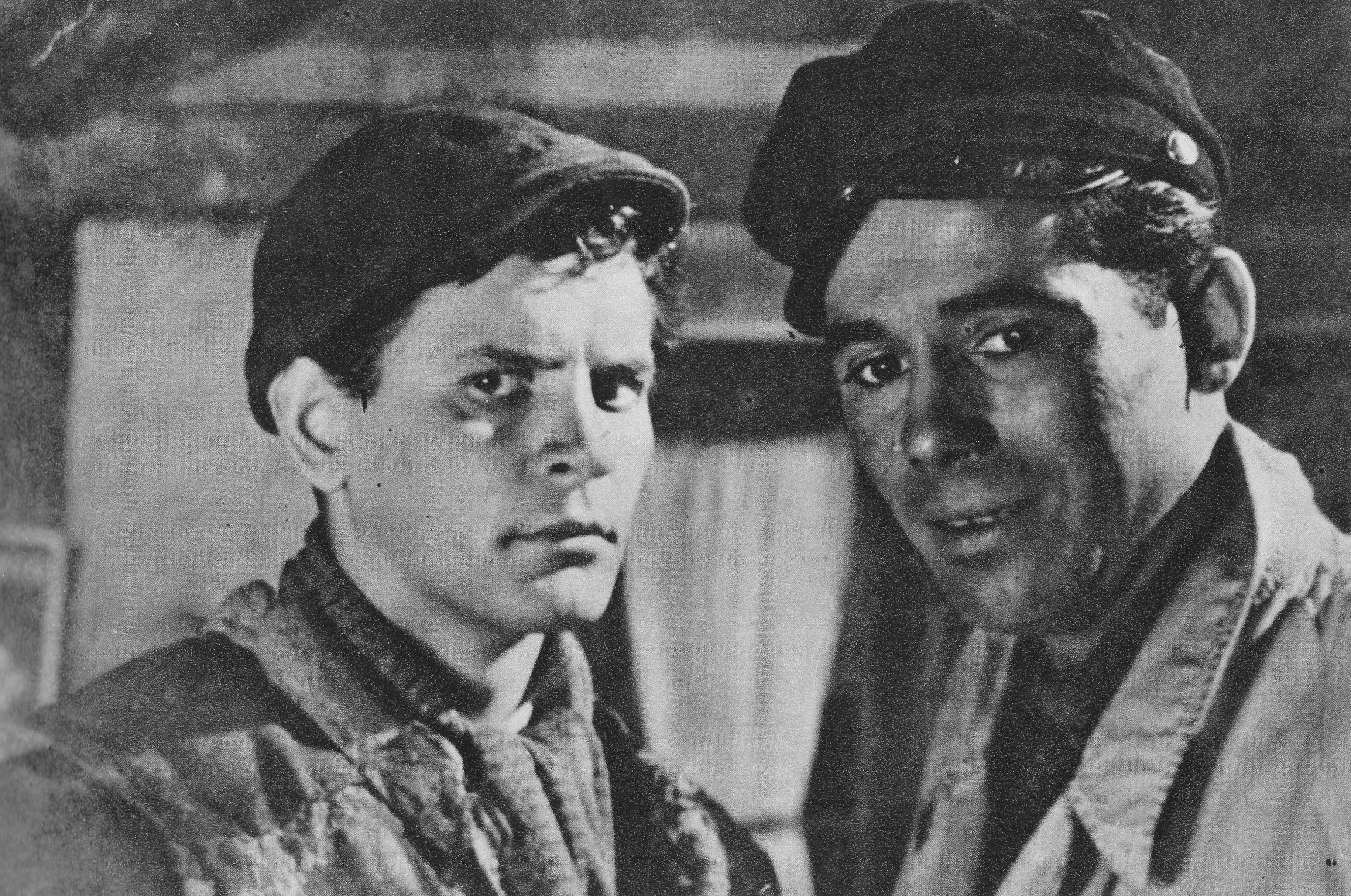
Tadeusz Łomnicki et Tadeusz Janczar dans Génération

#### 1955-1962 - La période de l’École polonaise
Dès la mort de Staline (1953), les choses commencent peu à peu à changer. Le gouvernement réformiste de Władysław Gomułka, le nouveau premier secrétaire du Parti ouvrier unifié polonais (PZPR), arrive au pouvoir en octobre 1956, à la suite d'un soulèvement ouvrier de Poznań de juin 1956, où 50 000 ouvriers descendent dans les rues pour réclamer une amélioration de leurs conditions de vie, des élections libres et le départ de l'Armée rouge du territoire polonais. Dans le domaine artistique leurs revendications "du pain" et "de la liberté" se traduisent par l’abandon du réalisme socialiste. Dès que le régime communiste perd de son intransigeance idéologique, l’industrie cinématographique prend de l’ampleur. Les structures mêmes de l’industrie cinématographique changent avec la création de plusieurs groupes de production chacun avec un réalisateur et un conseiller littéraire et artistique à sa tête. Ces ensembles filmiques seront d’abord six, puis huit : Kadr, Start, Studio, Rytm, Kamera, Iluzjon, Droga et Syrena.
Dans le nouveau climat de relative liberté politique apparaissent plusieurs réalisateurs qui deviendront les chefs de file de l’École polonaise du cinéma, notamment Andrzej Munk (1920-1961) et Andrzej Wajda (1926-2016). Leurs thèmes privilégiés sont l’histoire récente de la Pologne, avec la Seconde Guerre mondiale au centre, et le rapport du héros avec l’Histoire. Les films de Wajda : Ils aimaient la vie (Kanał, 1957), Cendre et Diamant (Popiół i diament, 1958) et La Dernière Charge (Lotna, 1959) sont imprégnés de l'expérience douloureuse de la guerre et racontent la résistance polonaise contre les nazis. Ils en offrent une vision à la fois romantique et tragique. Ils aimaient la vie obtient à Cannes le Prix spécial du Jury. Si Andrzej Munk partage l'expérience générationnelle de Wajda, il est irréductiblement sceptique et plus enclin à la farce et à l'ironie qu'à l’exhalation, comme en témoignent ses films Eroica (1958), De la veine à revendre (Zezowate szczęście, 1960), Un homme sur la voie (Człowiek na torze, 1957) et La Passagère (Pasażerka, 1963). Munk se tue en voiture avant la fin du tournage de ce dernier. Le film est terminé par ses amis et montré à Cannes et Venise.
À la même époque, Jerzy Kawalerowicz (1922-2007) se distingue avec un cinéma d’analyse psychologique : La Vraie Fin de la guerre (Prawdziwy koniec wielkiej wojny, 1957), Train de nuit (Pociąg, 1959) et Mère Jeanne des anges (Matka Joanna od aniołów, 1961), alors que Wojciech Has (1925-2000), le seul réalisateur polonais de l'époque à ne pas avoir sa carte au Parti communiste, travaille des sujets nettement plus individualistes qui frappent, pour certains, par leur mélancolie : Le Nœud coulant (Pętla, 1957), Les Adieux (Pożegnania, 1958), Chambre commune (1960). Adieu jeunesse (1961), L'Or de mes rêves (1961), L'Art d'être aimée (Jak być kochaną, 1963) et Les Chiffres (1966)
Parmi d'autres films notables de l'école polonaise, il convient de citer : Le Dernier Jour de l'été (Ostatni dzień lata, 1958) de Tadeusz Konwicki, Crépuscule d’hiver (Zimowy zmierzch, 1956) de Stanisław Lenartowicz, Dépôt des hommes morts (Baza ludzi umarłych, 1958) de Czesław Petelski d'après Marek Hłasko, Certificat de naissance (Świadectwo urodzenia, 1961) de Stanisław Różewicz et Attentat (Zamach, 1959) de Jerzy Passendorfer.
C'est également la période des premiers films de Kazimierz Kutz (1929-2018) : Croix de guerre (Krzyż walecznych, 1959), Personne n'appelle (Nikt nie woła, 1960) et Panique dans un train (Ludzie z pociągu, 1961) qui le placent parmi les grands espoirs de la première génération d'après guerre.
Au début des années 1960, l'École de cinéma polonaise est liquidée à la suite de la résolution du Secrétariat du Comité central du PZPR de 1960. Les films de cette tendance artistique sont jugés incompatibles avec la ligne du parti communiste et font l'objet d'une évaluation négative. Cependant, son influence artistique est encore très palpable jusqu'au milieux de le décennie.
Loi du 16 février 1961 place la cinématographie sous la tutelle du Ministère de la Culture et de l’Art et ce dernier devient responsable de son sort. Si l'Office Central du Cinéma intervient dans les œuvres achevées, le Ministre a le pouvoir d’arrêter le tournage ou la postproduction d’un film.

À cette même époque, non sans arrière-pensées idéologiques, l'industrie polonaise produit également des films historiques à grand spectacle illustrant des chefs-d'œuvre de la littérature polonaise : Les Chevaliers teutoniques (Krzyżacy, 1961) d'Aleksander Ford d'après le roman de Henryk Sienkiewicz, Le Pharaon (Faraon, 1966) de Jerzy Kawalerowicz d’après le roman éponyme de Bolesław Prus, Cendres (Popioły, 1965) d'Andrzej Wajda d'après le roman de Stefan Żeromski, Le Manuscrit trouvé à Saragosse (Rękopis znaleziony w Saragossie, 1965) mis en scène par Wojciech Has d’après le roman de Jan Potocki et enfin Le Colonel Wołodyjowski (Pan Wołodyjowski, 1969) d'après Henryk Sienkiewicz de Jerzy Hoffman. 

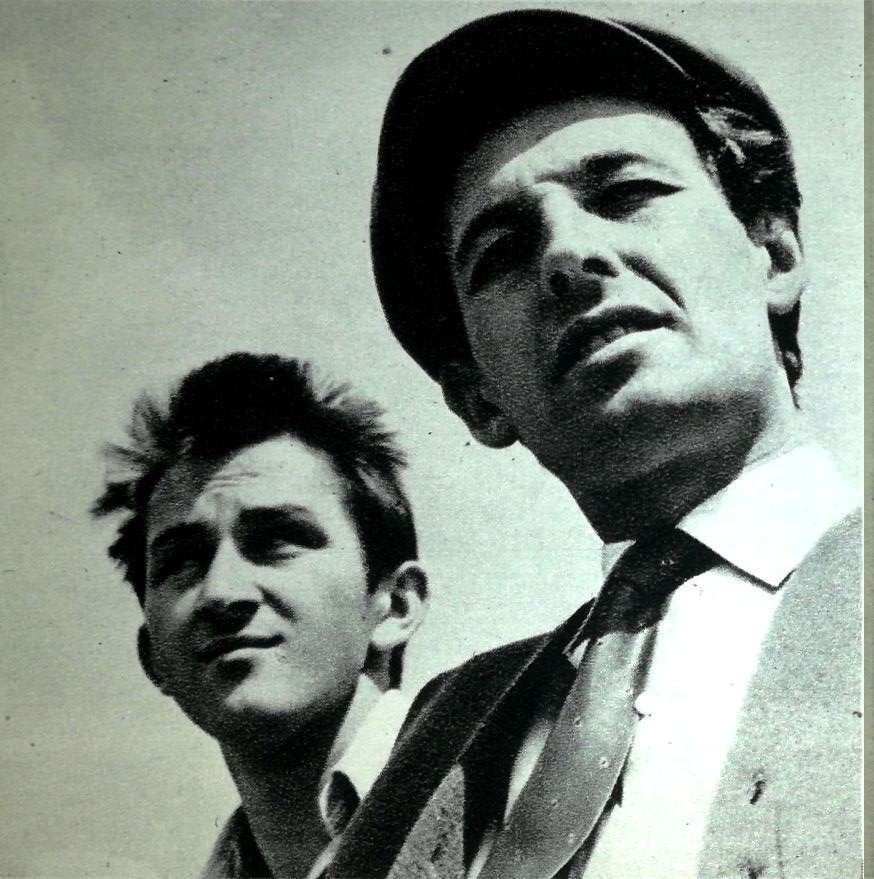
Kazimierz Kutz et Andrzej Wajda
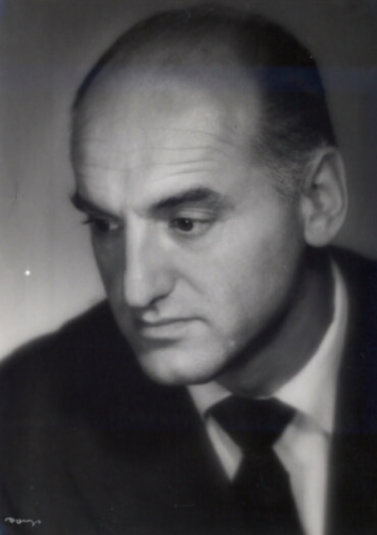
Jerzy Kawalerowicz
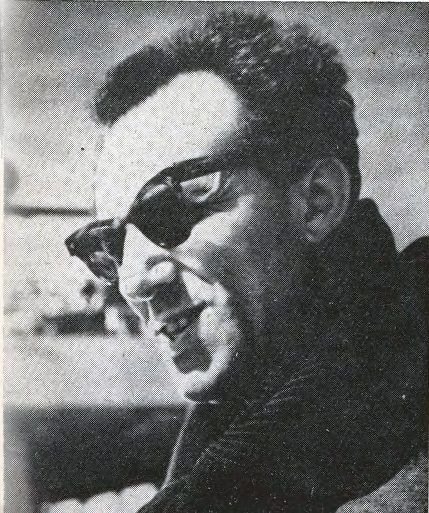
Andrzej Munk
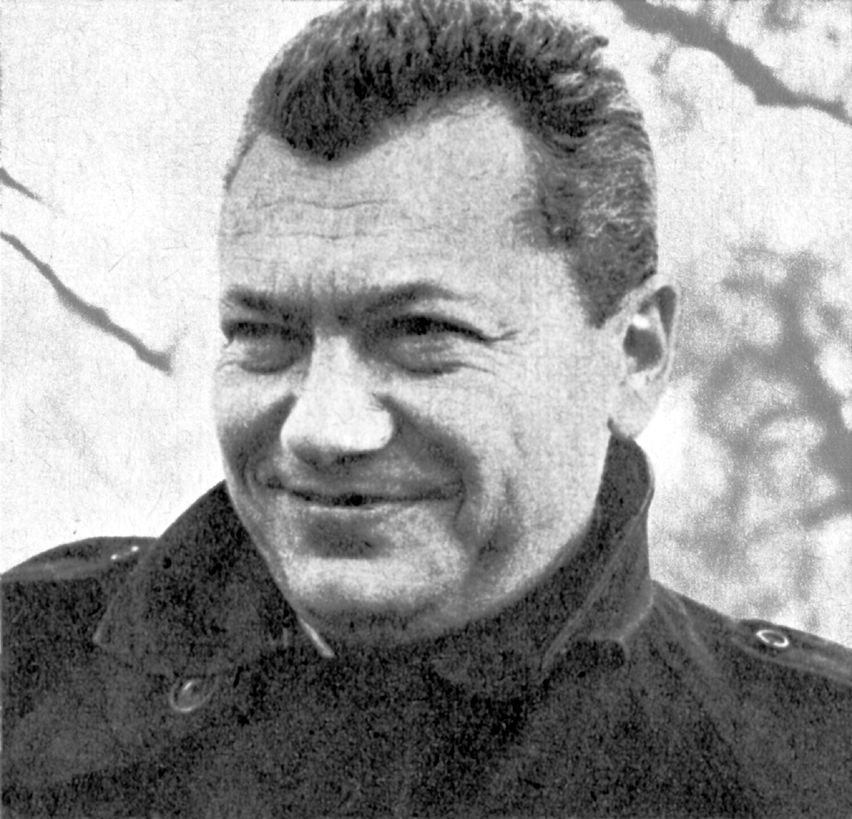
Wojciech Has
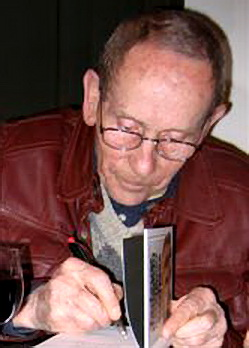
Tadeusz Konwicki
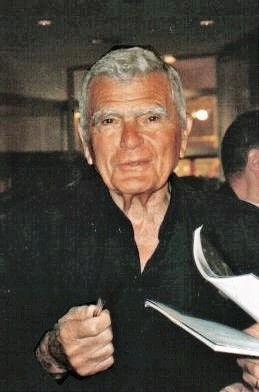
Janusz Morgenstern
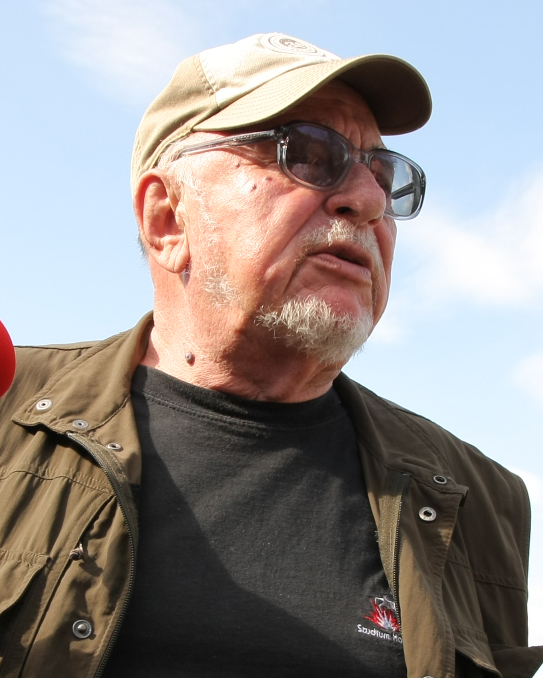
Jerzy Hoffman

#### La «nouvelle vague» polonaise des années 1960
Les années 1960 voient débuter des jeunes cinéastes de l’École de Łódź qui se tournent vers des sujets plus contemporains. Les jeunes réalisateurs transgressent les règles de la mise en scène traditionnelle et abordent des sujets contemporains avec une lucidité corrosive.
Roman Polanski (né en 1933) en cinq ans d'études réalise pas moins de huit courts-métrages. Un de ses films aux accents surréalistes où se distille un fort sentiment d'absurde, Deux hommes et une armoire, gagne la médaille de bronze à l'Exposition universelle de Bruxelles en 1958. Son premier long-métrage sera Le Couteau dans l’eau (1962), un thriller qui suit pendant vingt-quatre heures un couple bourgeois et un jeune homme sur un voilier, remporte le Prix de la critique à la Mostra de Venise, est sélectionné au Festival de New York et atterrit, honneur exceptionnel pour un premier film, en couverture de Time Magazine. Mais le film n'est pas du goût du parti communiste polonais et Polanski quitte la Pologne pour la France.
Le premier long-métrage de Jerzy Skolimowski (né en 1938) avec Signe particulier : néant (1964), film semi-autobiographique qui est l'assemblage des courts-métrages réalisés à l'école, est sélectionné lui aussi au Festival de New York en 1965. L'accueil de ce film et des suivants Walkower (1965) et La Barrière (Bariera, 1966) n'est pas tendre en Pologne et la censure finit par s'abattre sur Haut les mains (1967), jugé trop critique envers le régime et interdit de diffusion. Il ne sortira en salles qu'à la brève parenthèse de Solidarność en 1981. Dans ce film, des anciens élèves en médecine se réunissent à bord d’un train et rejouent certains épisodes des Jeunesses Communistes Polonaises et évoquent avec un humour distancé l’époque de la terreur stalinienne. Comme Roman Polanski avant lui, Jerzy Skolimowski part à l'étranger.

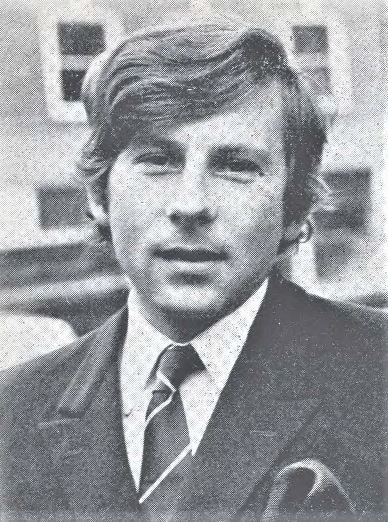
Roman Polanski
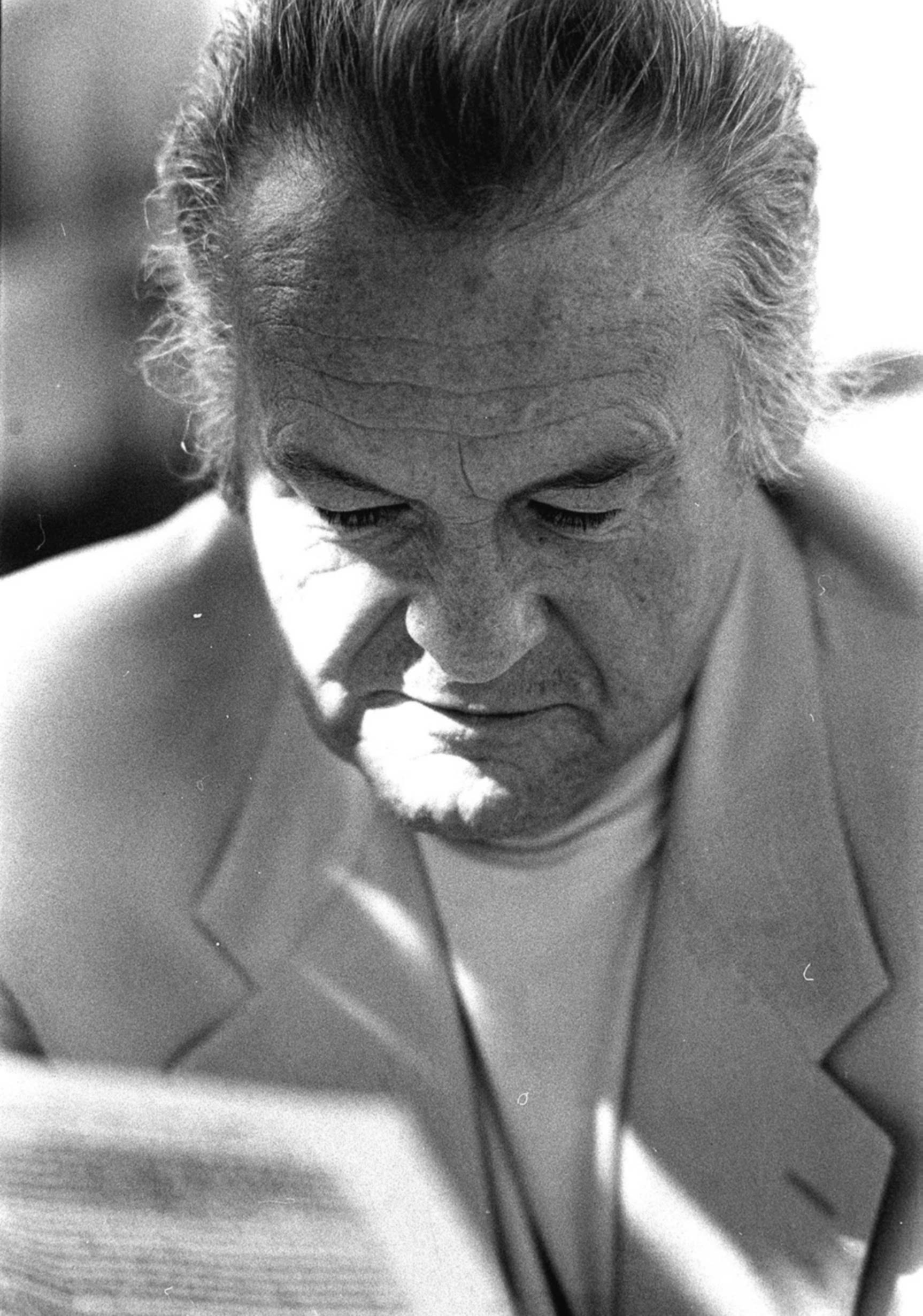
Jerzy Skolimowski

#### Durcissement du régime et la crise 1968
Dans les années 1963-1967, les attaques accrues à l'encontre des dirigeants des ensembles filmiques et contre l'École polonaise du cinéma, comme étant trop critique envers la société polonaise, voire anti-polonaise, la réduction de la liberté de création et le discrédit jeté sur les réalisations de l'industrie cinématographique entraînent une chute de près de moitié de la production des films. Manque d'investissement dans les infrastructures, manque d'équipement et de pellicule et la réduction du nombre de premiers films plongent la cinématographie polonaise dans une crise. À ces inquiétudes s'ajoute le durcissement du régime, pour lequel les promesses d'octobre 1956 n'étaient qu'un recul tactique. Après les espoirs, une chape de plomb s'abat sur la Pologne. Les jeunes espoirs du cinéma polonais : Walerian Borowczyk, Roman Polanski et Jerzy Skolimowski quittent le pays. Les repressions contre l'intelligentsia, le renforcement de la censure et, après la Guerre des Six Jours qui oppose Israël aux alliés arabes de l'URSS, des attaques contre la "Ve colonne sioniste", engendrent une révolte de la jeunesse étudiante polonaise qui organise des meetings, des manifestations et des grèves avec occupation des locaux dans les universités et les écoles supérieures. Cette rébellion de mars 1968 est brutalement réprimée. Les étudiants de l'École de cinéma de Łódź participent aux événements et le manque de condamnation de la part du cadre enseignant fournit au pouvoir un excellent prétexte pour se débarrasser des cinéastes devenus gênants et prendre le contrôle de l'école. Jerzy Toeplitz (alors directeur de l’École de Łódź) Aleksander Ford (fondateur de la cinématographie polonaise en 1945 et directeur de Film Polski jusqu’en 1948), des opérateurs Władysław Forbert, Jerzy Lipman et Kurt Weber ou encore de la cheffe des Chroniques polonaises du cinéma Helena Lemańska , pour n'évoquer que des noms plus emblématiques, sont poussés à démissionner et à l'exil.
Les changements, en particulier les départs des professeurs, affectent sérieusement l'école de Łódź où s'exerce désormais une censure interne, en vigueur jusqu'aux années 1980. On « réforme » le secteur du cinéma dont seuls deux ensembles filmiques sont conservés : Tor et Iluzjon. Les jeunes réalisateurs sont bloqués, la distribution de certains films aussi. Le niveau de la production ne s'améliore pas. Les sujets juifs disparaissent du cinéma polonais jusqu'à Austeria réalisé d'après le roman de Julian Stryjkowski par Jerzy Kawalerowicz en 1982. La réforme du secteur transforme l'Office Central du Cinéma en Direction Générale de la Cinématographie (NZK, Naczelny Zarząd Kinematografii) qui est désormais seule à pouvoir autoriser la production d'un film sur la base d’un synopsis, de l’intention du réalisateur et d’une présentation du projet par la direction de l'ensemble de la production. La même direction accorde un visa d’exploitation du film, une fois le montage terminé.
Cette fin morose des années 1960 voit tout de même quelques films notables.
En 1969, Andrzej Wajda abandonne un moment la veine historique pour donner, avec Tout est à vendre, inspiré de la mort accidentelle de l’acteur Zbigniew Cybulski, une vision satirique et absurde du milieu du cinéma en Pologne. La chasse aux mouches (1969) d'après le roman éponyme de Janusz Głowacki est une comédie de mœurs, malicieuse et amère qui raconte une brève aventure d'un homme, prisonnier de son milieu familial, et d'une étudiante, amoureuse et mythomane. C'est également une satire de certains milieux intellectuels du pays. Paysage après la bataille (1970) d'après la nouvelle de Tadeusz Borowski renoue avec la réflexion historique du réalisateur. C'est une histoire d'un jeune poète polonais et d'une jeune femme juive qui tentent de réapprendre à vivre après leur libération camps de concentration.
Après avoir réalisé plusieurs courts métrages remarqués dès la fin des années 1950, Krzysztof Zanussi (né en 1939) réalise son premier long métrage, La structure de cristal (1968), salué par la critique internationale et primés dans de nombreux festivals. Modeste, tourné en noir et blanc, il oppose deux hommes : un actif qui pense qu'il faut se salir les mains si l'on veut avoir de l'influence sur la société et un contemplatif qui croit que l'on peut garder son honnêteté, sa pureté, et obtenir un résultat analogue.
Wojciech Solarz (né en 1934) réalise le Môle (1968) dans lequel il s'interroge sur l'avenir d'un homme de quarante ans dans son pays. Le vide et l'ennui sécrétés par une expérience ratée baignent un univers où les hommes cherchent désespérément à être eux-mêmes.
Happening burlesque, La Croisière (1970) de Marek Piwowski (né en 1935) est une satire sans concession de l'ensemble du système communiste. Tourné dans un style quasi-documentaire, avec seulement trois acteurs professionnels, le film réunit diverses personnes ayant répondu à l’annonce parue dans un quotidien populaire pour participer à une « croisière pour nulle part ».
Le premier film de Witold Leszczyński (1933-2007) tourné en 1968, Les Jours de Mathieu, remporte le Grand Prix de la jeune section du Festival du Film de Cannes. Il se démarque des autres productions polonaises de l'époque par sa naïveté stylisée et par son sujet à la frontière du conte et du songe.

#### Les années 1970
Ce sont les révoltes ouvrières de décembre 70 qui ouvrent une nouvelle ère en politique -et avec elle culturelle - en obligeant Władysław Gomułka à céder sa place à la tête du parti à Edward Gierek. Ce dernier entame la politique d’ouverture modérée des frontières vers l’Ouest et, en 1971, emprunte 24 milliards de dollars américains pour reformer et relancer l'économie. La situation du cinéma polonais s'améliore enfin en 1972. Les structures filmiques de 1969 et dirigés par les apparatchiks sont suspendues et à leur place on crée de nouveaux ensembles dirigés par des cinéastes, dont le Studio "X" (en) avec Andrzej Wajda comme directeur artistique.
En 1972 débute Andrzej Żuławski (1940-2017). Son premier film, La Troisième partie de la nuit, est une impression surréaliste et macabre sur le traumatisme de la guerre et l'effondrement de la psyché humaine qui s'ensuit. La fiction se mélange avec la réalité, des fils autobiographiques avec des symboles. Sortie la même année, le film Na wylot, de Grzegorz Królikiewicz (1939-2017) appartient au cinéma expérimental. En noir et blanc, monté d'une manière agressive et à la limite du para-document et la fresque morbide, c'est une étude du crime commis par un couple, à la fois dérangeante et fascinante. En 1972 sort également un excellent drame social Il faut tuer cet amour de Janusz Morgenstern (1922-2011). C'est une histoire, pleine de rebondissements dramatiques et profondément humaine, de l'amour d'un jeune couple qui tente une vie ensemble. En 1973, Zanussi signe son premier chef-d’œuvre Illumination dans lequel ce diplômé de physique et de philosophie s'intéresse à la science, dans le rapport de ses progrès au bien, au mal, et à l'existence de Dieu. Janusz Majewski (né en 1931) réalise en 1975 l'un de ses meilleurs film. Zaklęte rewiry d'après le roman éponyme de Tadeusz Kurtyka sur un jeune provincial embauché dans les années 1930 dans un restaurant renommé comprend que pour s'élever dans la hiérarchie il devra sacrifier sa dignité.
Kazimierz Kutz (1929-2016) signe un triptyque silésien, synthèse de plus d'un demi-siècle d'histoire de la Haute-Silésie et de son peuple, de ses aspirations, de sa culture, de son caractère : Le Sel de la terre noire (1970), La Perle de la couronne (1972), Les Grains du rosaire (1980).
Précurseur du cinéma d'auteur depuis son début avec Le Dernier Jour de l'été (1958) produit avec des moyens dérisoires (une caméra et deux acteurs, une femme et un homme, sur une plage) et primé au festival de Venise, Tadeusz Konwicki (1926-2015) continue à déchiffrer les expériences du passé avec la pudeur tranquille d'un regard en quête d’espoir dans et Salto (1965) et Si loin, si près d'ici (1972). Le cinéma de Konwicki se distingue par son approche intimiste, spirituelle, dans laquelle l'expérience de la guerre agit comme une force aliénante et destructrice qui hante et rend ses victimes incapables de commencer une vie nouvelle.
Alors que la jeune génération s'essaie aux drames psychologiques contemporains, leurs aînés renouent, avec beaucoup de succès critique et populaire, avec la tradition historique et littéraire polonaise. Wojciech Has réalise La Poupée (1968) d'après Bolesław Prus et La Clepsydre (1973) d'après Bruno Schulz pour lequel il reçoit le prix du jury à Cannes. Portée par une mise en scène subtilement maniérée, La Clepsydre, est considéré comme le chef-d'œuvre de ce réalisateur et fait figure de prototype de l'étrange cinématographique.
Jan Rybkowski (1912-1987) adapte Paysans de Władysław Reymont (Chłopi, 1973), Walerian Borowczyk (1923-2003) réalise L'Histoire du péché (Dzieje grzechu, 1975) d'après Stefan Żeromski.
En 1970, Andrzej Wajda adapte Le Bois de bouleaux de Jarosław Iwaszkiewicz, puis il s'attaque aux monuments de la littérature polonaise : Les Noces (1973) de Stanisław Wyspiański, puis à La Terre promise (1975) de Władysław Reymont et Ligne d'ombre (1976) de Joseph Conrad. Son adaptation passionnée du grand fresque de Reymont sur la naissance du capitalisme et de la ville de Łódź impressionne par sa maîtrise formelle mélangeant un panorama de toutes les couches de la société multiculturelle avide de succès avec des portraits psychologiques fins et complexes et des intrigues financières. Dans ce monde fait des injustices, l'amour n'a plus de place.
En 1974, Jerzy Hoffman adapte avec verve et un grand souffle épique un deuxième opus de la trylogie de Henryk Sienkiewicz Plus fort que la tempête, tandis que Jerzy Antczak (né en 1929) tourne Nuits et Jours (1975) adapté du roman éponyme de Maria Dąbrowska.
La Terre de la grande promesse, Plus fort que la tempête et Nuits et Jours obtiennent des nominations pour l'Oscar du meilleur film en langue étrangère 

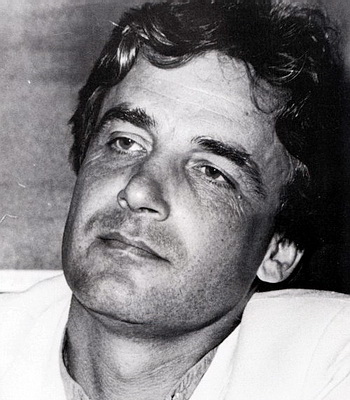
Andrzej Żuławski
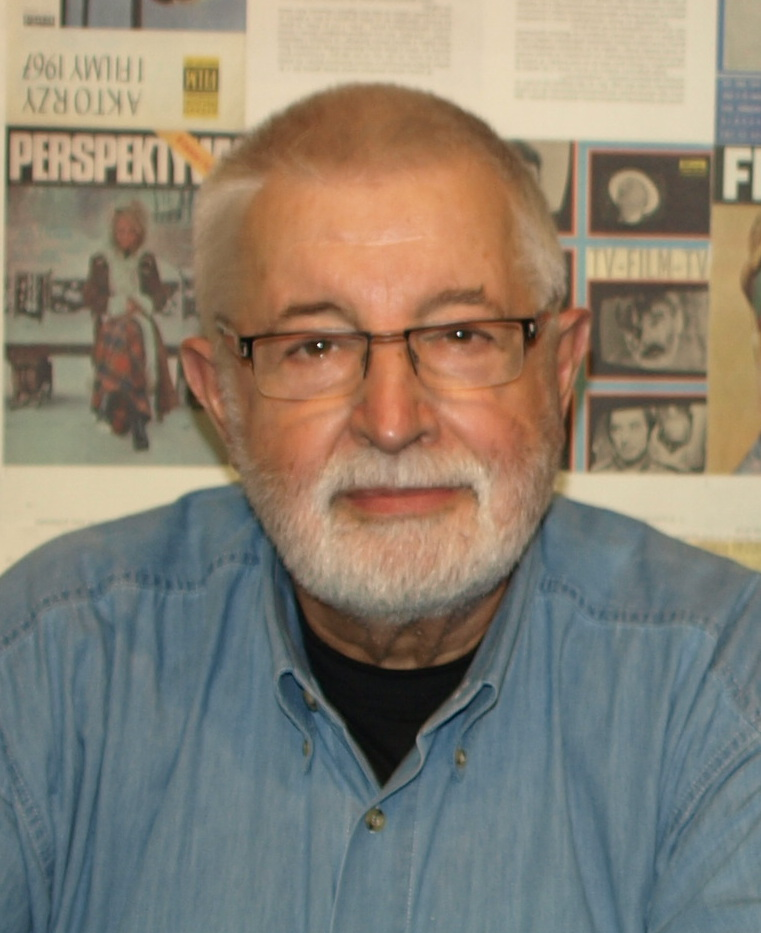
Janusz Majewski
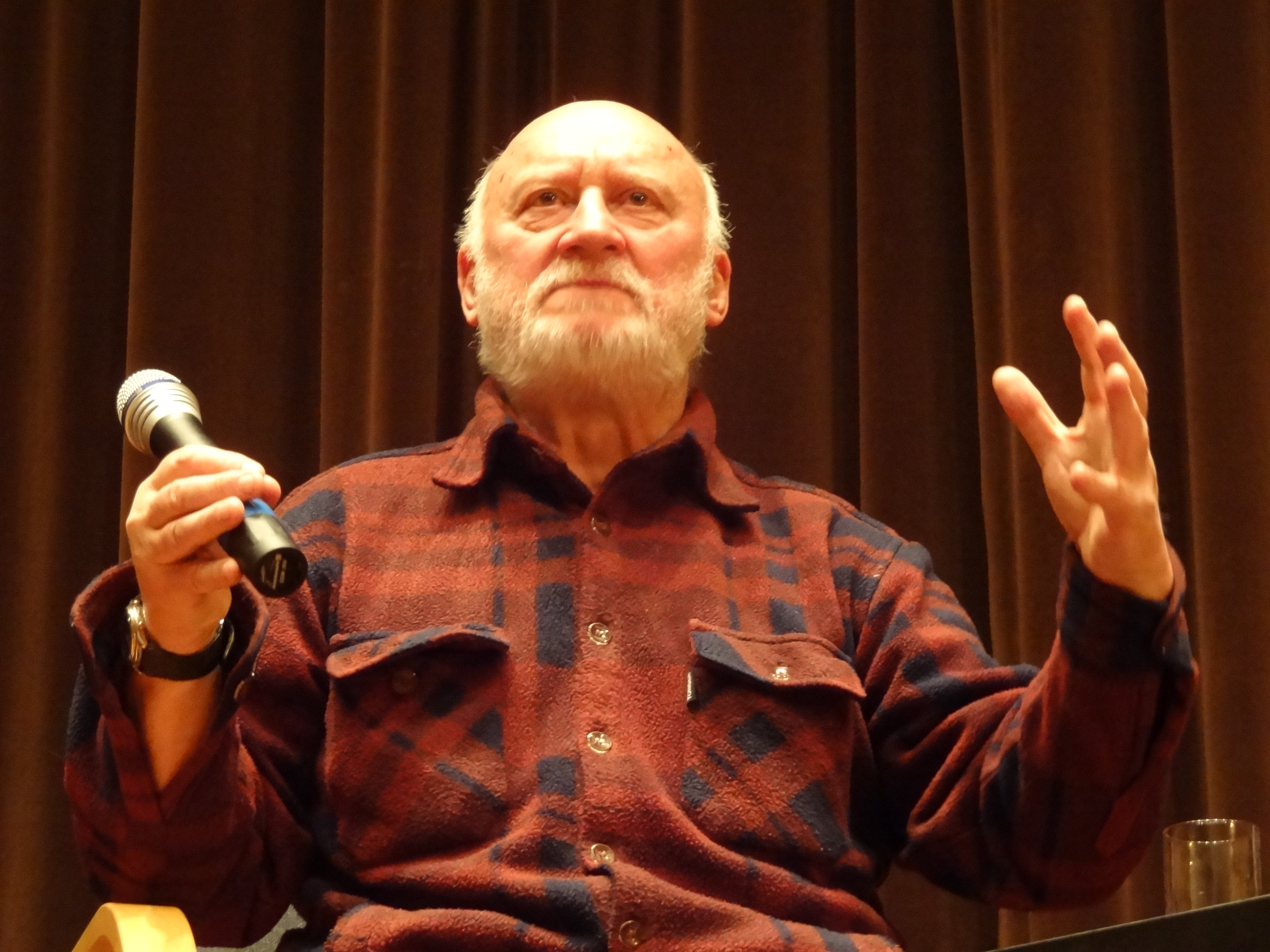
Grzegorz Królikiewicz
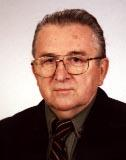
Kazimierz Kutz

#### 1976-1981 - Cinéma de l’inquiétude morale
En 1975, le contexte politique change de nouveau. Le pays fait face à une nouvelle crise économique qui engendre une crise sociale. Après les grèves de 1976, les intellectuels fondent KOR (Comité de défense des ouvriers) qui marque le début du dialogue entre les ouvriers et les intellectuels pour préparer un mouvement national d’opposition. Ainsi, les années 1976-1981 voient éclore un cinéma de l'inquiétude morale abordant de face les problèmes existentiels et philosophiques les plus importants. Les cinéastes cherchent à décrire la réalité socialiste polonaise et son malaise, avançant parfois sur le fil du rasoir, usant de diplomatie pour céder le moins possible aux pressions de la censure. C’est qu’à la critique sociale, ils ajoutent la recherche de valeurs, souvent à l’encontre du cinéma de la réalité. Les personnages principaux de leurs films sont montrés comme malades, souvent atteints de troubles identitaires ou torturés par des questions éthiques.
L'année 1978 est particulièrement importante pour les Polonais. Elle voit la création du premier mouvement syndical illégal Solidarność et l'élection de Karol Wojtyła comme pape Jean-Paul II. En août 1980, Solidarność et le Parti signe des accords à Gdansk et le cinéma polonais vit un extraordinaire moment de la liberté d’expression où les réalités de l’écran reflètent les aspirations démocratiques du peuple polonais, mais aussi la réalisation individuelle des auteurs.
C'est Andrzej Wajda qui courageusement ouvre la brèche avec L'Homme de marbre (1976), suivi après par L'Homme de fer (1981). Ce dernier obtient la Palme d'or au Festival de Cannes 1981 et une nomination à l'Oscar du meilleur film étranger en 54e cérémonie des Oscars.
En 1976, Krzysztof Kieślowski délaisse le documentaire et met en scène son premier long-métrage de fiction - Le Personnel (Personel, 1976). Suivent La Cicatrice (Blizna, 1976) La Paix, Le Profane (Amator, 1979). Ce dernier film, une parabole sur le destin d'un cinéaste amateur face au conformisme social et politique, lui conquiert une réputation internationale.
Consacré philosophe du grand écran préoccupé par les questions d'ordre moral et métaphysique, Krzysztof Zanussi réalise Le Camouflage (Barwy ochronne, 1977), La Spirale (Spirala, 1978), La Constante (Constans, 1980), Le Contrat (Kontrakt, 1980). Tous ces films sont une variante de l'interrogation sur la morale, sur la mort comme point de repère de la vie, sur la connaissance, sur la relation nature-culture, sur le progrès de l’intelligence, beaucoup plus rapide que celui de la conscience.
C'est également l'époque du premier film d'Agnieszka Holland. Ses Acteurs provinciaux (1979), remportent le Prix de la Critique internationale au Festival de Cannes en 1980. Son deuxième film, Fièvre, présenté au 31e Festival international du film de Berlin apporte à Barbara Grabowska l'Ours d'argent de la meilleure actrice.
Feliks Falk débute avec Le Meneur de jeu (Wodzirej, 1978) et Chance (Szansa, 1979).
D'autres films notables de cette époque sont : Chambre avec vue sur la mer (Pokój z widokiem na morze, 1977), Impasse (Klincz, 1979) de Piotr Andrejew, Sans amour (Bez miłości, 1980) de Barbara Sass, Papillon de nuit (Ćma, 1980) de Tomasz Zygadło, La Pendulette (Wahadełko, 1981) et (Aria dla atlety, 1979) de Filip Bajon et Questions d'enfant (Dziecinne pytania, 1981) de Janusz Zaorski et L’hôpital de la transfiguration (Szpital Przemienienia, 1978) d’Edward Zebrowski d'après Stanisław Lem et La Leçon de la langue morte (Lekcja martwego języka, 1979) de Janusz Majewski, Kung-fu (1976) de Janusz Kijowski, Golem (1979) de Piotr Szulkin, Wśród nocnej ciszy (1978) de Tadeusz Chmielewski.
Les Frissons (Dreszcze, 1975) de Wojciech Marczewski qui montre comment on fabrique des petits socialistes dans les camps de vacances pour enfants des années 1950, présenté au grand public le 23 novembre 1981 est retiré des écrans le mois suivant à la suite du coup d'état du général Jaruzelski. Toutefois, le film continue sa vie à l'étranger et remporte le Grand prix du jury et le prix FIPRESCI à la Berlinale 1982. 

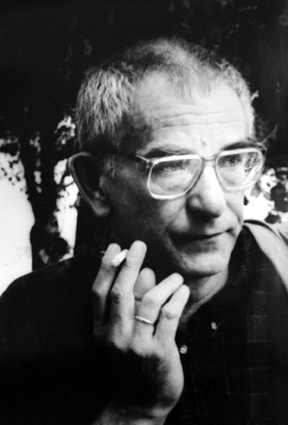
Krzysztof Kieślowski
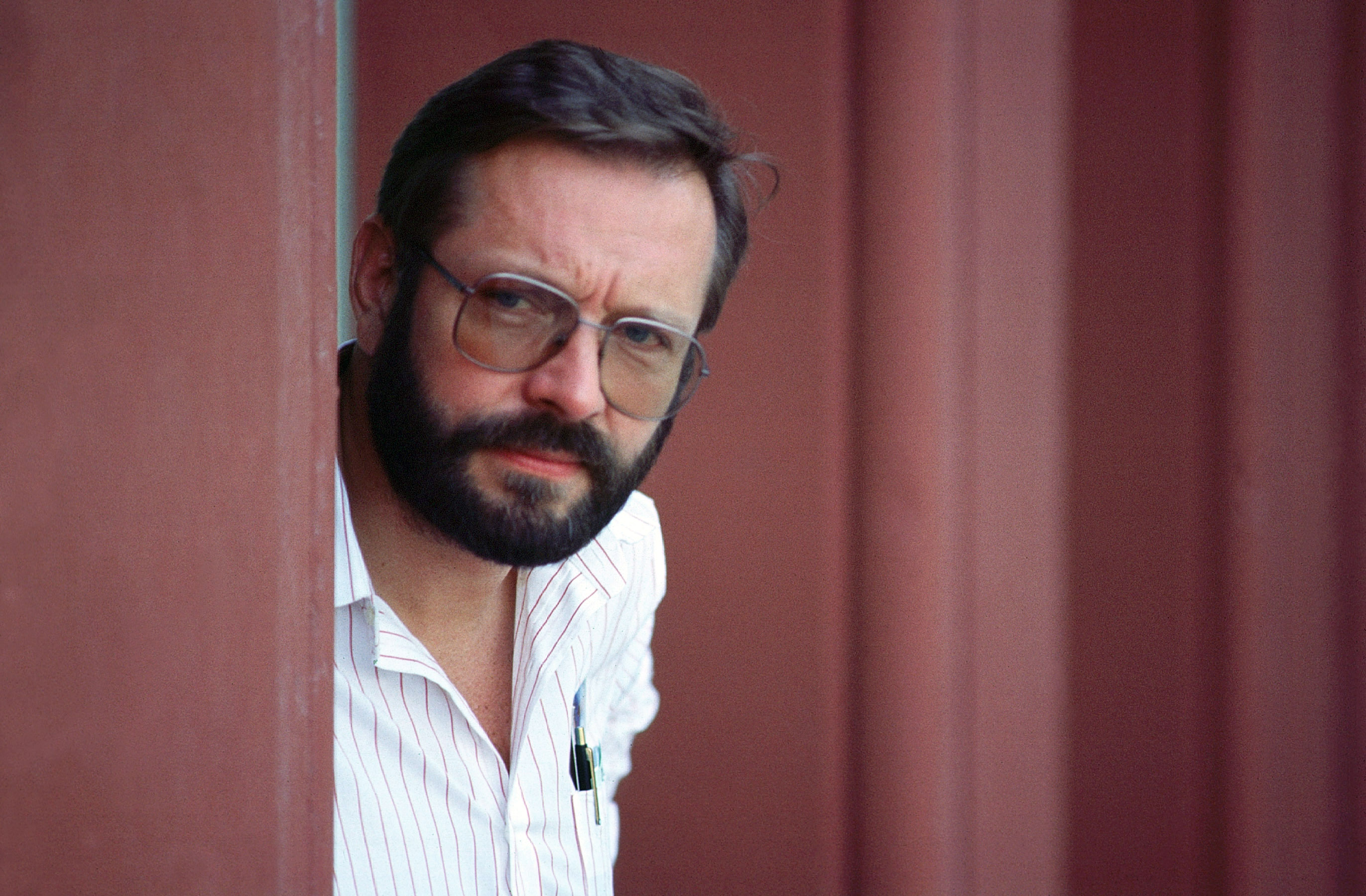
Krzysztof Zanussi
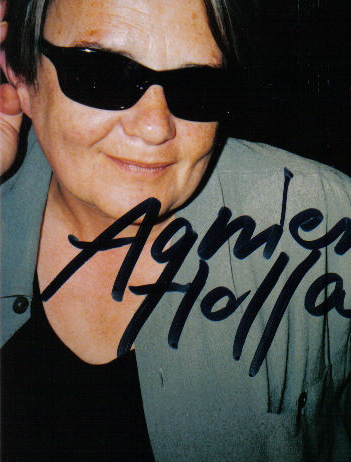
Agnieszka Holland
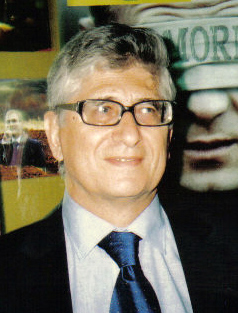
Feliks Falk
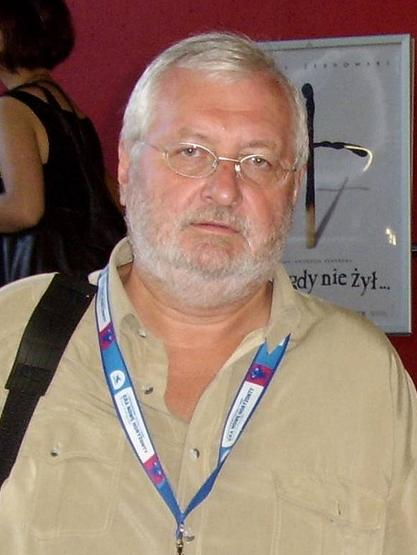
Janusz Zaorski
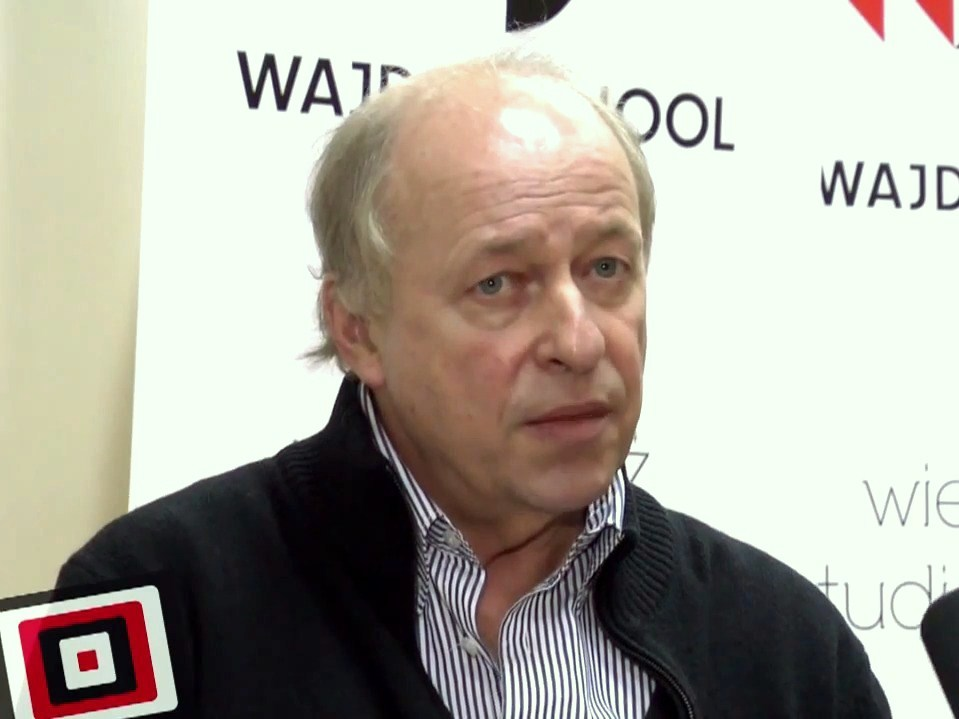
Wojciech Marczewski

#### 1981-1989 - La loi martiale
Le 13 décembre 1981, le général Jaruzelski impose la loi martiale, qui introduit des restrictions de libertés considérables et le couvre-feu. La Pologne de Solidarność voit ses espoirs de liberté anéantis. Le syndicat est mis hors la loi et la nouvelle politique culturelle mise en place étouffe brutalement le peu de liberté d'expression que les cinéastes polonais avaient réussi à arracher au système. Des films subissent une censure renforcée et certains films tournés pendant les années 1980-1981, c’est-à-dire au moment où la censure est obligée d’assouplir ses critères d’évaluation politique sous la pression d’une société révoltée, sont interdits de diffusion et marqués du sceau de "film-étagère", c’est-à-dire interdit de diffusion. C'est notamment le cas de : Le Hasard (Przypadek, 1981) de Krzysztof Kieślowski, Une femme seule (Kobieta Samotna, 1981) d'Agnieszka Holland, La Mère des Rois (Matka Królów, 1982) de Janusz Zaorski, L'Interrogatoire (Przesłuchanie, 1982) de Ryszard Bugajski, Fleuve fidèle (Wierna rzeka, 1983) de Tadeusz Chmielewski. Ce dernier, bien qu'adapté d'un roman de Stefan Żeromski étudié à l'école, ne sera diffusé qu’en 1987 puisqu'il met en effet en scène l’insurrection polonaise de janvier 1863 contre les Russes. Tous ces films, à l'exception de L'Interrogatoire interdit jusqu'en 1989, sont finalement présentés au public en 1987.
L'Association des cinéastes polonais (SFP) est suspendue. Le studio « X » de Wajda est obligé de se dissoudre. La crise économique plonge la Pologne des années 1980 dans l'incertitude et le doute.
Cependant des arrestations et la dissolution de Solidarność, en octobre 1982, ne réussiront pas à écraser la contestation qui se poursuivra sous différentes formes au cours des années 1980.
Les cinéastes Wojciech Marczewski, Krzysztof Kieślowski ou Edward Zebrowski se taisent. D’autres, comme Andrzej Wajda (Danton et Un amour en Allemagne en 1983 ) ou Krzysztof Zanussi, réalisent leurs films à l’étranger (Venu d’un pays lointain, 1981, L'Impératif, 1982 et L’Année du soleil calme, 1983 qui remporte le Lion d'or du Festival de Venise 1984. Paradoxalement, l’interdiction de la diffusion des films critiques envers l’État-Parti communiste est compensée par l’ouverture du marché polonais aux comédies, aux films fantastiques et aux films de gangsters américains.
L’abolition de l’état de guerre le 22 juillet 1983 donne un nouvel espoir à certains cinéastes polonais. Stanisław Różewicz tourne Femme au chapeau (1985) Feliks Falk Héros de l'année (1986), Andrzej Wajda Chronique des événements amoureux (1985) et Filip Bajon Magnat (1986).
Le cinéma populaire américain qui fait alors son entrée en Pologne inspire une nouvelle tendance : des comédies marquées érotiquement comme Och Carol (1985) et Kogel-mogel (1988) de Roman Załuski ou encore Le Train pour Hollywood (1987) de Radosław Piwowarski, 
En juillet 1987, le Parlement abolit le monopole d'État dans la production cinématographique. Cependant il n'existe alors qu'une seule entreprise non étatique, le groupe ITI, créée en 1984 par Jan Wejchert et Mariusz Walter et autorisée à produire des films d'information et de publicité. ITI produit alors des films de promotion pour le compte du ministère des Affaires étrangères, mais ses revenus proviennent principalement de l'importation d'équipements électroniques et de la distribution de films VHS. La production de longs métrages continue d'être assurée par huit ensembles filmiques, financés par l'État et gérés par des réalisateurs de renom : Janusz Morgenstern (Perspektywa), Jerzy Kawalerowicz (Kadr), Jerzy Hoffman (Zodiak), Juliusza Machulski (Zebra), Krzysztof Zanussi (Tor), Filip Bajon (Dom), Tadeusz Chmielewski (Oko) et Bohdan Poręba (Profil). Le budget attribué à chaque entité est garanti et déconnecté du succès en salle de ses productions.
Les films "mis sur l'étagère" en 1981 sont autorisés de distribution.

L'année 1987 voit également le premier film de Waldemar Krzystek (né en 1953) En sursis dont l'action se déroule au lendemain de la guerre à Legnica, ancienne ville allemande. Un ancien résistant, membre de l'Armia Krajowa, est recherché par les Services de sécurité communistes et il est obligé de se cacher chez une femme qu'il a connue pendant la guerre. Le deuxième film de Krzystek, Dernier ferry (1989), est le premier film important sur la période de la loi martiale dans lequel, en utilisant habilement les conventions du cinéma d'action, le réalisateur crée un portrait collectif des Polonais au moment de l'épreuve historique. 

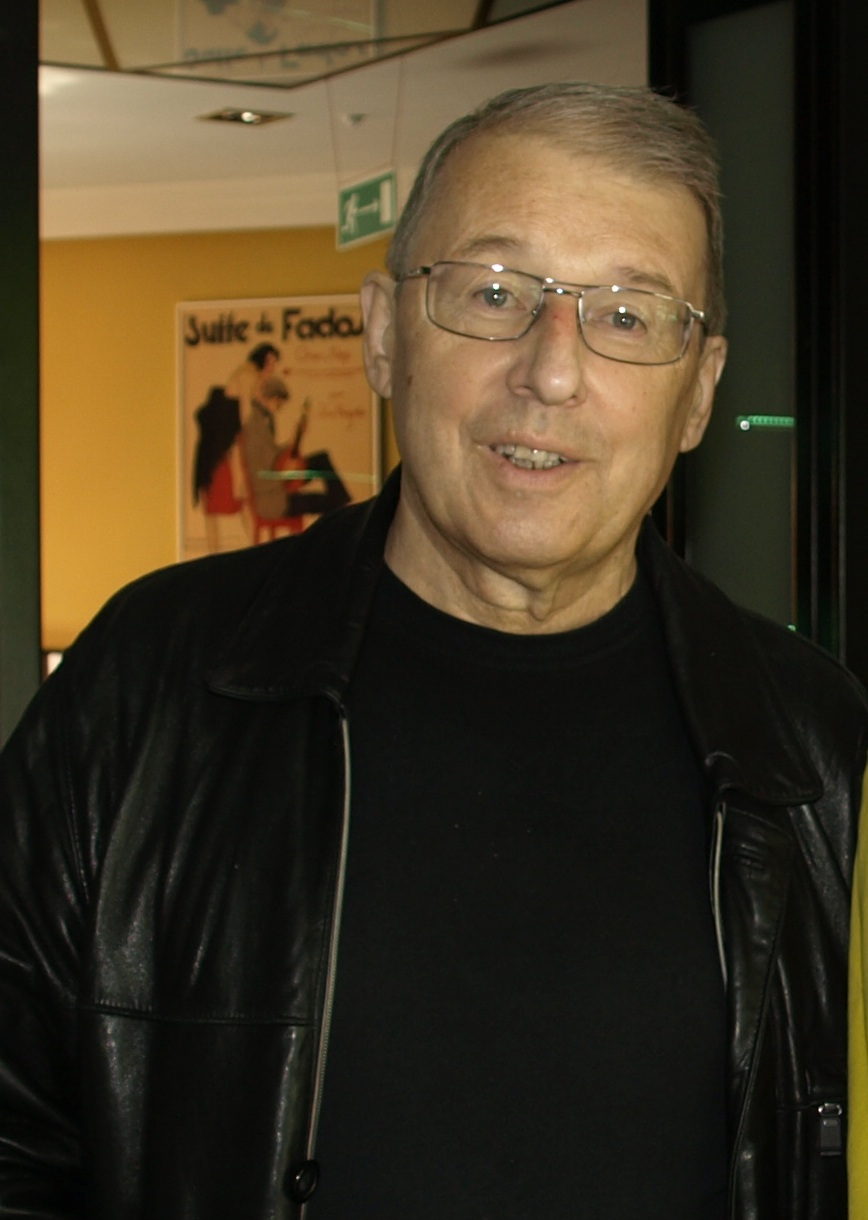
Ryszard Bugajski
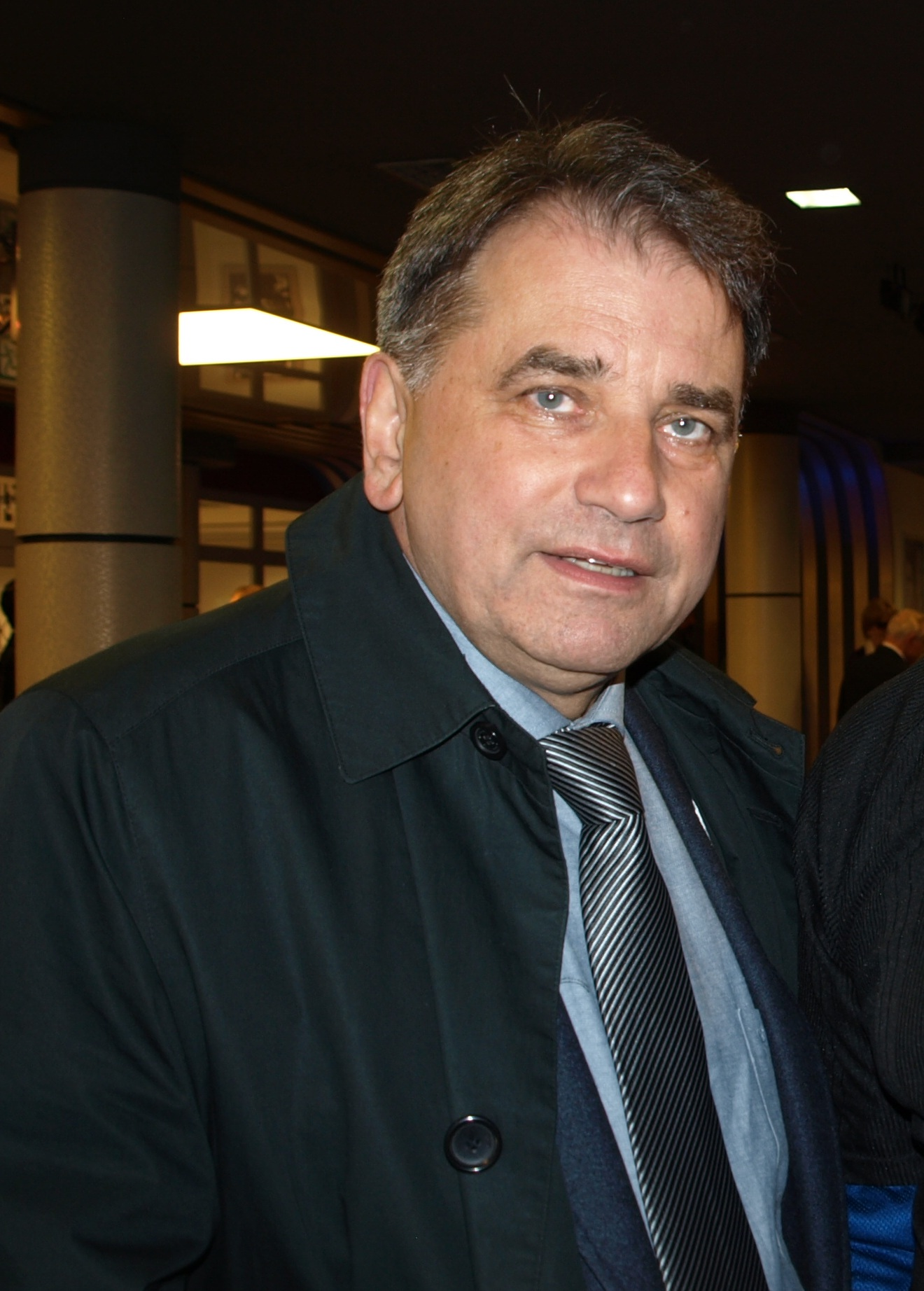
Waldemar Krzystek

### Le cinéma polonais depuis la chute du communisme en 1989
Depuis la fin de l'ère soviétique, le cinéma polonais n'est plus soumis à la censure. Cependant, avec le retour à la liberté après la chute du communisme, la cinématographie d'État cesse d'exister et le cinéma s'enfonce dans la crise structurelle. L'ajustement à la nouvelle économie de marché est douloureuse et se fait au détriment de jeunes talents. C'est seulement la restructuration du secteur en 2005 et la création l'Institut polonais du film (Polski Instytut Sztuki Filmowej, PISF) qui permettent à la cinématographie polonaise de prendre un nouveau départ. Depuis 2010, de nouveaux réalisateurs et réalisatrices émergent, remportant prix internationaux et succès public dans leur pays.

#### 1990-2005 - La douloureuse transition
Le cinéma polonais est un reflet fidèle de l’ensemble de l’économie polonaise depuis son passage à l’économie de marché. Toujours régi par la loi qui date encore de 1987, le secteur souffre de manque de nouveaux repères et nécessite une restructuration en profondeur. Sur 2 000 salles de cinéma que compte la Pologne dans les années 1980, dans les années 1990 leur nombre diminue de plus de 50 % en ville et de presque 85 % dans les campagnes, et la création de multiplexes n’enraye pas cette érosion. Le Comité du cinéma, créé en 1990 pour financer des projets de films sur le budget du Ministère de la Culture, est démantelé en 2002. Des huit ensembles filmiques de l'État transformés en studios de production, trois déposent rapidement le bilan. Pendant ce temps-là, ce sont des productions hollywoodiennes, la grande nouveauté dans cet ancien pays communiste, qui assurent 85 % des recettes du marché polonais.
L'ancienne génération de cinéastes imprégnés des idéaux du cinéma de l’inquiétude morale et de l'école polonaise, poursuivent les traditions du cinéma d'auteur qui regarde la société d'en haut et secoue les consciences polonaises. Immédiatement après le changement de régime, deux films soulèvent la question de la responsabilité morale du totalitarisme en Pologne : L’Inventaire (Stan posiadania, 1989) de Krzysztof Zanussi (né en 1939) et L’Évasion du cinéma « Liberté » (Ucieczka z kina "Wolność", 1990) de Wojciech Marczewski (né en 1944). Ils mettent en scène des censeurs comme figures symboliques de la décomposition et de la chute du communisme en Pologne .
Après cinquante ans d'absence, des producteurs de cinéma indépendants réapparaissent en Pologne. En 1989, il y en a 10, en 2001, ils sont déjà plus de 400. C'est le développement extraordinaire du marché de la télévision qui permet aux sociétés de production privées d'émerger. Heritage Films fondée en 1991 par Lew Rywin est la plus grande et affiche le plus de succès dans le domaine de la coopération internationale. À titre d'exemple, la société collabore avec Steven Spielberg sur le film primé aux Oscars La Liste de Schindler (1993) et avec Costa-Gavras sur La Petite Apocalypse (1992). Sur le marché polonais, elle est responsable, entre autres, de la production des films de Wajda : L'Anneau de crin (1992), La Semaine sainte (1995) et Pan Tadeusz (1999). En 2002, le festival du film polonais de Gdynia ajoute la sélection une catégorie « Films indépendants ».
La Pologne libre célèbre le retour de l'exil de ses cinéastes.
Agnieszka Holland (né en 1948) tourne encore à l'étranger mais son Complot (1988) sur l'enlèvement et l’assassinat du père Popiełuszko, figure emblématique du mouvement Solidarność, raconte une page brûlante de l'histoire polonaise récente. Son film suivant, Europa Europa (1990) inspiré de l'autobiographie de Salomon Perel, lui vaut un Golden Globe et la nomination pour l'Oscar du meilleur scénario adapté. Jerzy Skolimowski (né en 1938) revient avec une adaptation de Ferdydurke (1991) d'après Witold Gombrowicz.
Andrzej Żuławski (né en 1940) peut enfin terminer sa grosse production Sur le Globe d'argent (1988) interrompue en 1977. À cause de la destruction des décors et des costumes, le réalisateur se contente d'ajouter en voix off, sur des images contemporaines, un texte décrivant les scènes non tournées. Ce n'est qu'en 1996, que ce cinéaste qui a toujours vécu à cheval entre Paris et Varsovie (L'important c'est d'aimer, Possession, La Femme publique, L'Amour braque, La Note bleue) tourne un nouveau film polonais Chamanka (1996), fidèle à son image d'auteur controversé. Lech Majewski (né en 1953) revient en 1999 avec Wojaczek, film sur le poète maudit Rafał Wojaczek, sélectionné dans de nombreux festivals et récompensé par plus de vingt prix. Jerzy Antczak (né en 1929) est de retour avec une adaptation de La Dame aux camélias (1994) puis il réalise Désir d'amour (2002) sur l'amour tumultueux de Frédéric Chopin et George Sand, pour lequel il reçoit un Gold Award for Best Cinematography et un Platinum Award for Best Drama au Houston Film Festival en 2003.
Le premier film d'Andrzej Wajda (né en 1926) après la chute du communisme est Korczak (1990), médecin et pédagogue, auteur des romans jeunesse les plus populaires de Pologne qui refusé d'abandonner les deux cents enfants dont il avait la charge dans le ghetto de Varsovie.
En 2000, La Vie comme maladie mortelle sexuellement transmissible de Krzysztof Zanussi remporte le Grand Prix au Festival international du film de Moscou. En 2002, Le Pianiste, que Roman Polanski (né en 1933) réalise avec le soutien de Canal+ Polska, obtient la Palme d'or du Festival de Cannes.
Malgré ces succès, il est difficile de parler d'un renouveau artistique. La grande majorité des cinéastes qui ont connu la gloire dans les années 1960-1980 ne savent pas s'adapter aux nouvelles réalités et ne changent pas de registre. Faute d'un système de financement viable, les jeunes réalisateurs manquent de soutien et beaucoup se tournent vers la publicité ou les séries télévisées. Krzysztof Kieślowski (1941-1996) est mondialement célébré pour sa suite de dix films Le Décalogue (1988) qu'il tourne pour la télévision publique TVP. La chaîne publique est alors pratiquement le seul endroit qui donne leur chance aux cinéastes débutants, comme Maciej Pieprzyca. Au début des années 2000, elle est l'investisseur no 1 dans la production cinématographique nationale, impliquée dans 70% à 80% des projets. Cependant, la TVP est en difficulté face à une rude concurrence des chaines commerciales et se retire peu à peu du financement du cinéma.
Nombre de réalisateurs partent à la recherche de nouvelles opportunités à l'étranger. Krzysztof Kieślowski part en France où il réalise La Double Vie de Véronique (1991) et la trilogie Trois couleurs : Bleu, Blanc, Rouge (1993-1994), sur la devise de la France : Liberté, Égalité, Fraternité. Ces trois derniers films remportent de nombreuses récompenses (Lion d’or à Venise pour Bleu en 1992, Ours d’argent à Berlin pour Blanc en 1994). Agnieszka Holland part d'abord en France puis à Hollywood.
Le temps des transformations économiques en Pologne est également la période des superproductions nationales, pour la plupart tirées des œuvres fondatrices de la littérature polonaise. En 1999, Andrzej Wajda adapte avec brio l'épopée d'Adam Mickiewicz, Pan Tadeusz : Quand Napoléon traversait le Niémen, puis L'Empoignade (Zemsta, 2002) d'Aleksander Fredro, tandis que Jerzy Hoffman (né en 1933) porte à l'écran Par le feu et par l’épée, le dernier roman de la célèbre trilogie de Henryk Sienkiewicz. Hoffman avait déjà commencé à donner vie à ces héros chers aux Polonais en 1968 avec Messire Wołodyjowski et son succès lui avait permis d’enchaîner avec Plus fort que la tempête (1974). Les deux films ont été une formidable réussite mais tant que la Pologne était un "pays-frère" de l'URSS, il n'était pas envisageable de mettre en chantier Par le fer et par le feu, du fait de son sujet : la révolte des cosaques ukrainiens contre la Couronne polonaise. En 2001, Filip Bajon (né en 1947) adapte L'avant-printemps (2001) de Stefan Żeromski, alors que Jerzy Kawalerowicz (1922) s'attaque au monumental Quo vadis ?, également de Henryk Sienkiewicz. Ce dernier film se solde cependant par un cuisant échec artistique et un gouffre financier.
Mais ce sont les films Kroll (1991), Psy (Chiens, 1992) et Psy 2 (Chiens 2, 1994) de Władysław Pasikowski qui sont les plus emblématiques de cette période. Fortement inspirés par les films d'action et les films de gangsters américains, ces sombres drames policiers décrivent les truands et les bandits à l'aube du capitalisme sauvage qui s'installe alors en Pologne. Ils introduisent également un nouveau style de réalisation et des personnages inédits. Grâce à ses films, l’acteur Bogusław Linda accède au statut de méga star en Pologne. De même, les pastiches de Juliusz Machulski Kiler (1997) Kiler 2 (1999) dans lequel un modeste chauffeur de taxi de Varsovie est confondu avec un dangereux patron de la mafia, remportent un grand succès en salles et consacrent l'étoile de Cezary Pazura.
Les cinéastes qui auscultent cette époque de grands bouleversements, caractérisée par un libéralisme radical sur le plan économique et par une grande violence sociale, sont plus rares. C'est particulièrement le cas de Krzysztof Krauze avec Gry uliczne (1996) et La Dette (1999), La Place du Saint-Sauveur (2005), de Robert Gliński avec Cześć Tereska sorti en 2001, et de Feliks Falk avec L’Huissier (2005). Dans une certaine mesure, Edi (2002) de Piotr Trzaskalski, un des rares mais très beaux premiers films de l'époque, dépeint la misère humaine de certains quartiers et de leurs habitants laissés pour compte.
Inspiré de faits réels, La Dette (1999) de Krzysztof Krauze incarne le mieux le renouveau du cinéma polonais à cette époque. Cette histoire criminelle avec une sérieuse tournure sociologique, met à nu le principal problème de la transformation du système : malgré l’enthousiasme et la foi dans le miracle économique polonais, il est impossible d'améliorer son statut matériel. Le film donne vie à un nouveau type de héros : un homme d'affaires aveuglé par le désir de réussir. Krauze expose l'image naive que se fait toute une génération des 40 ans, principaux bénéficiaires de la transformation après 1989, des bienfaits du libre marché. Son film initie également une vague du cinéma pessimiste, témoignant du désespoir de l'individu ayant perdu tous ses repères et de l'effondrement de l'ethos de l’intelligentsia devenue impuissance face à la nouvelle réalité. Marek Koterski en fera une comédie amère Journée d'un dérangé (2002) où la réalité se confond avec la démence et ceux qui la contestent doivent être fous. Symetrie (2003) de Konrad Niewolski raconte la descente aux enfers de Łukasz, âgé de vingt-six ans, arrêté par la police et condamné pour un vol sur une vieille femme qu'il n'a pas commis.
Un autre premier film notable de cette époque est Les Yeux entr'ouverts (2002) d'Andrzej Jakimowski (né en 1963). Sensuel, subtil, poétique et pourtant foncièrement social, il remporte le prix FIPRESCI au Festival International de Mannheim-Heidelberg en 2002, puis le premier prix au Festival International du Film de San Francisco et à celui de Sotchi en 2004 ainsi que quatre prix de l’Académie Polonaise en 2004 : celui de la meilleure image, du meilleur réalisateur, du meilleur scénario et enfin du meilleur acteur. De même, Jan Jakub Kolski, un artiste des plus originaux et des plus créatifs, peaufine son univers poétique loin du bruit de l'époque. Dans son Histoire d’un cinéma à Popieławy (1998) ou Jeannot le Verseau (1993), il crée des personnages insolites, un monde paysan mystérieux, plein de magie, de miracles, de poésie et de sortilèges.

Vers la fin de la période, la production de films polonais est de plus en plus maigre, les investisseurs étrangers envahissent le marché et les prix des places sont hors de portée du Polonais moyen. Canal+ Polska, le plus grand investisseur privé dans la cinématographie polonaise et le deuxième producteur de films en Pologne après la TVP, subit les conséquences des difficultés financières de Canal+ en France et essuie un énorme scandale de corruption baptisé Rywingate. En 2002, le producteur Lew Rywin, alors président de Canal+ Polska, propose à l’Alliance de la gauche démocratique (SLD), le parti du Premier ministre de l'époque, 17,5 millions de dollars contre la modification du projet de loi sur l’audiovisuel, pour permettre au groupe Agora (propriétaire de Gazeta Wyborcza) d'acheter une chaîne de télévision commerciale, Polsat.

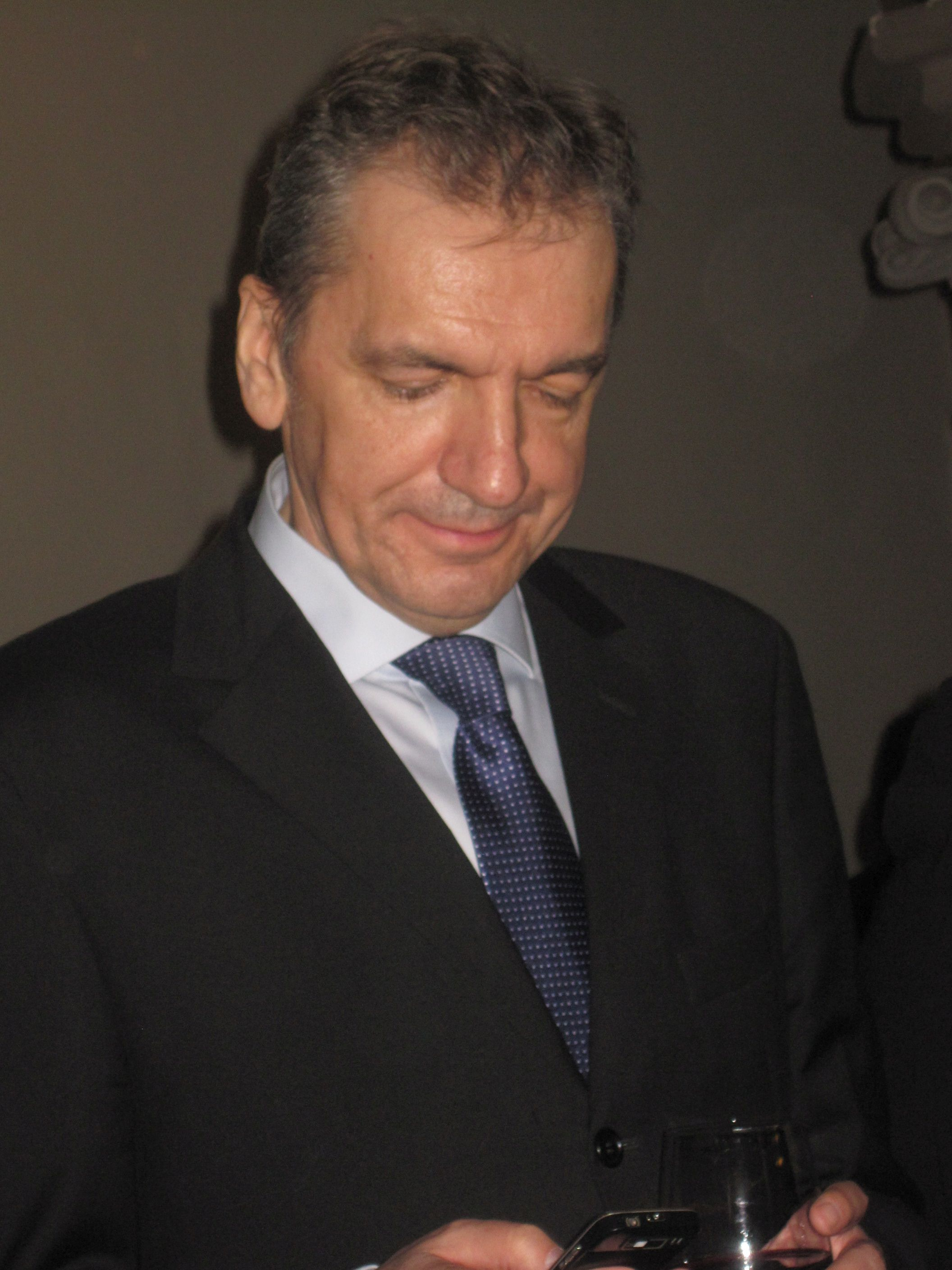
Władysław Pasikowski
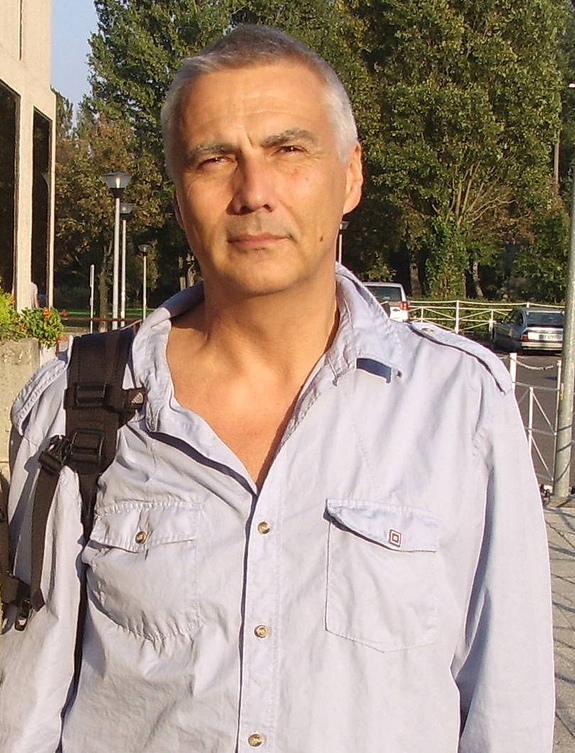
Krzysztof Krauze
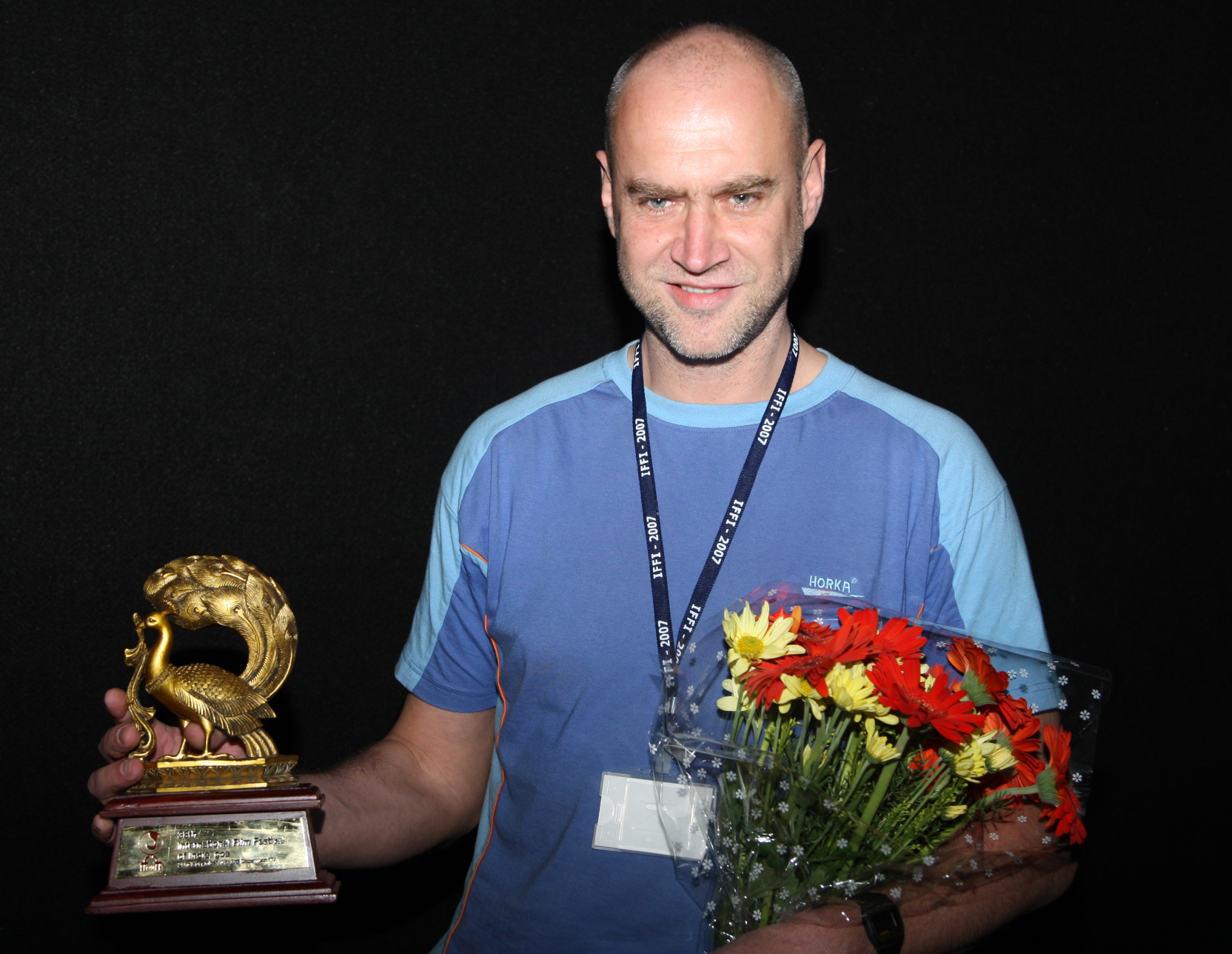
Andrzej Jakimowski
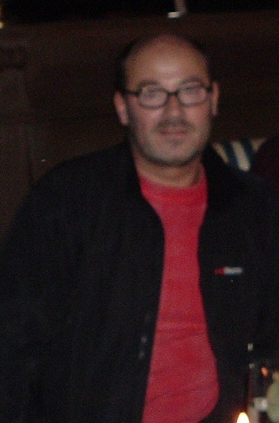
Jan Jakub Kolski

#### La réforme du système du financement (2005-2019)
En 2005, l'État polonais mène une réforme globale du secteur cinématographique et crée l'Institut polonais du film (Polski Instytut Sztuki Filmowej, PISF) une institution largement inspirée du Centre national du cinéma et de l'image animée français. Des entités co-créant le marché du film en Pologne - cinémas, distributeurs, diffuseurs de programmes, y compris la télévision publique, opérateurs de plates-formes numériques et câblo-opérateurs - sont tenus de fournir 1,5% de leur chiffre d'affaires annuel à l'Institut. Ces contributions deviennent une composante majeure du financement de la production cinématographique et encouragent l'éclosion de nouveaux talents.
La stabilisation du marché se traduit également par un rebond de la production. La création du fonds d’aide national est suivi du lancement de fonds régionaux. En 2012 est créée la Commission polonaise du film (FCP). Cet organisme public a pour mission le développement du secteur audiovisuel en Pologne et attirer des productions étrangères dans le pays. Après s’être presque totalement désengagée du financement des films en 2009-2010, la télévision publique polonaise TVP revient au financement du cinéma en 2014.
En 2018, pour attirer des investissements en Pologne et encourager davantage de coproductions, le gouvernement polonais approuve un nouveau projet de loi offrant un crédit d'impôt de 30% sur les dépenses de production de films. En 2019, l'État consolide le secteur public. Les studios Tor, Zebra et Kadr sont fusionnés et absorbés par la Société de Production de Documentaires et de Longs-métrages (WFDiF), donnant naissance à une seule entreprise d'État. L'ensemble des œuvres produites par ces institutions avant 1990 (donc entièrement financées par l'État) sont désormais gérées par la Cinémathèque nationale-Institut audiovisuel de Pologne (Filmoteka Narodowa – Instytut Audiowizualny, FINA), chargée de la numérisation, collecte, restauration, partage, ainsi que la promotion du patrimoine audiovisuel polonais et la diffusion des manifestations les plus précieuses de la culture cinématographique. La FINA est également coproductrice de films, émissions de radio et de télévision et subventionne des éditeurs de films et de disques. Elle possède une collection de 4 000 longs métrages, 100 000 documentaires et courts, 2 000 films d’animation et expérimentaux et 19 000 contenus vidéo et audio, tous datant d’après la Seconde Guerre mondiale. La Pologne a en effet perdu 95% de sa production d’avant-guerre. Pas moins de 17% de cette collection est numérisé par le biais du dispositif Digital Poland, un projet ambitieux de numérisation du patrimoine polonais lancé en 2018 et qui se prolongera jusqu’en 2020.

#### La création cinématographique polonaise depuis 2005
De nombreux cinéastes de générations différentes reviennent sur le passé communiste. Partiellement autobiographique, le film de Jacek Borcuch (né en 170 )Tout ce que j’aime (Wszystko co kocham, 2011), raconte les manifestations ouvrières à Gdansk et le coup d'état militaire de Jaruzelski avec sa loi martiale de la perspective d'un adolescent qui chante dans un groupe de punk rock. Le premier film de Borys Lankosz (né en 1973), Tribulations d'une amoureuse sous Staline (2009), revisite, d'une façon originale, le temps où la population vivait sous surveillance. Entre film noir et comédie burlesque, stylisé et alternant du noir et blanc et de la couleur, le film suit une jeune femme qui se laisse séduire par un bel homme qui se révèle agent de la sécurité.
Les réalisateurs plus âgés confrontent le passé récent dans une perspective historique plus large. Andrzej Wajda (né en 1926) revient dans Katyń (2007) sur le péché originel et le grand tabou de l’ère communiste : les massacres des officiers polonais commis par Staline à la suite de son invasion de la Pologne en 1939. Général Nil (2009) de Ryszard Bugajski (né en 1943) rend hommage à un grand résistant polonais August Emil Fieldorf, accusé, condamné à mort et exécuté par le régime stalinien à la fin de la guerre. Jeudi noir (2011) d'Antoni Krauze (né en 1940) est une reconstitution des événements du jeudi 17 décembre 1970 tels qu'ils ont été vécus par un employé du chantier naval à Gdynia, quand l'armée sur l'ordre du gouvernement a ouvert le feu sur les ouvriers en grève.
Le sort de Juifs polonais continue également à préoccuper les réalisateurs : Sous la ville (2011) d'Agnieszka Holland, Pokłosie (2012) de Władysław Pasikowski et Ida (2013) de Paweł Pawlikowski (né en 1957).
À la différence des autres, les réalisations de Wojciech Smarzowski (né en 1963) sont résolument tournées vers le présent et scrute les malaises qui rangent la société polonaise d'aujourd'hui. Dès son premier film très remarqué La Noce (2004), le cinéaste démasque, sans illusion ni compromis, les côtés les plus sombres de la nature humaine et met magistralement en scène les pires défauts comme la corruption, l'ivresse ou la lâcheté. D'un humour noir parfois très grinçant, ces sombres opus dénoncent l'envers du miracle économique polonais dans toutes les couches sociales : les marginaux dans Maison mauvaise (2009), la police dans Traffic Department (2012), les écrivains et les intellos dans Sous l'aile d'un ange (2014). Provocateur, Smarzowski est aussi le roi de box office polonais. Son Clergé (2018) sur les péchés commis au sein de l'Église catholique où il parle de pédophilie, de corruption, d'alcoolisme, d'injustice et de vanité réalise le score record d'entrées en salles. Aucun réalisateur n'a jamais osé présenter une vision aussi critique de l'Eglise catholique en Pologne. Le réalisateur se tourne ensuite et avec le même succès vers les sujets historiques. L'histoire d'amour dans Róża (2011) n'est qu'un prétexte pour parler du peuple Masurien qui vivait sur un territoire polonais qui fut détruit pendant la Seconde Guerre mondiale. Dans Wołyń (2016), le réalisateur montre pour la première fois à l'écran le massacre des Polonais en Volhynie, une épuration ethnique exécutée pendant la Seconde Guerre mondiale par les nationalistes ukrainiens sur les Polonais. Dans la même veine, le récit épique du Majordome (2018) de Filip Bajon se penche sur le sort et l'identité complexe des Cachoubes.
Si Władysław Pasikowski (1959) goûte lui aussi à la grande Histoire et au récit national, il les décline au genre du cinéma d'espionage et de triller. Jack Strong (2014) est l'histoire de Ryszard Kukliński, général polonais qui a alerté les Américains sur les plans du Pact de Varsovie, alors que Coursier (2019) relate les missions à haut risque de l'envoyé spécial du gouvernement polonais en exil Jan Nowak-Jeziorański.
Dans le registre cette fois-ci de mélodrame, Petit Moscou (2008) de Waldemar Krzystek raconte l'histoire d’un amour impossible entre une Russe, femme d’un pilote militaire soviétique, et un jeune lieutenant polonais qui se rencontrent en 1967 à Legnica, ville abritant la plus grande garnison de l’armée russe en Pologne, lors des cérémonies du 50e anniversaire de la révolution d’Octobre. Le film suivant de Krzystek, 80 million (2011), raconte l'histoire vraie du casse de banque organisé par les militants de Solidarność en 1981 afin de sortir l'argent du mouvement avant qu'il ne soit saisi par le régime.
Dans Circuit fermé (2013), Ryszard Bugajski continue à décortiquer les perversités du système communiste dont l'emprunt semble durable dans les mentalités, et le monde des médias et des affaires en particulier. Dans Cataracte (2016), le bourreau communiste, Julia Brystiger, se prépare à confronter l’archevêque Wyszyński.
Andrzej Jakimowski (né en 1963) poursuit sa voie poétique avec Un conte d’été polonais (2007) primé à la Mostra de Venise ainsi qu’au Festival du film de Gdynia, puis Imagine (2013).
Les jeunes réalisateurs consacrent leurs films à des personnalités insolites qui se démarquaient dans la terne société socialiste. Bogowie (2014) de Łukasz Palkowski (né en 1976) est un excellent biopic du pionnier de la transplantation cardiaque en Pologne Zbigniew Religa. L'Art d'aimer (2017) de Maria Sadowska (née en 1976) est consacré au parcours peu banal de Michalina Wisłocka, l'auteur du premier manuel du sexe publié dans les pays communistes. Dans La dernière famille (2016) Jan P. Matuszyński (1984) dépeint l'artiste Zdzisław Beksiński et son refus de se soumettre au dogme du réalisme socialiste au prix de se mettre à la marge et posser sa famille à la folie.
Maciej Pieprzyca (né en 1964), primé à l'international pour La vie est belle (2013), s'empare également du cadre stylisé de la Pologne communiste : Je suis un tueur (2016) et La Légende de Mietek Kosz (2019) sur le jeune jazzman tragiquement décédé.
L'année 2015 est la consécration du nouveau cinéma polonais : Małgorzata Szumowska reçoit l'Ours d'argent au 65e Festival international du film de Berlin pour Body (2015), alors que le film Ida (2013) de Paweł Pawlikowski remporte l'Oscar du meilleur film en langue étrangère lors de la 87e cérémonie des Oscars. C'est également l'année de la fréquentation record des salles de cinéma : plus de 44,7 millions de spectateurs, le meilleur score des vingt dernières années.
En 2018, Cold War (Zimna wojna, 2018) de Pawlikowski remporte le prix de la mise en scène à Cannes alors La Face (2018) de Małgorzata Szumowska reçoit l'Ours d'argent au 68e Festival international du film de Berlin

En 2019, c'est la tragi-comédie La Communion (Boże Ciało) de Jan Komasa (né en 1981), dans lequel un jeune délinquant se fait passer pour un prêtre, qui représente la Pologne aux Oscars. Tiré de faits réels, le film dépeint une société contemporaine qui instrumentalise le bien et le mal. C'est le troisième long-métrage de ce réalisateur qui s'est déjà fait remarquer avec son premier film La Chambre des suicidés (2011) sélectionné à Berlin dans la section Panorama et le documentaire L'Insurrection de Varsovie (2014) ainsi que le film de fiction Insurrection sur l’Insurrection de Varsovie de 1944. 

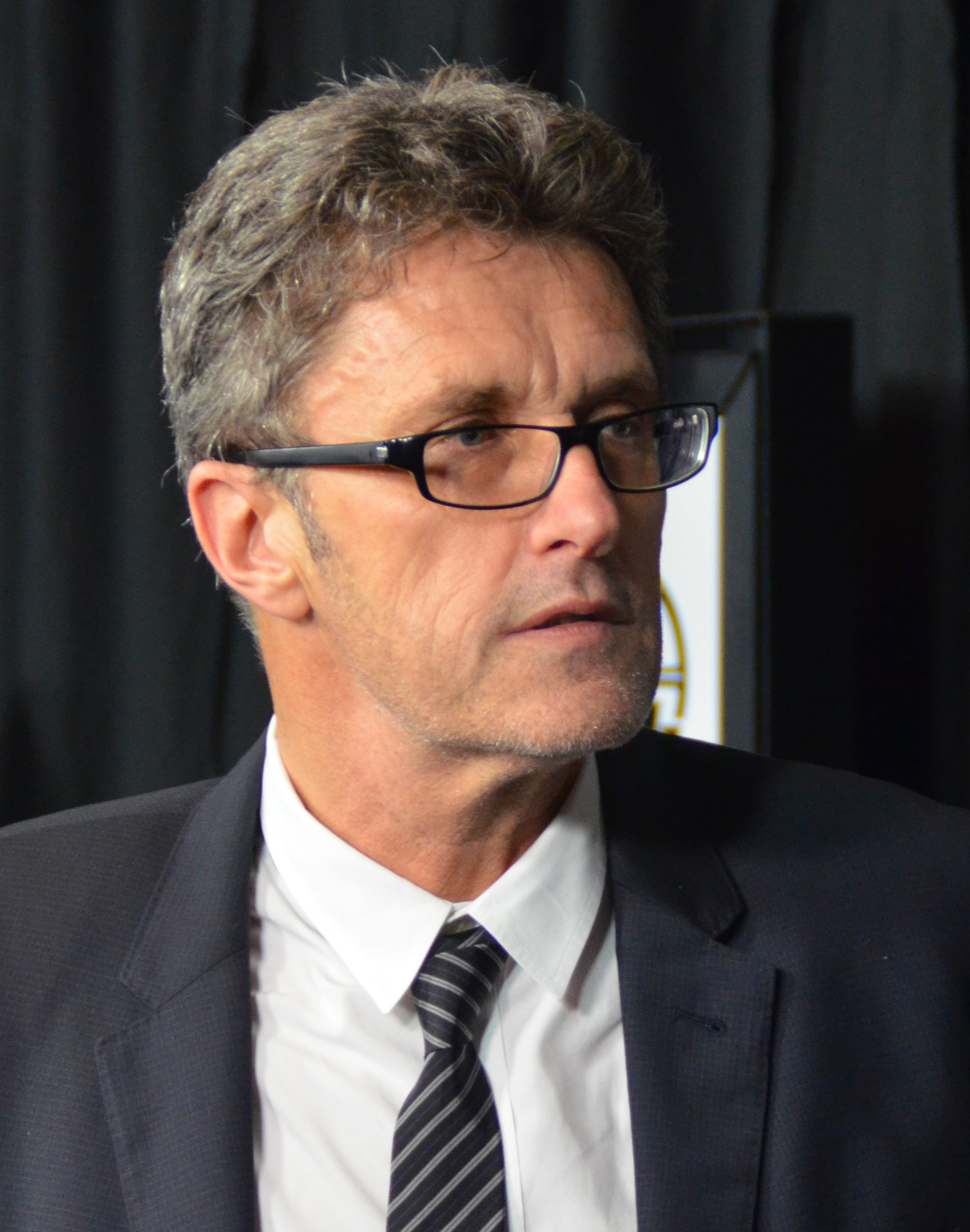
Paweł Pawlikowski
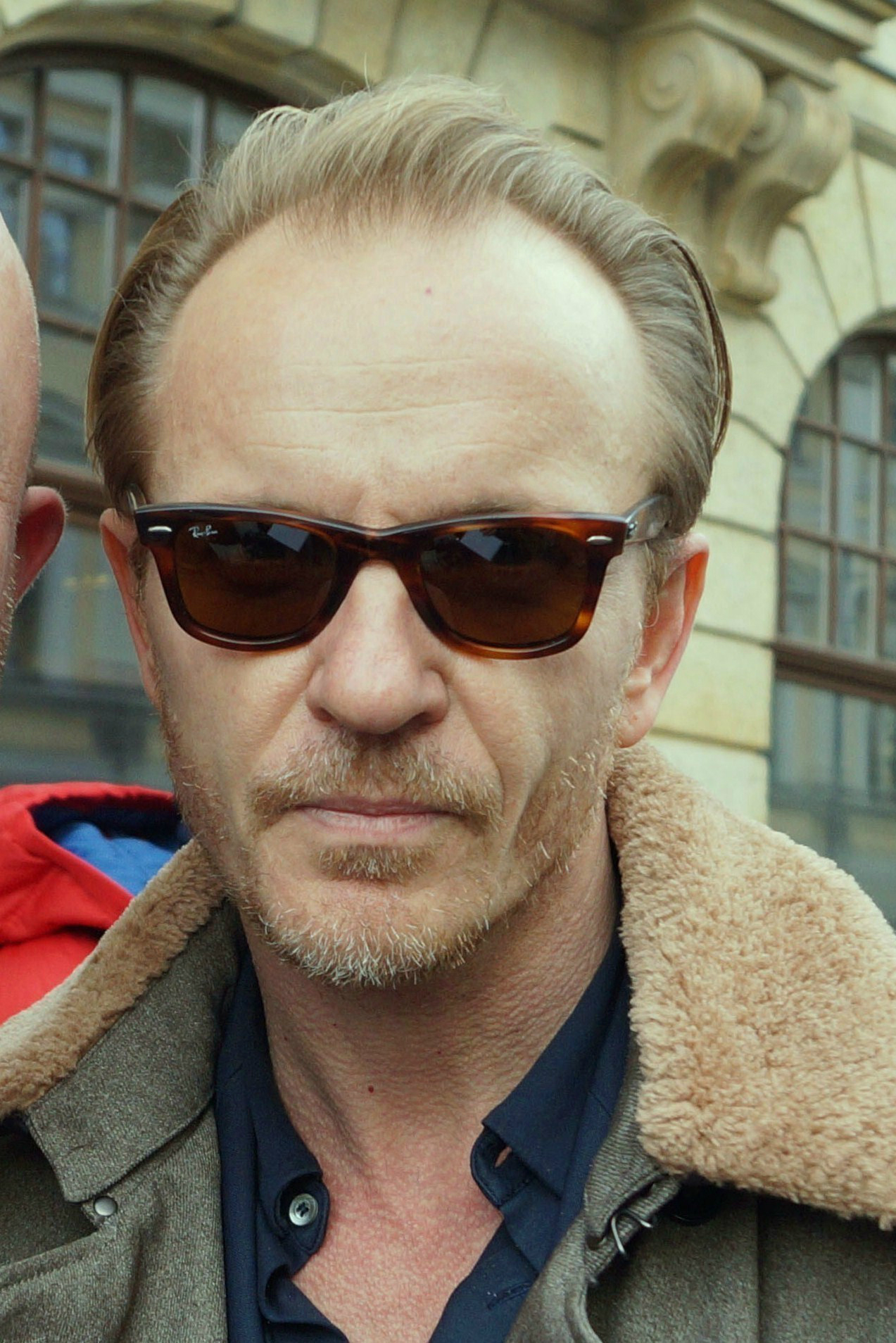
Jacek Borcuch
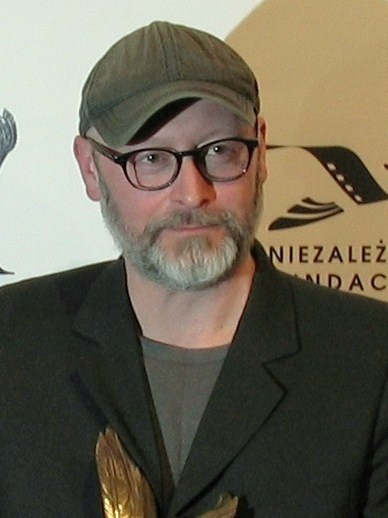
Wojciech Smarzowski
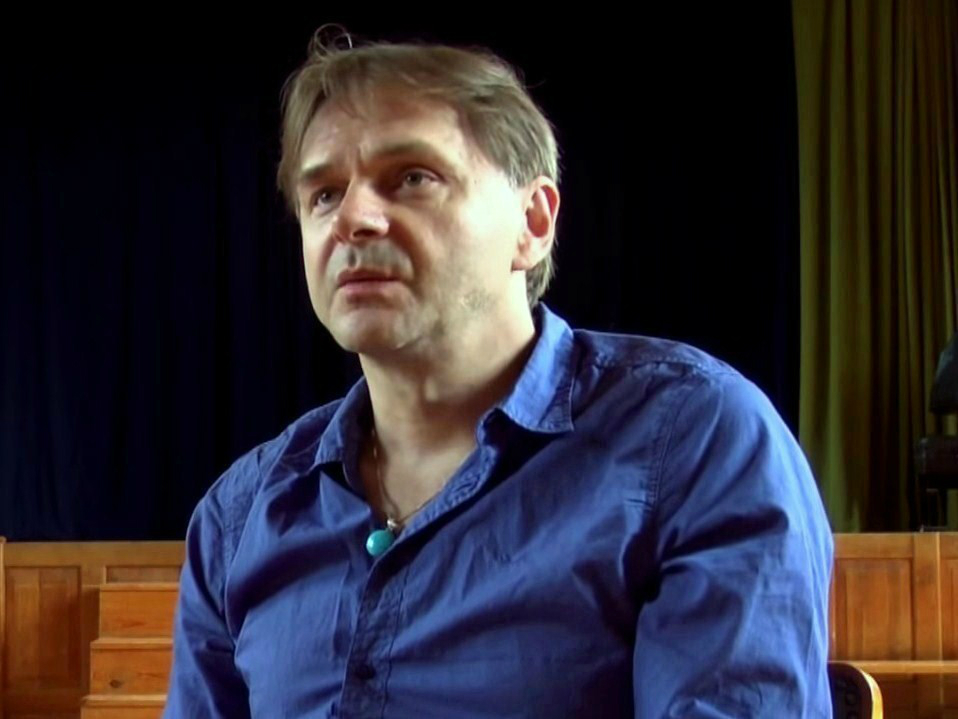
Maciej Pieprzyca
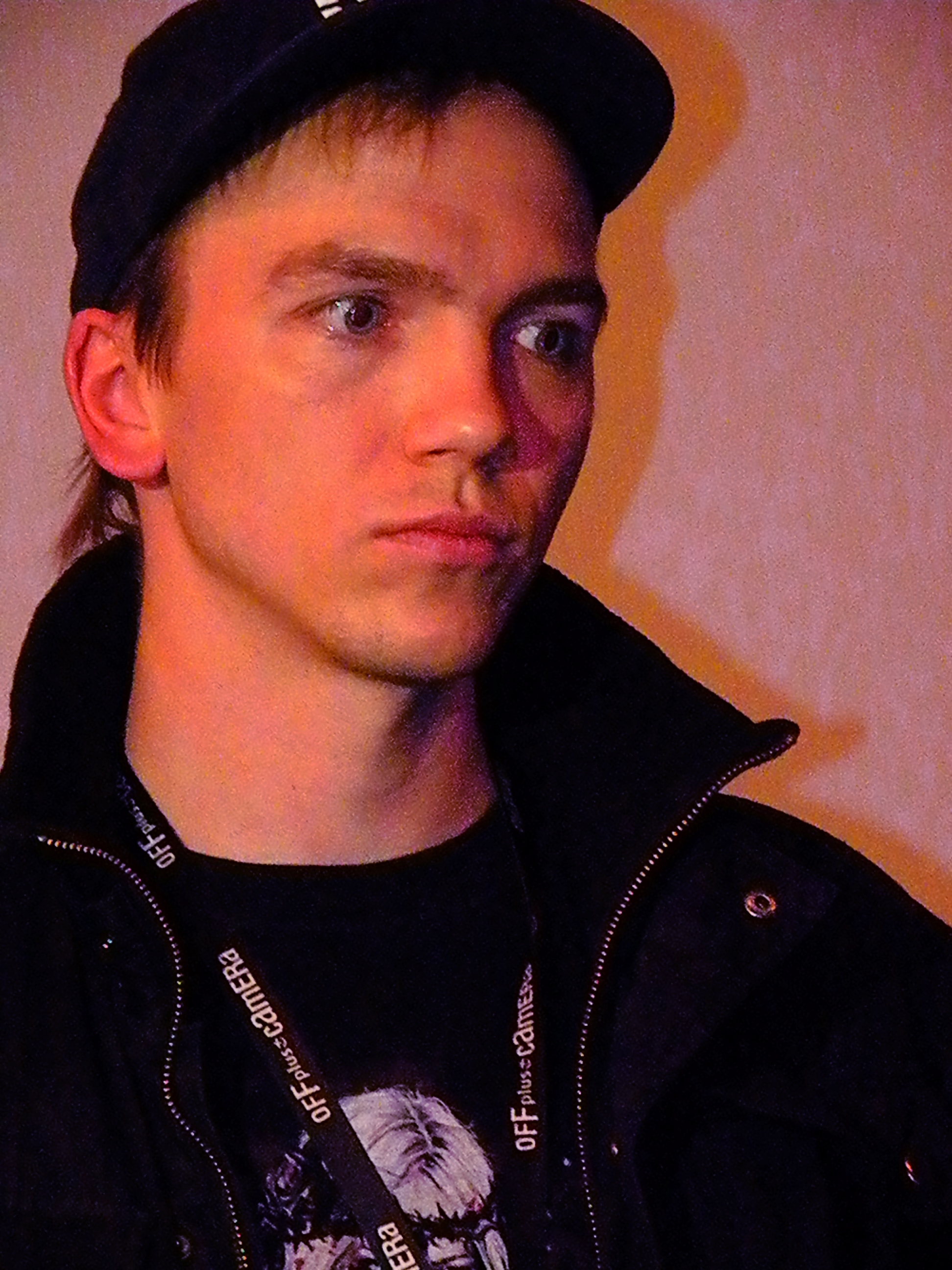
Jan Komasa
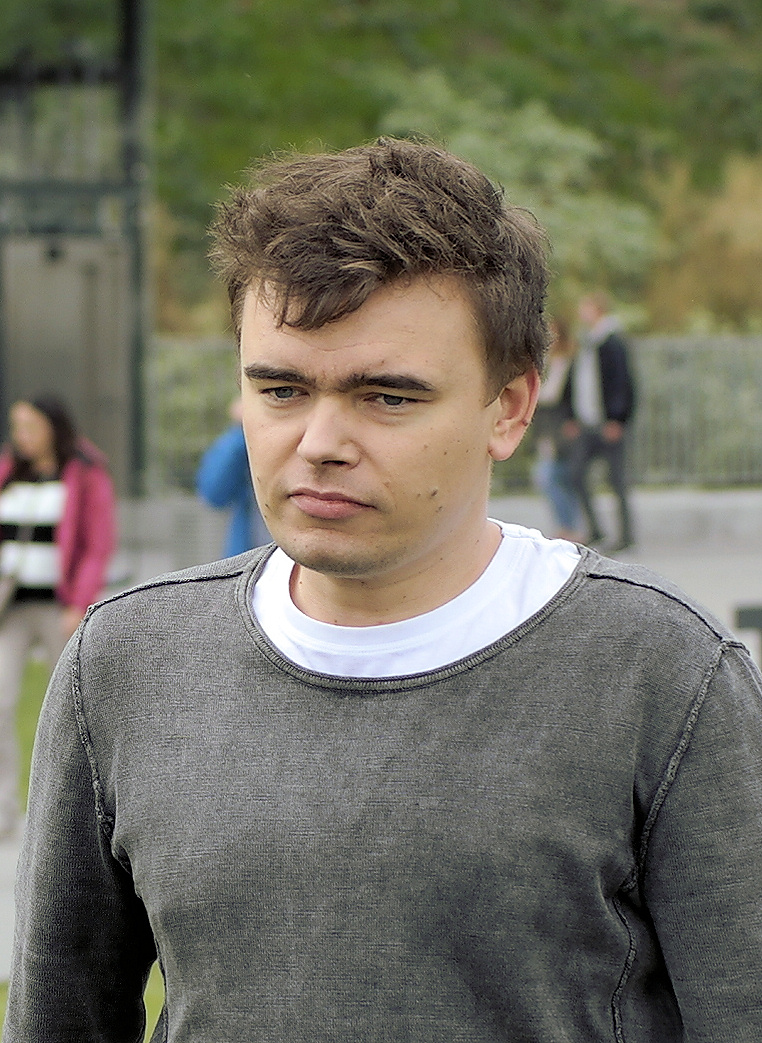
Jan P. Matuszyński
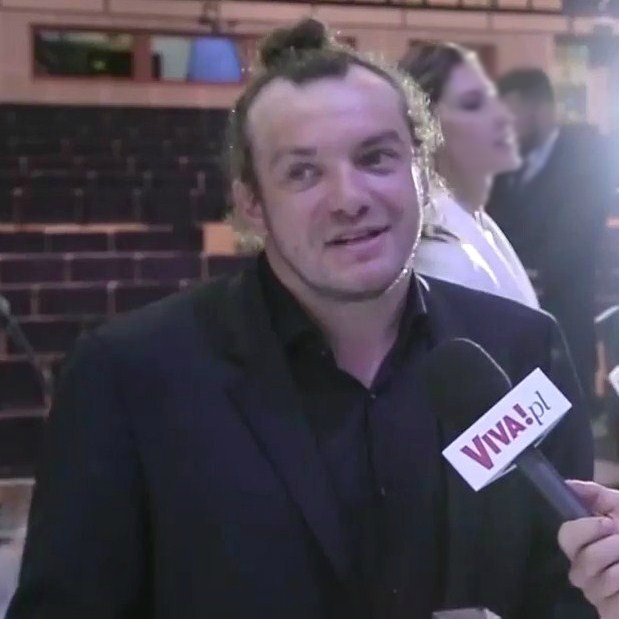
Łukasz Palkowski

## Documentaire
Le documentaire Inondations en Pologne de Jerzy Bossak et Wacław Kaźmierczak qui remporte la Palme d’or du meilleur documentaire en 1947, est une prière muette pour la solidarité humaine. Cependant, jusqu’au milieu des années 1950, peu de grands films documentaires voient le jour dans la cinématographie polonaise assujettie à la dictature idéologique du réalisme socialiste. Beaucoup sont censurés comme La Mine (Kopalnia, 1947) de Natalia Brzozowska. La crise de 1956, qui dans la fiction engendre le mouvement filmique de l’École Polonaise, se traduit dans le cinéma documentaire par la Série Noire initiée par Attention, les hooligans ! (Uwaga, huligani!, 1955) de Edward Skórzewski et Jerzy Hoffman et dont Varsovie, 1956 (Warszawa 1956, 1956) de Jerzy Bossak et Jarosław Brzozowski est l'œuvre la plus connue. Ces films ont recours à la mise en scène et mêlent la fiction et la réalité. Leurs héros représentent des collectifs, jamais des individus et la narration est guidée par les commentaires en voix-off. Néanmoins, ils rompent avec la propagande triomphante de la classe ouvrière et montrent la face cachée de la Pologne populaire avec ses problèmes tels que les villes en ruines, le manque de logement, l’alcoolisme, la bureaucratie, la délinquance juvénile, etc.
Bien que de courte durée (1955-1958), la Série Noire jette les fondements de l’âge d’or du cinéma documentaire polonais (1959-1968). Une nouvelle vérité documentaire, expérimentale et loin des versions officielles, s’intéresse désormais avant tout à l'individu. C'est au travers du prisme de son quotidien que sont racontées les grands bouleversements et les malaises de l'époque, comme dans Les Musiciens (Muzykanci, 1960) de Kazimierz Karabasz ou La mer de hautes herbes (Płyną tratwy, 1962) de Władysław Ślesicki ou Naissance d'un navire (Narodziny statku, 1961) de Jan Łomnicki. Kazimierz Karabasz, le théoricien de l'École du documentaire polonais, recommande une approche sensible du sujet, privilégie l’ironie à la dénonciation directe, et prescrit toute interférence ou mise en scène de la réalité.
Les films documentaires d’auteur qui naissent à cette époque sont construits avec précision et destinés à la distribution cinématographique. L’image y joue un rôle central et l’usage du commentaire est rare. L’effort artistique et le souci d’élaborer une forme complexe sont aussi importants que le choix du sujet. En 1958, l’imminent critique de cinéma, Konrad Eberhardt, qualifie ce type de réalisations de « poésie du concret ».
Les thèmes liés à la Seconde Guerre mondiale et les crimes nazis occupent une place importante dans cette nouvelle vague : L’Album de Fleischer (Album Fleischera, 1962) de Janusz Majewski, Moi, le kapo (Bylem kapo, 1967) de Tadeusz Jaworski.
En 1960, Studio des films documentaires de Varsovie inaugure deux nouveaux studios et se transforme en Société de Production de Documentaires et de Longs-métrages (Wytwórnia Filmów Dokumentalnych i Fabularnych, WFDiF). En 1961, Cracovie accueille le Festival du court métrage et du film documentaire. C’est le premier festival de cinéma polonais organisé dans le pays.

L’avènement de la télévision n'a pas d'impact sur ces réalisateurs polonais, dont Jerzy Bossak, Kazimierz Karabasz, Władysław Ślesicki et Jan Łomnicki. À la fin des années 1960, Krzysztof Kieślowski, puis Marcel Łoziński poursuivent la tradition de l'école qui est devenu une des marques de fabrique du cinéma polonais. Łoziński réalisera ses documentaires les plus célèbres dans les années 1980 (Essai de microphone, Témoins, La Visite, Tout peut arriver...) dans un contexte de forte répression politique. Il sera nommé pour les Oscars en 1993 pour 89 mm d’écart et recevra le prix du meilleur court métrage européen en 2009 pour Poste restante.

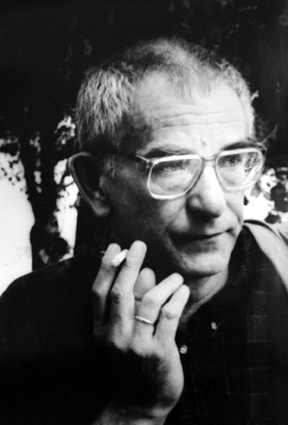
Krzysztof Kieślowski
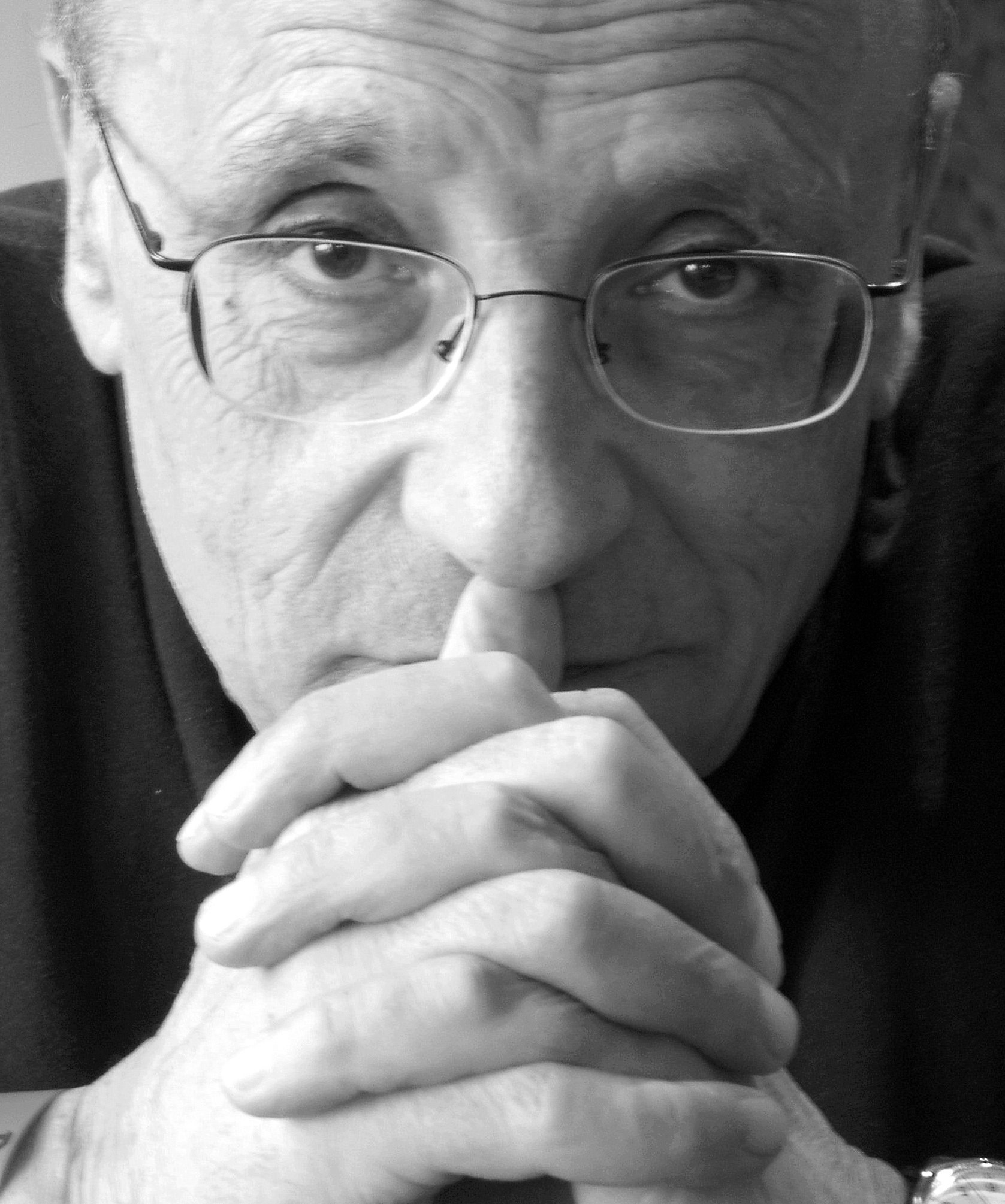
Marcel Łoziński

## Comédie
Bien que souvent historique, philosophique et très sérieux dans sa recherche de vérité et de liberté, le cinéma polonais propose néanmoins quelques excellentes comédies. L'humour noir, la parodie et la métaphore sont des armes utilisées lorsque les cinéastes critiquent, en contournant la censure, le système socialiste et décrivent le quotidien souvent absurde des citoyens de la République Populaire de Pologne. La comédie étant le plus populaire des genres du cinéma grand public, les spectateurs polonais vouent un véritable culte à certains réalisateurs de comédies de l’époque communiste qui ont réussi à illustre l’absurdité du système.
Tandis que les artistes de l'École du cinéma polonais tirent de la Seconde Guerre mondiale des histoires tragiques et des drames bouleversants, Tadeusz Chmielewski (1927-2016) apporte un souffle de fraîcheur et parle de la guerre sur un ton humoristique. Sa farce Comment j'ai provoqué la Seconde Guerre mondiale de 1969 est toujours l'un des films polonais les plus regardés. Chmielewski débute en 1957 avec Eva veut dormir. Cette comédie, l'une des meilleures de l'histoire du cinéma polonais, faisant référence aux classiques français Sous les toits de Paris de René Clair et Les vacances de Monsieur Hulot de Jacques Tati, est récompensée par la Coquille d'or au Festival de Saint-Sébastien. Parmi ses films les plus célèbres, il convient de citer Valet de pique (Walet pikowy, 1963), Rouleaux de chou au four (Pieczone gołąbki, 1966), Je n'aime pas les lundis (Nie lubię poniedziałku, 1971) et C'est le printemps, Monsieur le sergent (Wiosna panie sierżancie, 1974).
Un autre réalisateur qui montre la réalité polonaise d'après-guerre à travers le prisme de la comédie est Sylwester Chęciński. Sa trilogie sur les familles Kargul et Pawlak est une saga sur les transformations socialistes d'après guerre. L'action du premier des trois films, Sami swoi, tourné en 1967 se déroule dans les territoires post-allemands où les autorités communistes installent les Polonais expulsés de l'Est du pays, annexé par l'URSS. Nie ma mocnych (1974) et Aime ou Abandonne (Kochaj albo rzuć, 1977) suivent les mêmes personnages à l'époque de l'ouverture de l'économie polonaise au capitalisme de l'Ouest. Chęciński se moque copieusement des vices nationaux polonais, mais avec tendresse et sensibilité, ce qui explique la popularité indémodable de ses films auprès des générations suivantes qui s'y reconnaissent toujours.
Cependant, la palme du réalisateur des comédies les plus populaires dans l'histoire du cinéma polonais revient à Stanisław Bareja. Alors que les cinéastes du courant du Cinéma de l’inquiétude morale s'emparent des dilemmes moraux auxquels sont confrontés ceux qui vivent sous le régime communiste, Bareja tourne en dérision des réalités de vie dans la République populaire de Pologne, exhibe ses absurdités et critique autant les autorités que la société qui cherche à se conformer à ce monde à l'envers. Ses plus grands films incluent Recherché, recherchée (Poszukiwany, poszukiwana, 1972), Un brun, un soir (Brunet wieczorową porą, 1976), Que me ferez-vous si vous m'attrapez (Co mi zrobisz jak mnie złapiesz, 1978), Il n'y a pas de rose sans feu (Nie ma róży bez ognia, 1974). Sa comédie la plus emblématique est Le Nounours (Miś,1980), l'histoire grotesque d'un président de club de sport.
Croisière (Rejs, 1970) de Marek Piwowski est une autre comédie culte en Pologne. Inspirée par Amarcord de Frederico Fellini et Le Fantôme de la liberté de Luis Buñuel, le film suit un homme qui monte sans billet sur un bateau de croisière sur la Vistule et y devient, accidentellement, son instructeur culturel et éducatif. Croisière est une sorte de happening burlesque, un enchaînement de courtes scènes surréalistes avec des dialogues improvisés totalement absurdes.
Sortie la même année, L'Hydromystère (polonais : Hydrozagadka, 1970) d'Andrzej Kondratiuk, un grand excentrique du cinéma polonais, est une hilarante comédie de science-fiction du genre Mel Brooks ou Monty Python. Cette parodie de films d'action et de bandes dessinées de super-héros raconte l'histoire d'une sécheresse à Varsovie, le fruit de l'intrigue d'un maharaja et du docteur Plama qui s'emparent de toutes les ressources hydrauliques de la Pologne. Heureusement, le super-héros communiste, As veille et sauve la nation du désastre.
Les années 1980 voient le triomphe de Juliusz Machulski, très tôt décrié comme le prodige de la comédie polonaise. Il débute avec Vabank (1981), un film qui mélange des éléments de l'histoire policière à la Hitchcock avec des éléments d'une comédie rétro. Deux ans plus tard, il réalise l'une des meilleures comédies polonaises de tous les temps - Sexmission (1984). C'est une histoire de deux hommes qui sortent d’hibernation en 2044 et réalisent que le pouvoir appartient à la Ligue des femmes et qu'ils sont les derniers hommes vivants.
Après 1989, les réalisateurs polonais appréhendent différemment la chute du communisme et le bouleversement institutionnel, économique et social qui s'ensuit à partir de 1989. Alors que Kazimierz Kutz dans son Retourné (Zawrócony, 1994) commente la réalité polonaise de la dernière décennie, la loi martiale de 1981 le mythe naissant du syndicat Solidarność, Juliusz Machulski tente de se retrouver dans la nouvelle réalité des années 1990 avec la très réussie comédie Kiler (1997).
Journée d'un dérangé (Dzień świra, 2002) Marek Koterski est une comédie absurde typiquement polonaise où un professeur des lettres, un intellectuel désabusé devenu schizophrène et impuissant, se rebelle dans un geste aussi lucide que grotesque contre l'effondrement de son système de valeurs et son déclassement dans un nouveau monde capitaliste. Dans la même vaine de la comédie-grotesque s'inscrit aussi Une guerre polono-russe (2009) de Xawery Żuławski adapté du roman de Dorota Masłowska.
Dans les années 2010, Mitja Okorn devient le nouvel inconstatable roi de la comédie romantique avec Lettres à Saint Nicolas (2011) et Planète de célibataires (2016).

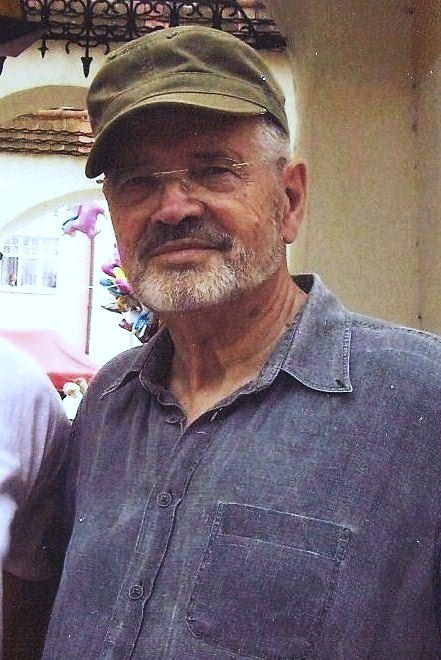
Sylwester Chęciński
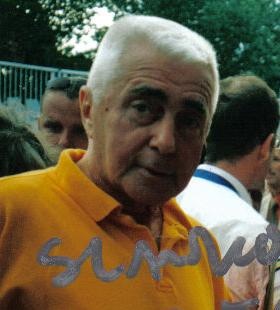
Marek Piwowski
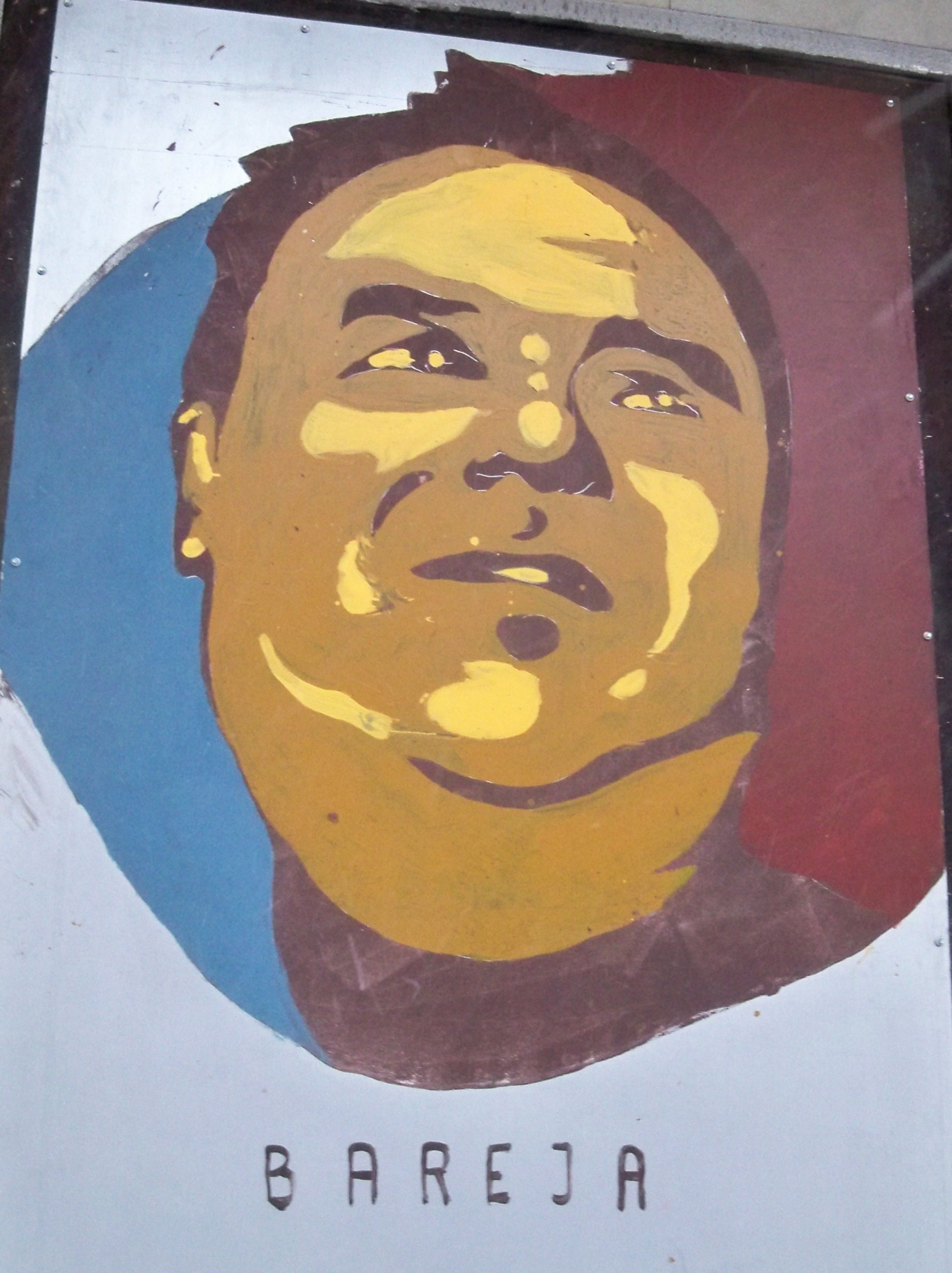
Stanisław Bareja
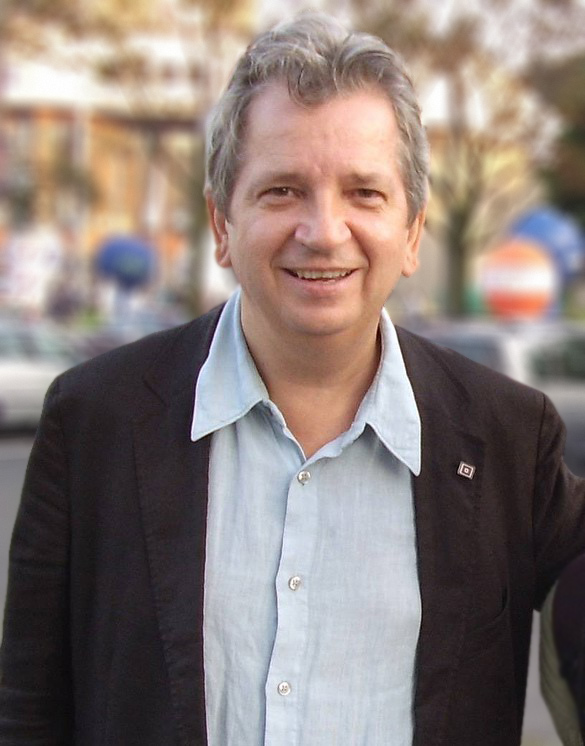
Juliusz Machulski
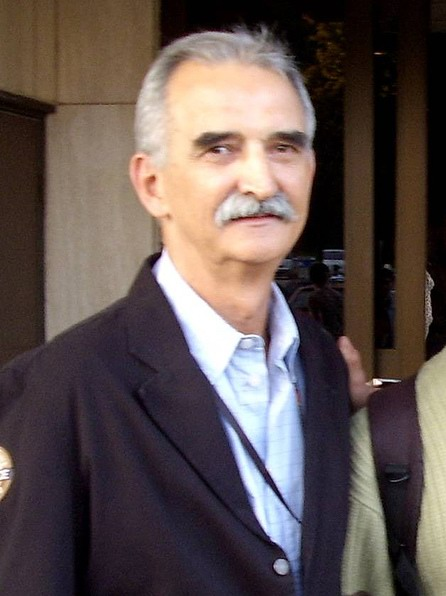
Marek Koterski
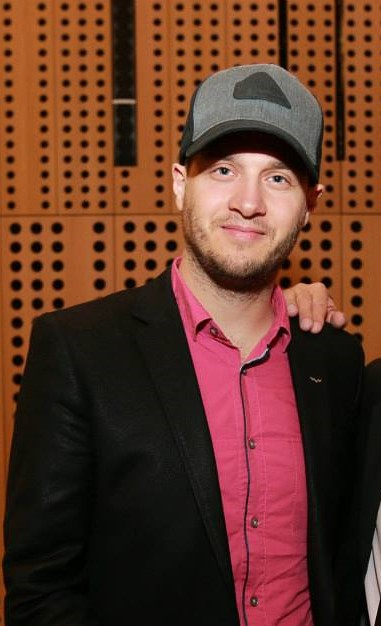
Mitja Okorn

## Animation
Le cinéma d’animation polonais a une longue tradition. Visuellement très travaillé, il tire son inspiration des arts graphiques et montre très tôt une attirance formaliste. L'historien du cinéma d'animation, Olivier Cotte dans son ouvrage 100 ans de cinéma d'animation définit l'école polonaise par le terme de "poésie noire".
Władysław Starewicz (1882-1965) est le premier animateur polonais et l'un des premiers animateurs au monde, brillant expérimentateur, spécialiste des effets spéciaux innovants et passionné d'entomologie grâce à laquelle sa grande aventure avec le film d'animation a commencé. Son nom figure également sur les pages de l'histoire de la cinématographie de Lituanie, de Russie et de France, où il a vécu et travaillé.
Les premiers films polonais sont la Romance des petites chaises (Flirt krzesełek, 1916) et La lunette à deux bouts (Luneta ma dwa końce, 1917) de Feliks Kuczkowski (1884-1970). Dans la période l'entre-deux-guerres, de nombreux artistes entreprennent des tentatives plus ou moins réussies dans le domaine d'animation dont Karol Marczak (1902-1977), Zenon Wasilewski (1903-1977) et Włodzimierz Kowańko (1907-1968).
Il ne va pas de même pour l’œuvre expérimentale du couple Franciszka (1907-1988) et Stefan Themerson (1910-1988), les auteurs de Pharmacie (Apteka 1930) et Europa (1931). En 1945, le couple Themerson réalise pour l'Office du film du Ministère de l'information et de la documentation du gouvernement polonais en exil à Londres l'un des plus beaux films d'animation jamais réalisés par des cinéastes polonais, s'inscrivant dans la recherche avant-gardiste de ce couple : L’œil et l'oreille. C'est un jeu abstrait de peintures illustrant quatre poèmes de Julian Tuwim mis en musique par Karol Szymanowski.
Créé en 1947 à Łódź comme partie prenante du Film Polski, le nouveau studio d'État SE-MA-FOR (Studio Małych Form Filmowych) conçoit un bon nombre de films pour enfants et adultes, dont le tout premier film d’animation polonais en marionnettes d’un pionnier et maître du genre À l’époque du roi Krakus (Za króla Krakusa 1947) de Zenon Wasilewski, qui sera aussi l'auteur du premier long-métrage d'animation Janosik (1954). En 1947 est créé également le Studio de Cinéma d'Animation expérimentale qui donnera naissance au Studio Filmów Rysunkowych (en) toujours en activité à Bielsko Biała qui produira des séries jeunesse à succès telle Bolek et Lolek.
Cependant, à la fin des années 1940, commence en Pologne communiste une période défavorable à l'expérimentation artistique. La doctrine du réalisme socialiste laisse sa marque également dans le film d'animation à qui on assigne un rôle réduit au divertissement et surtout à l'éducation du jeune spectateur. L'innovation formelle devient interdite et le film de Wasilewski Monsieur Plume rêve (1949), un grotesque surréaliste pour les adultes dont la simplicité des poupées et la conventionnalité des décorations sont très novatrices, est accusé de formalise et interdit de distribution. Découragé, l'animateur s’enferme dans des stylisations lisses et banales dans l'esprit approuvé du folklore polonais. Il n'en sortira que bien plus tard avec Attention, le diable (1959) et Le crime dans la rue du Chat ventriloque (1961).
Les inventions graphiques des années 1956-1958 résonnent avec celles de l’école polonaise de l’affiche. Le film Il était une fois (Był sobie raz, 1957) de Walerian Borowczyk (1923-2006) et Jan Lenica (1928-2001), des artistes qui ont déjà révélé leur talent dans le domaine du graphisme, de l'affiche et du dessin satirique, annonce un renouveau. L'intrigue mince de ce film n'est qu'une excuse pour un jeu purement plastique d'association et de transposition d'images à partir de plusieurs éléments simples : un point noir, des lignes, des triangles et des détails découpés dans un vieux magazine. Dans leur film suivant Maison (1958), Borowczyk et Lenica vont encore plus loin dans l'octroi de l'autonomie aux arts visuels. Il est composé de plusieurs épisodes rassemblé librement, dépourvus de toute intrigue et réalisés en plusieurs techniques qui mettent en mouvement des objets désuets, des photogrammes d'Eadwaeard Muybridge ainsi qu'un acteur dont le jeu sera ensuite déformé. Maison remporte le Grand Prix au Festival international du cinéma expérimental en Belgique en 1958. En 1959, les deux artistes s’installent en France. Les courts-métrages suivants de Borowczyk, L'École (1958), Les Astronautes (1958) ou Renaissance (1963), continueront à revendiquer leur étrangeté et l'humour grinçant dans un univers qui oppresse aussi bien ses occupants que le spectateur. De même, les films de Lenica, Le Nouveau Jean Musicien (1960) et Labyrinthe (1962), promenade cauchemardes d'un naïf Icare dans une ville déshumanisée, décrivent l'enfer qui risque de broyer l'individu quand celui-ci refuse de s'y adapter ou de l'accepter avec une résignation désenchantée.
La relève de la garde (1958) de Włodzimierz Haupe (1924 - 1994) et Halina Bielińska (1914 - 1989) est tout aussi révolutionnaire. Une histoire de l'amour du soldat pour la princesse est "jouée" par des boîtes d'allumettes.

### L'âge d'or
La période des années 1960 est sans aucun doute l'âge d'or de l'animation polonaise qui se place alors parmi les plus créatifs et les plus brillants de son époque. Il dépeint d'une manière stylisée mais minimaliste, la schizophrénie de la société socialiste. Les œuvres les plus intéressants de cette période sont Petit western (1960), Rouge et Noir (1963) et Cheval (1967) de Witold Giersz (né en 1927), Rythmes doux (1965) de Kazimierz Urbański (1929-2015), Cages (1967) de Mirosław Kijowicz (1929-1999), Escaliers (1968) de Stefan Schabenbeck (né en 1940), Syn (1970) et Appel (1970) de Ryszard Czekała (né en 1941), Voyage (1970) de Daniel Szczechura (né en 1930), Banquet (1976) de Zofia Oraczewska (1931-1997), Un film fort engagé (1979 ) de Julian Antonisz (1941-1987), Reflets (1979) de Jerzy Kucia (né en 1942).
Dans les années 1980, à l’apparition de Solidarność, la nouvelle génération représentée par Piotr Dumała (né en 1956) et Zbigniew Rybczyński (né en 1949) re-définit le cinéma d’animation. Malgré la loi martiale annoncée le 13 décembre 1981, naissent encore plusieurs œuvres étonnamment actuelles. Les films Ma maison (1983) de Jacek Kasprzycki (né en 1950) et Esperalia de Jerzy Kalina (né en 1944) méritent une mention spéciale.
Piotr Dumała est sans aucun doute la plus grande individualité de la génération qui fait ses débuts au cours de la dernière décennie de la République populaire de Pologne. Caricaturiste, se livrant à des dessins animés "noirs" et à des histoires très picturales, également d'humeurs sombres, des histoires de connotations freudiennes. Marek Serafiński (1954-2017) est la deuxième figure importante et probablement encore sous-estimée de la même génération. La gare (1984) La course (1989) 
En 1983, le film Tango (1981) de Rybczyński remporte l'Oscar du meilleur court métrage d'animation.

### Depuis 1989
Depuis la chute du communisme, les plus grands succès remportent les films des deux cinéastes qui ont déjà acquis une reconnaissance internationale au cours des décennies précédentes : Jerzy Kucia avec A travers les champs (1992) et Accordage des instruments (2000), et Piotr Dumała avec Franz Kafka (1991) et Crime et châtiment (2000) d'après Dostojewski. Il convient de noter également les recherches formelles de Marek Skrobecki (né en 1951) avec Episode (1988), D.I.M. (1992), Ichthys (2005) ou Danny Boy (2010), tous primés en festivals.
En 2002, Cathédrale de Tomasz Bagiński (né en 1976) est nommé aux Oscars.
En 2007, le studio SE-MA-FOR remporte l'Oscar du meilleur court-métrage d'animation pour Pierre et le loup, réalisé par Suzie Templeton.
En 2018, La Passion Van Gogh de Dorota Kobiela (née en 1978) est nommé aux Oscars. C'est le premier long métrage d'animation au monde entièrement peint à la main donne vie aux tableaux de Vincent Van Gogh.
L'animateur autodidacte de renom Mariusz Wilczyński (né en 1964) est l'auteur du long-métrage d’animation Kill It and Leave This Town qui parle d'une cité qu’on ne peut jamais quitter : son propre esprit.

Lechosław Marszałek, Władysław Nehrebecki, Ryszard Słapczyński occupent une place de premier plan parmi les créateurs d'animation pour la jeunesse.

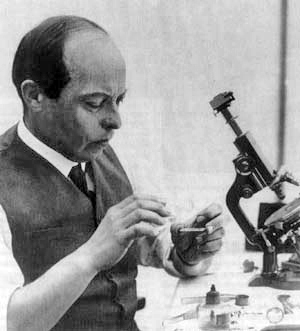
Władysław Starewicz
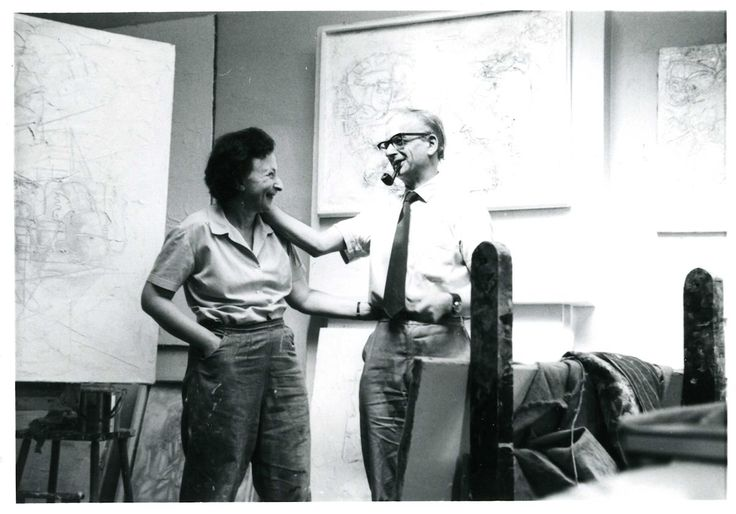
Franciszka et Stefan Themerson
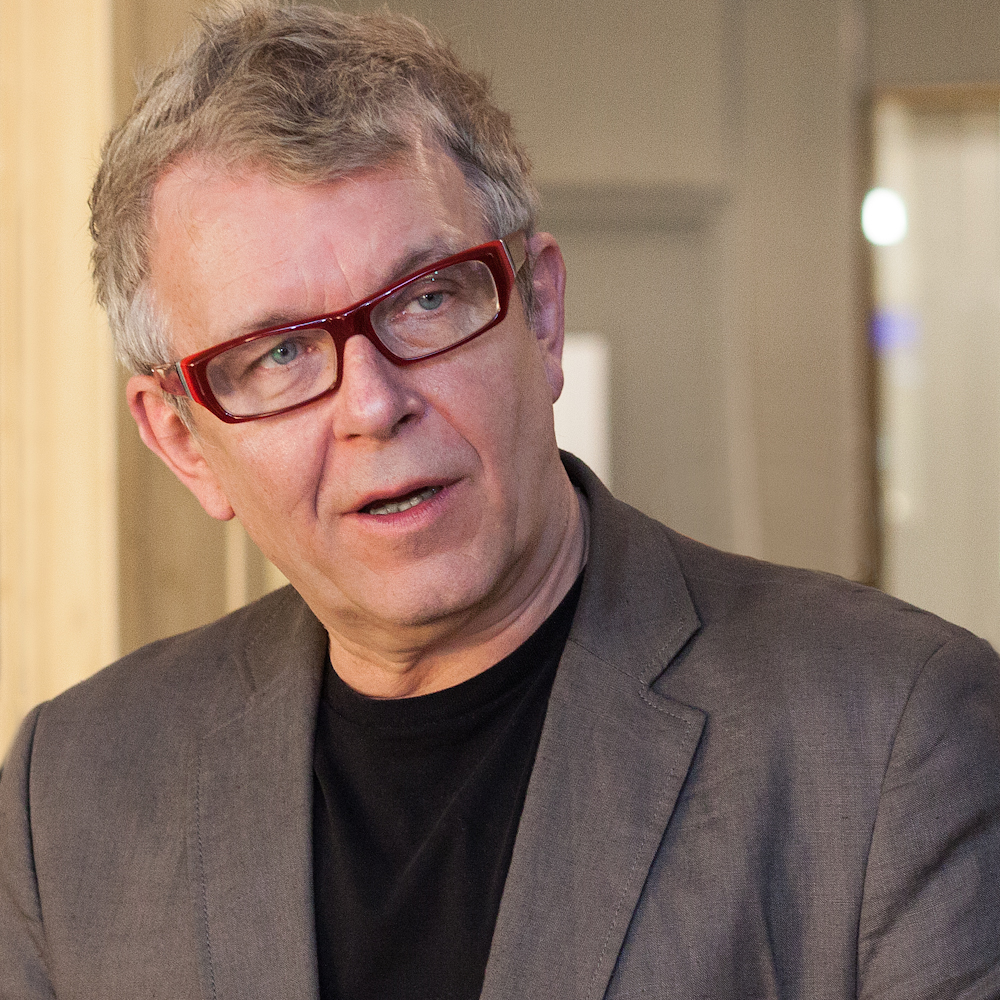
Zbigniew Rybczyński
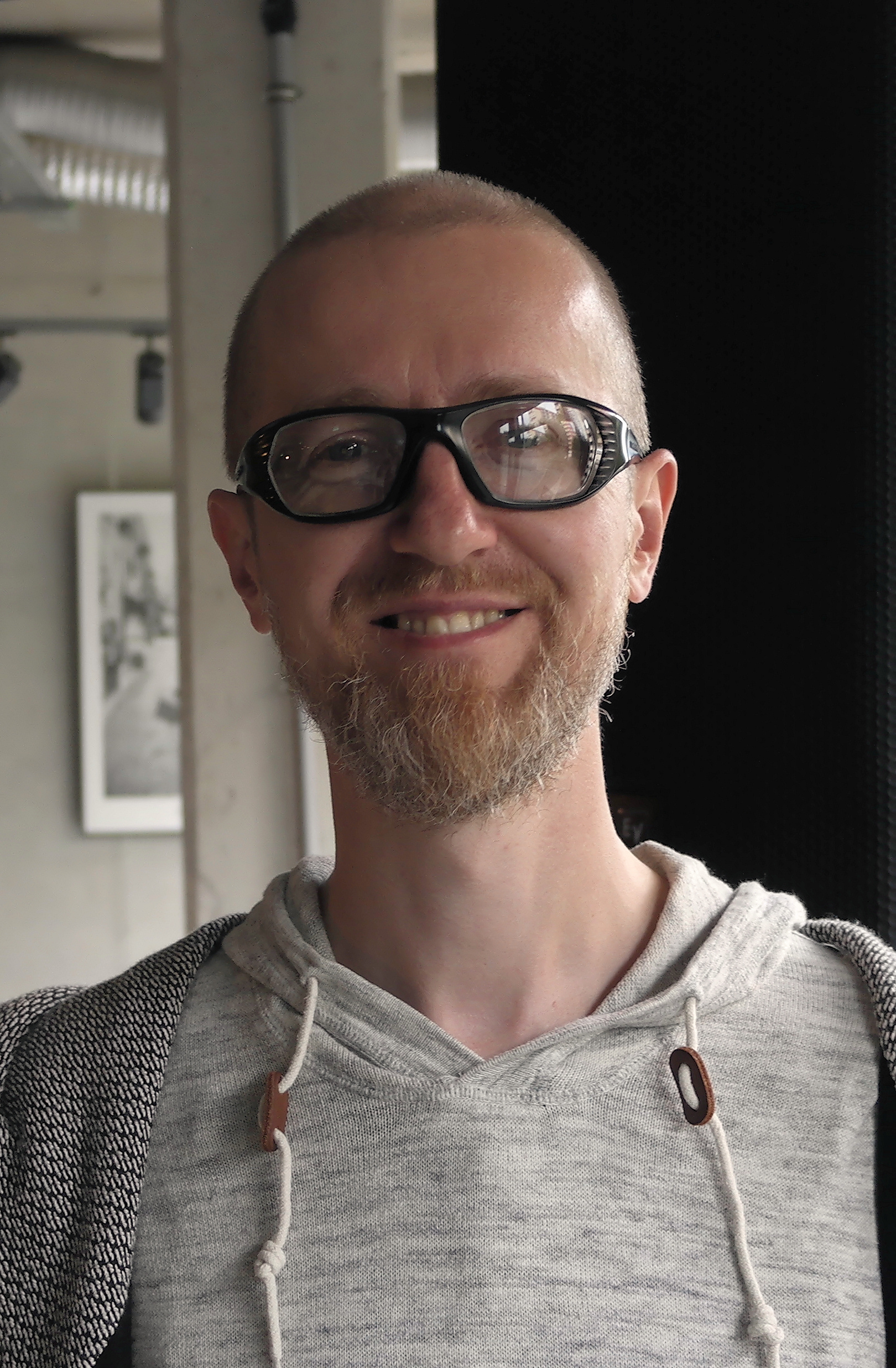
Tomasz Bagiński
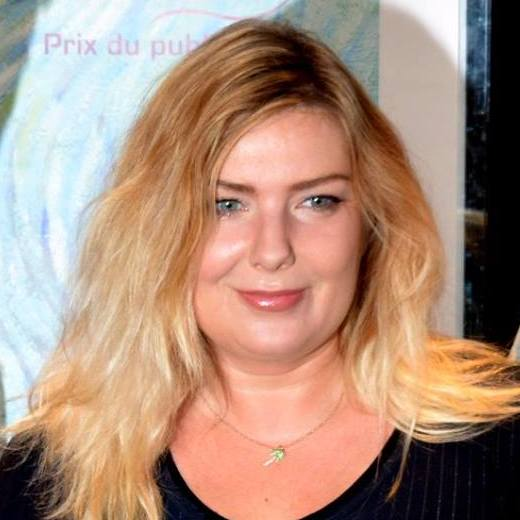
Dorota Kobiela

## Cinéastes
- Jerzy Antczak
- Filip Bajon
- Stanisław Bareja
- Richard Boleslawski
- Jacek Borcuch
- Walerian Borowczyk
- Leonard Buczkowski
- Sylwester Chęciński
- Piotr Dumała
- Feliks Falk
- Aleksander Ford
- Jerzy Gruza
- Wojciech Has
- Aleksander Hertz
- Agnieszka Holland
- Jerzy Hoffman
- Wanda Jakubowska
- Andrzej Jakimowski
- Tadeusz Jaworski
- Kazimierz Karabasz
- Jerzy Kawalerowicz
- Krzysztof Kieślowski
- Jan Jakub Kolski
- Jan Komasa
- Tadeusz Konwicki
- Marek Koterski
- Antoni Krauze
- Krzysztof Krauze
- Jerzy Kucia
- Kazimierz Kutz
- Józef Lejtes
- Jan Lenica
- Stanisław Lenartowicz
- Jan Łomnicki
- Marcel Łoziński
- Ryszard Ordyński
- Juliusz Machulski
- Janusz Majewski
- Lech Majewski
- Wojciech Marczewski
- Janusz Morgenstern
- Andrzej Munk
- Władysław Pasikowski
- Paweł Pawlikowski
- Radosław Piwowarski
- Marek Piwowski
- Roman Polanski
- Kazimierz Prószyński
- Edward Puchalski
- Stanisław Różewicz
- Zbigniew Rybczyński
- Barbara Sass
- Jerzy Skolimowski
- Wojciech Smarzowski
- Agnieszka Smoczyńska
- Władysław Starewicz
- Henryk Szaro
- Piotr Szulkin
- Małgorzata Szumowska
- Andrzej Wajda

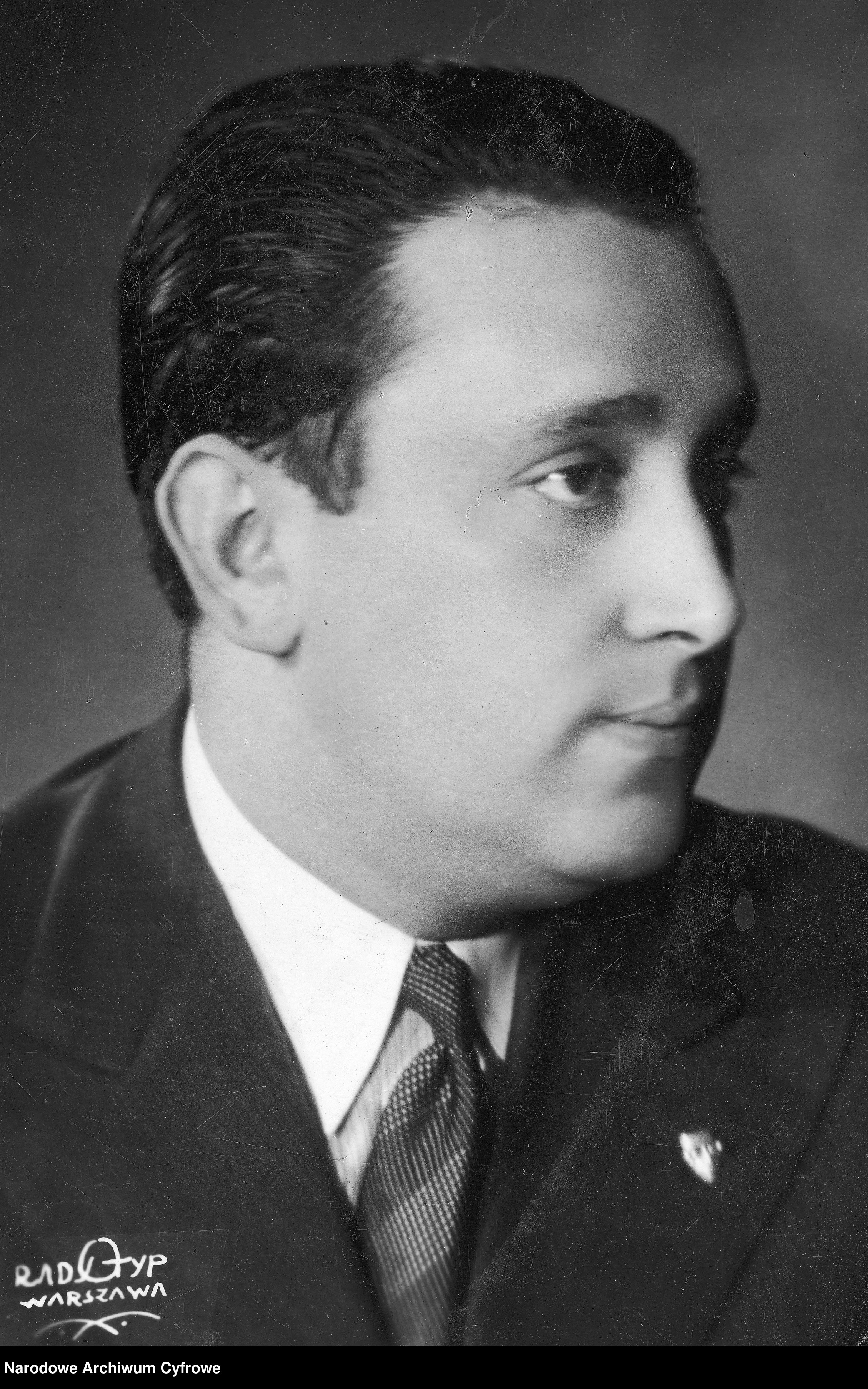
Michał Waszyński
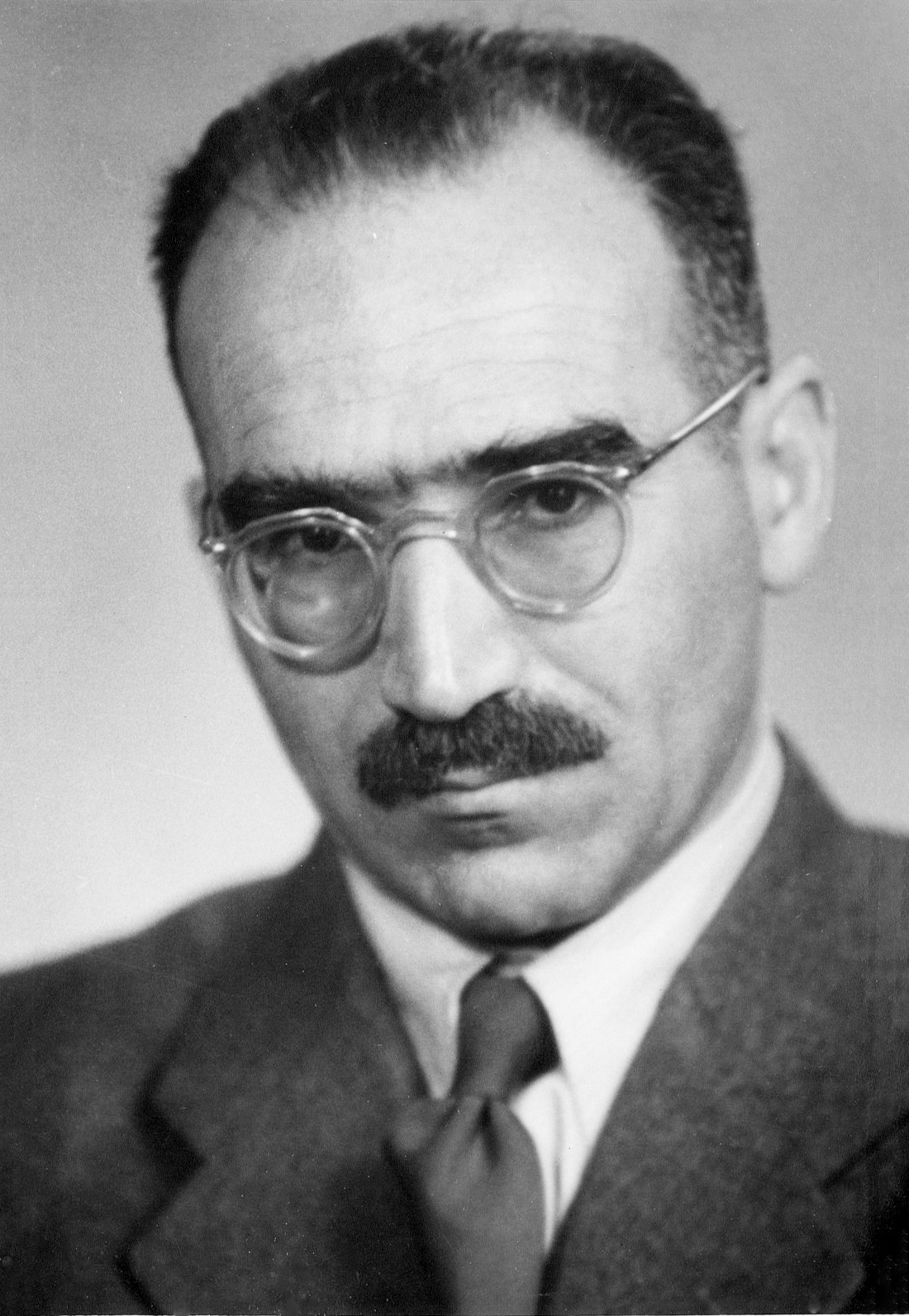
Aleksander Ford

- Krzysztof Zanussi
- Janusz Zaorski
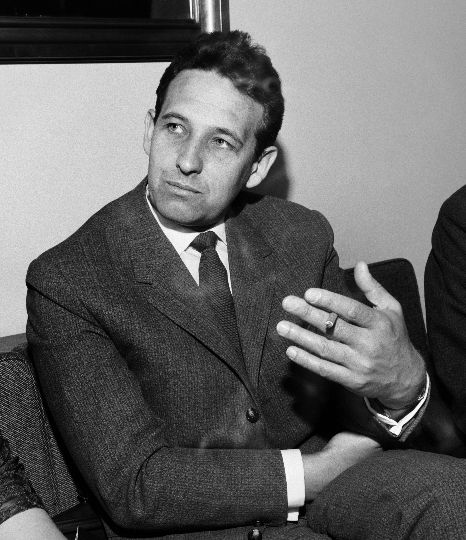
Andrzej Żuławski
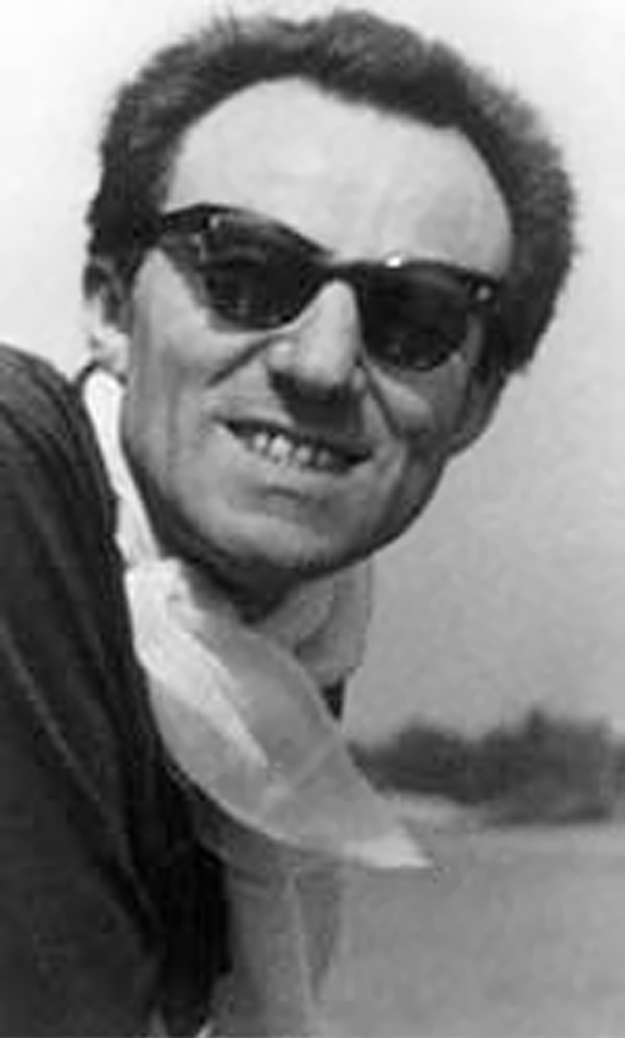
Andrzej Munk
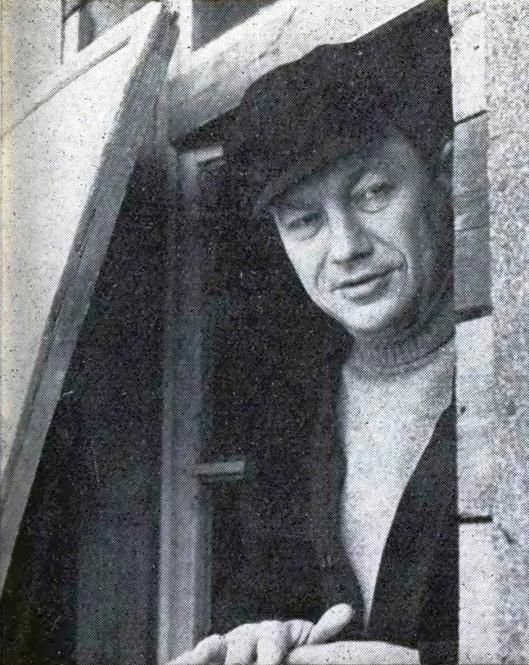
Wojciech Jerzy Has
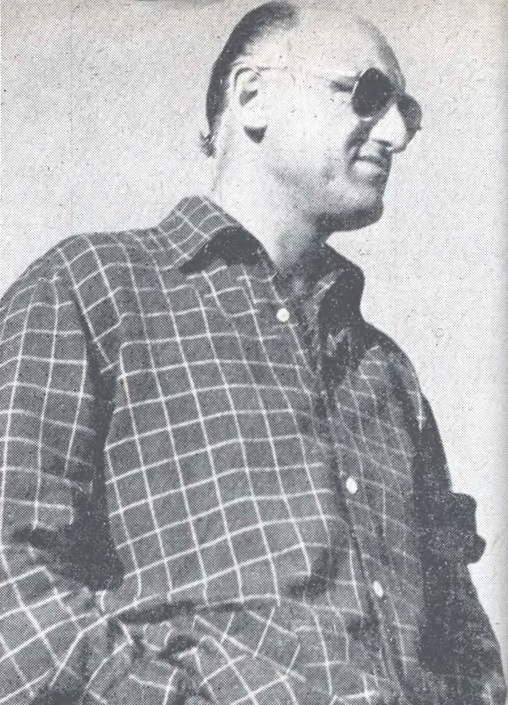
Jerzy Kawalerowicz
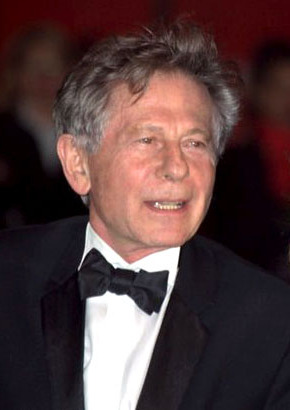
Roman Polanski
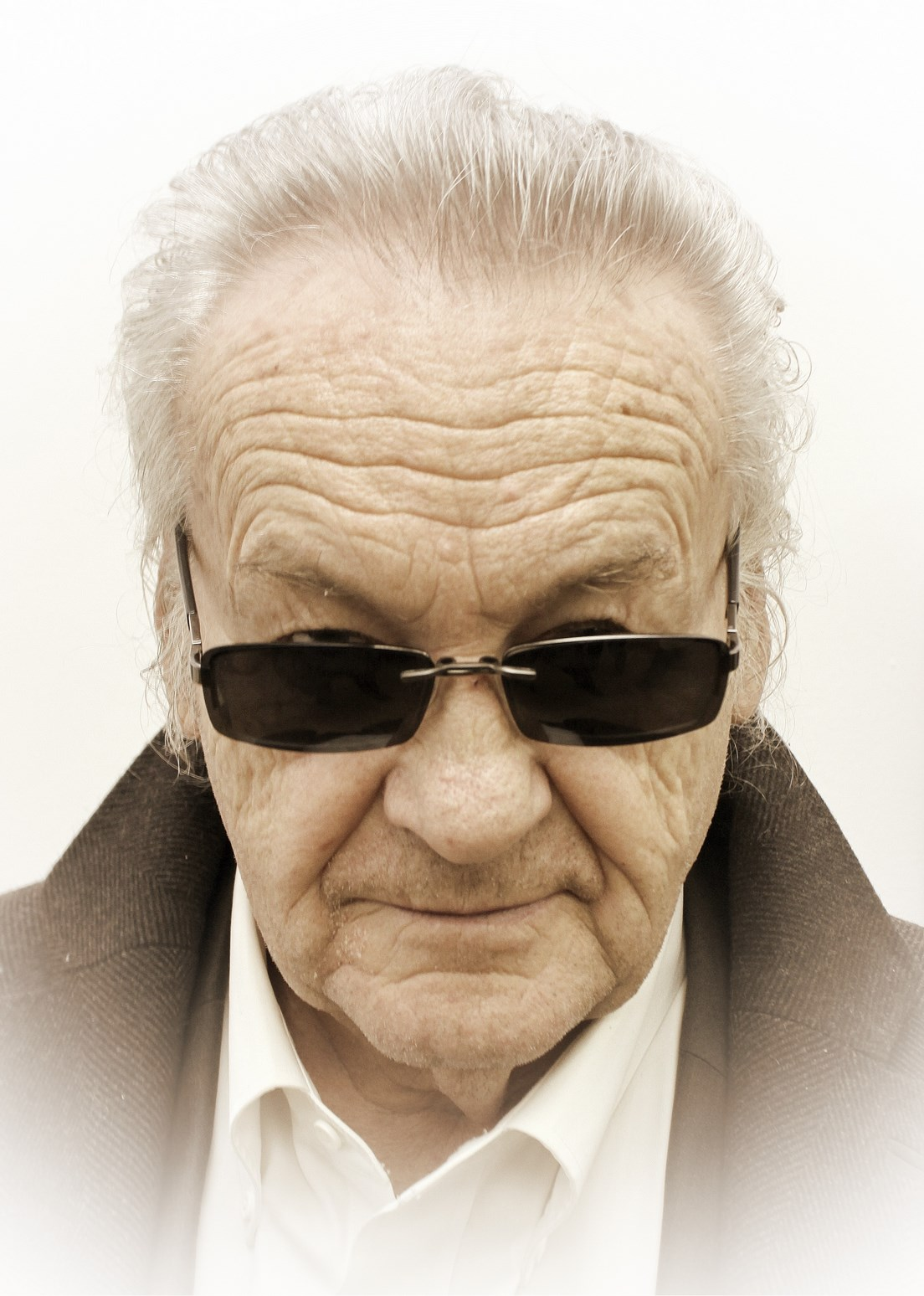
Jerzy Skolimowski
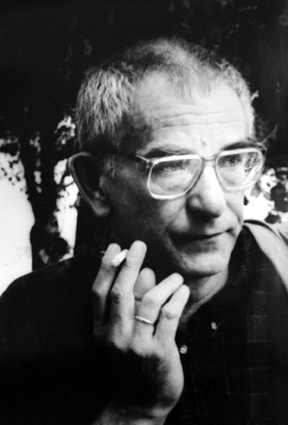
Krzysztof Kieślowski
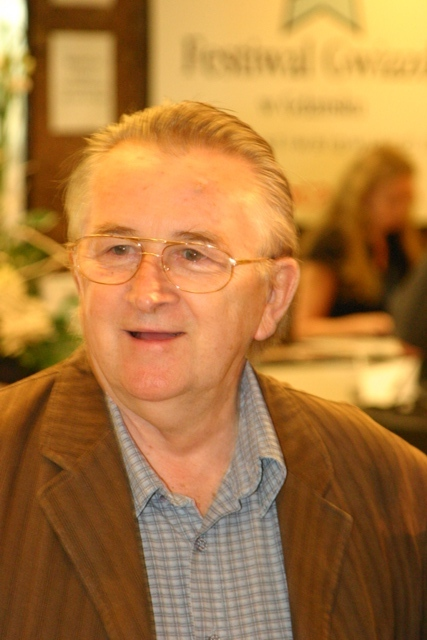
Kazimierz Kutz
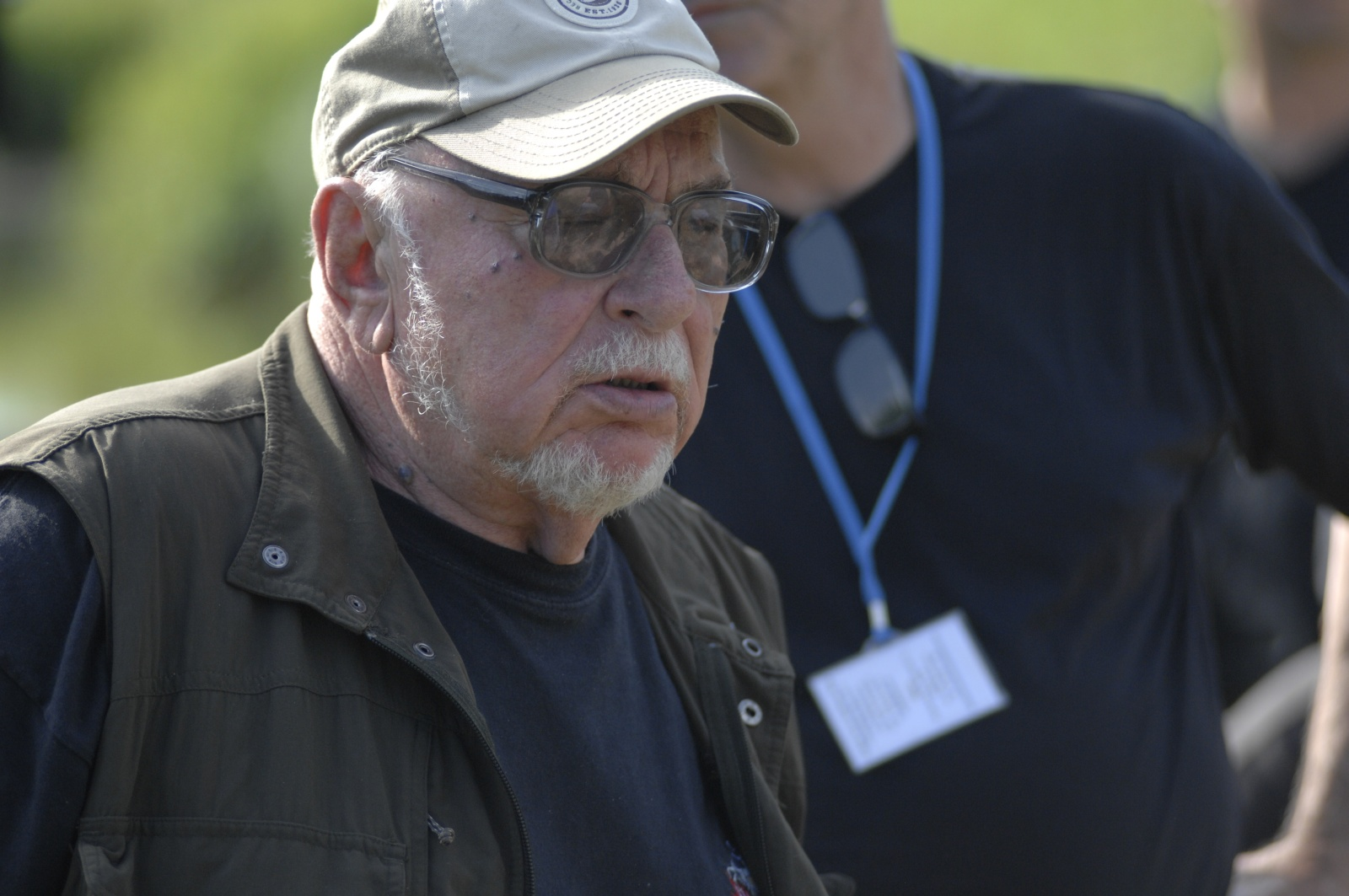
Jerzy Hoffman
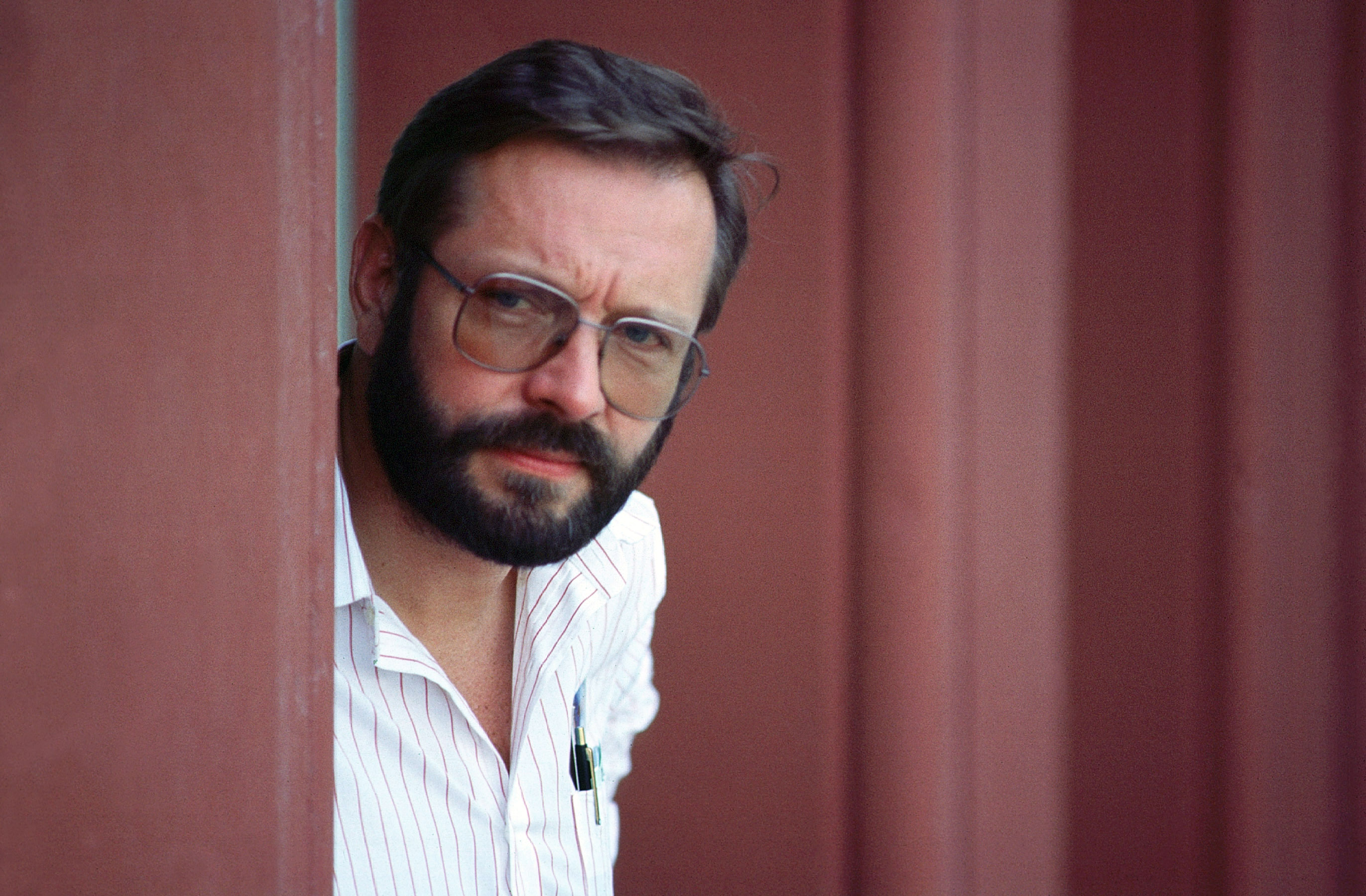
Krzysztof Zanussi
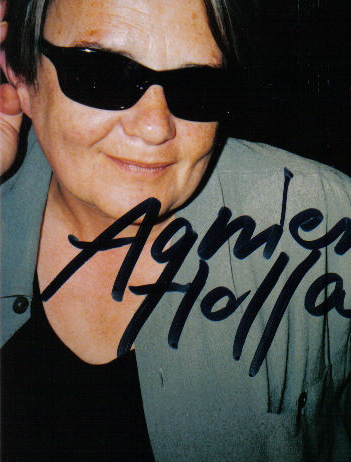
Agnieszka Holland
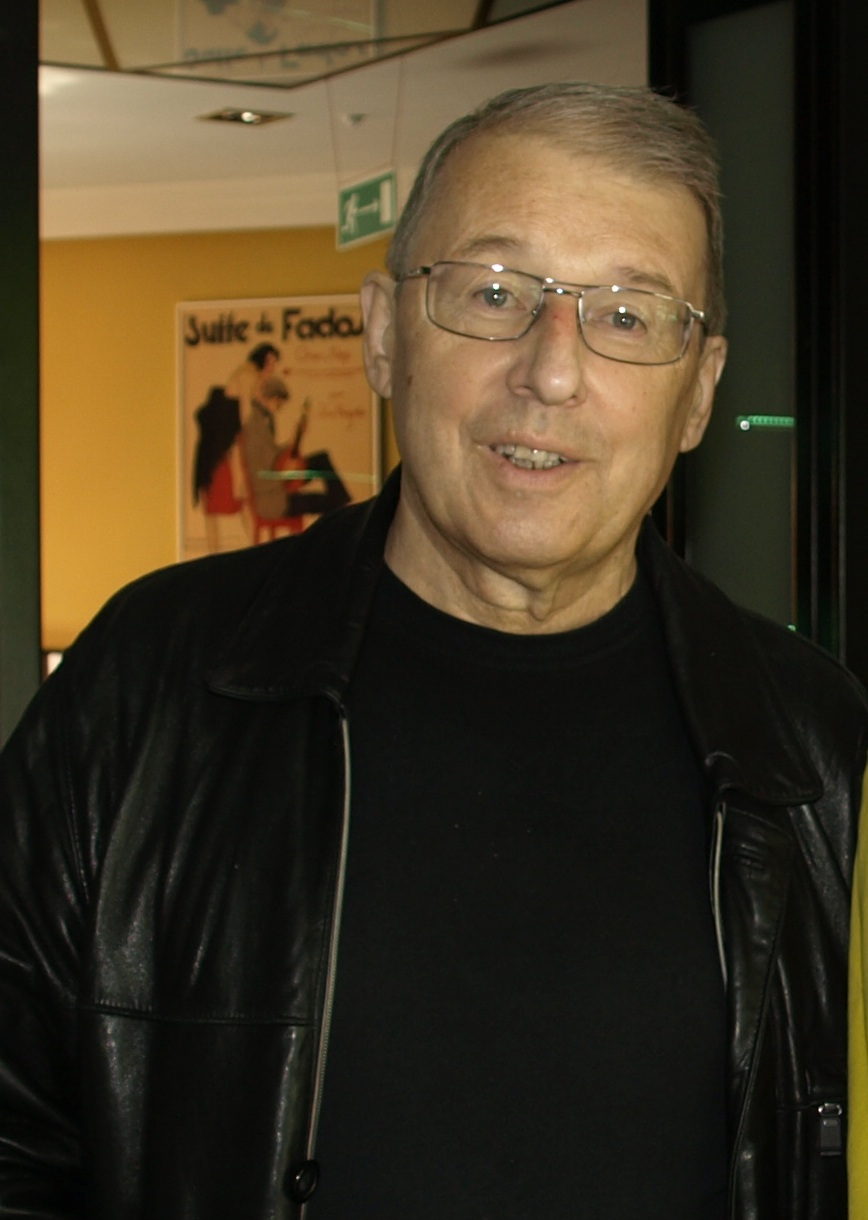
Ryszard Bugajski
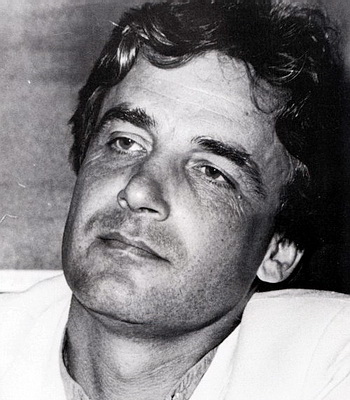
Andrzej Żuławski
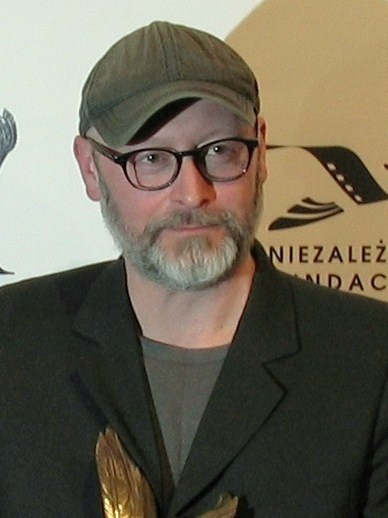
Wojciech Smarzowski
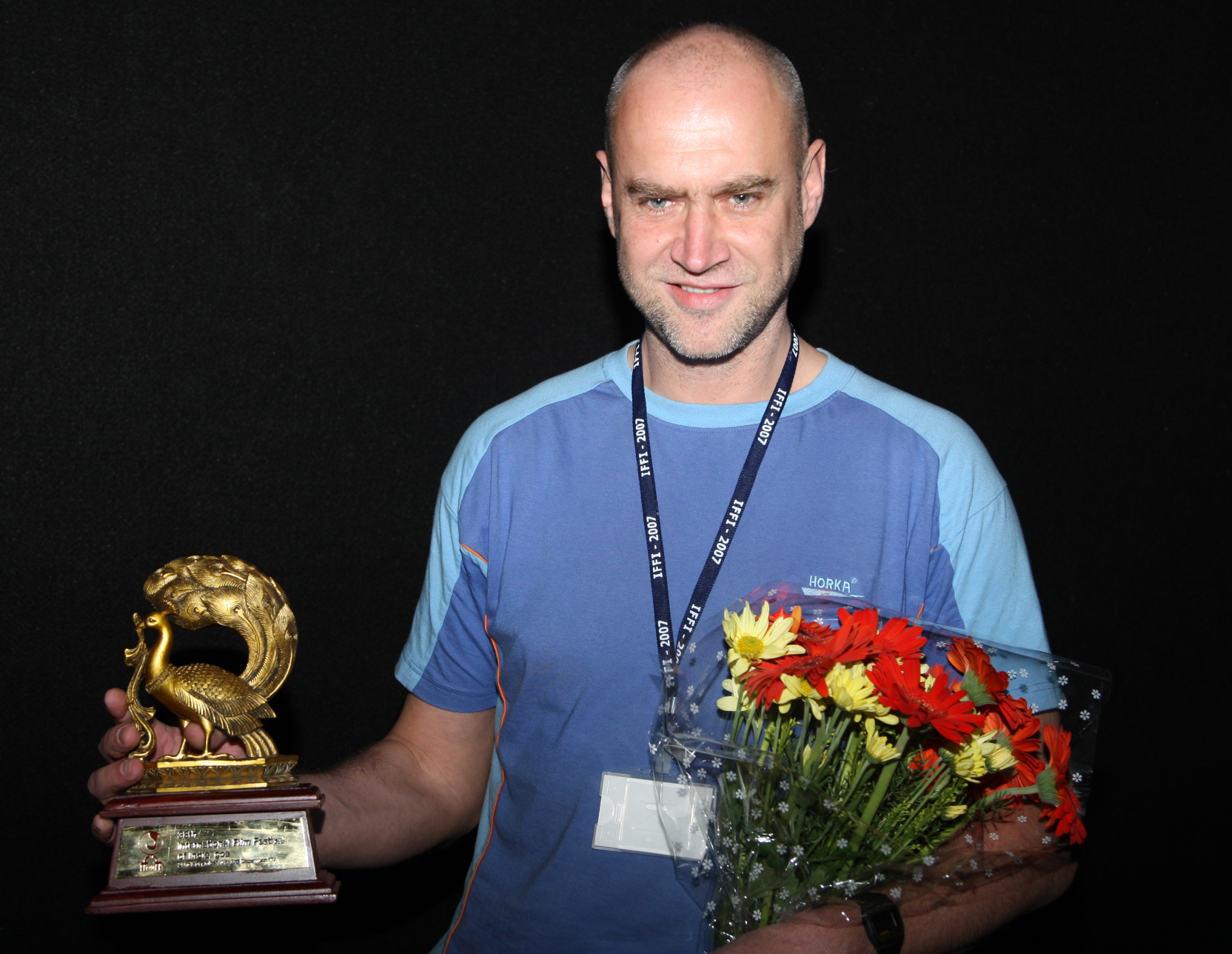
Andrzej Jakimowski

- Michał Waszyński
- Aleksander Ford
- Andrzej Wajda
- Andrzej Munk
- Wojciech Jerzy Has
- Jerzy Kawalerowicz
- Roman Polanski
- Jerzy Skolimowski
- Krzysztof Kieślowski
- Kazimierz Kutz
- Jerzy Hoffman
- Krzysztof Zanussi
- Agnieszka Holland
- Ryszard Bugajski
- Andrzej Żuławski
- Wojciech Smarzowski
- Andrzej Jakimowski

## Acteurs
- Piotr Adamczyk
- Mirosław Baka
- Jadwiga Barańska
- Jerzy Bińczycki
- Henryk Bista
- Eugeniusz Bodo
- Jacek Braciak
- Małgorzata Braunek
- Jowita Budnik
- Barbara Brylska
- Stanisława Celińska
- Magdalena Cielecka
- Mieczysław Czechowicz
- Mieczysława Ćwiklińska
- Andrzej Chyra
- Zbigniew Cybulski
- Elżbieta Czyżewska
- Marcin Dorociński
- Marian Dziędziel
- Bożena Dykiel
- Anna Dymna
- Adolf Dymsza
- Jan Englert
- Adam Ferency
- Edmund Fetting
- Katarzyna Figura
- Małgorzata Foremniak
- Piotr Fronczewski
- Jan Frycz
- Janusz Gajos
- Krzysztof Globisz
- Wiesław Gołas
- Robert Gonera
- Andrzej Grabowski
- Agnieszka Grochowska
- Ryszarda Hanin
- Władysław Hańcza
- Jan Himilsbach
- Gustaw Holoubek
- Zygmunt Hübner
- Krystyna Janda
- Arkadiusz Jakubik
- Tadeusz Janczar
- Jadwiga Jankowska-Cieslak
- Stefan Jaracz
- Kalina Jędrusik
- Kazimierz Junosza-Stępowski
- Kazimierz Kaczor
- Emil Karewicz
- Bogumił Kobiela
- Marian Kociniak
- Marek Kondrat
- Maja Komorowska
- Tomasz Kot
- Wacław Kowalski
- Krzysztof Kowalewski
- Gabriela Kownacka
- Małgorzata Kożuchowska
- Barbara Krafftówna
- Ewa Krzyżewska
- Agata Kulesza
- Joanna Kulig
- Irena Kwiatkowska
- Andrzej Łapicki
- Barbara Lass
- Bogusław Linda
- Olgierd Łukaszewicz
- Tadeusz Łomnicki
- Paweł Małaszyński
- Jan Machulski
- Stanisław Mikulski
- Pola Negri
- Leon Niemczyk
- Jan Nowicki
- Dawid Ogrodnik
- Daniel Olbrychski
- Kazimierz Opaliński
- Marian Opania
- Józef Orwid
- Maja Ostaszewska
- Piotr Machalica
- Zdzisław Maklakiewicz
- Krzysztof Majchrzak
- Joanna Pacuła
- Cezary Pazura
- Franciszek Pieczka
- Leonard Pietraszak
- Wojciech Pokora
- Kinga Preis
- Witold Pyrkosz
- Wojciech Pszoniak
- Jerzy Radziwiłowicz
- Pola Raksa
- Izabella Scorupco
- Anna Seniuk
- Andrzej Seweryn
- Jerzy Skolimowski
- Jadwiga Smosarska
- Danuta Stenka
- Tomasz Stockinger
- Jerzy Stuhr
- Maciej Stuhr
- Danuta Szaflarska
- Grażyna Szapołowska
- Joanna Szczepkowska
- Aleksandra Śląska
- Leszek Teleszyński
- Stanisław Tym
- Jerzy Turek
- Beata Tyszkiewicz
- Robert Więckiewicz
- Magda Teresa Wójcik
- Roman Wilhelmi
- Lucyna Winnicka
- Ewa Wiśniewska
- Zbigniew Zamachowski
- Zbigniew Zapasiewicz
- Mira Zimińska-Sygietyńska
- Jerzy Zelnik
- Aleksander Żabczyński
- Michał Żebrowski
- Artur Żmijewski
- Mieczyslaw Voit

## Directeurs de la photographie
- Andrzej Bartkowiak
- Paweł Edelman
- Michał Englert
- Adam Holender
- Sławomir Idziak
- Mieczysław Jahoda
- Janusz Kamiński
- Edward Kłosiński
- Jan Laskowski
- Ryszard Lenczewski
- Jerzy Lipman
- Jacek Petrycki
- Krzysztof Ptak
- Jerzy Wójcik
- Andrzej Sekuła
- Piotr Sobociński
- Piotr Sobociński jr
- Witold Sobociński
- Wojciech Staroń
- Arkadiusz Tomiak
- Dariusz Wolski
- Łukasz Żal

## Compositeurs
- Krzesimir Dębski
- Bronisław Kaper
- Janusz Hajdun
- Jan Kaczmarek
- Waldemar Kazanecki
- Wojciech Kilar
- Krzysztof Komeda
- Zygmunt Konieczny
- Abel Korzeniowski
- Andrzej Korzyński
- Włodzimierz Kotoński
- Leopold Kozłowski
- Jan Krenz
- Andrzej Kurylewicz
- Henryk Kuźniak
- Michał Lorenc
- Paweł Mykietyn
- Jan Kanty Pawluśkiewicz
- Krzysztof Penderecki
- Zbigniew Preisner
- Jerzy Satanowski
- Zdzisław Szostak
- Mikołaj Trzaska
- Andrzej Trzaskowski
- Michał Urbaniak
- Mieczysław Wajnberg
- Adam Walaciński
- Henryk Wars

## Institutions et organisations
- Cinémathèque nationale-Institut Audiovisuel de Pologne (Filmoteka Narodowa – Instytut Audiowizualny, FINA)
- Institut Polonais du Film (Polski Instytut Sztuki Filmowej, PISF), créé en 2005
- École nationale de cinéma de Łódź
- Association des Cinéastes Polonais (Stowarzyszenie Filmowców Polskich, SFP), actif depuis 1966, aujourd'hui présidé par Jacek Bromski
- Académie du cinéma polonais (Polska Akademia Filmowa), créée en 2003
- Chambre polonaise des producteurs audiovisuels (Krajowa Izba Producentów Audiowizualnych, KIPA), créé en 2000
- Union des auteurs et producteurs audiovisuels (Związek Autorów i Producentów Audiowizualnych, ZAPA) créé en 1995
- Studio d'Andrzej Munk
- École d'Andrzej Wajda

## Festivals
- Camerimage, depuis 1996, à Toruń.
- Festival du film de Cracovie, depuis 1961
- Festival international du film Etiuda & Anima, depuis 1994, à Cracovie.
- Festival du film polonais de Gdynia, depuis 1974
- Festival international du film de Varsovie
- Festival international du film Nouveaux Horizons, depuis 2001, à Wrocław.
- Festival du film polonais de New-York (en)
- Festival du film polonais de Seattle (en)
- Polskie Nagrody Filmowe, depuis 1999 (Aigles)